# Variedades de calabazas y zapallos en Argentina

Las 3 regiones agrícolas prehispánicas de las que derivan nombres indígenas, y que pueden aplicarse al mismo cultivo.

Las regiones hortícolas actuales, los nombres pueden variar algo regionalmente.

En Argentina, algunas instituciones (INTA, Mercado Central de Buenos Aires, etc.) manejan un consenso acerca de los nombres aplicados al grupo de cultivos llamados calabazas, zapallos y zapallitos, existiendo a veces variaciones entre ellos y regionales que son indicadas cuando se dispone de la información.
En el país, se llama zapallo a todos los frutos de las cuatro especies de Cucurbita que allí se cultivan para ello (Cucurbita pepo, Cucurbita moschata, Cucurbita maxima, y Cucurbita argyrosperma antes llamada Cucurbita mixta), que se cosechan maduros al final del verano, cuando la cáscara ya está endurecida (de forma que no se puede hincar la uña) y de los que se puede consumir su pulpa cocida. En esta definición todos los cultivos con los cuales se puede hacer "puré de zapallo" se denominan zapallo. Según el contexto se puede utilizar el término en una forma más restringida, excluyendo de él las "calabazas" (comestibles), o los "zapallitos", o ambos. En Argentina no se suelen consumir las semillas y no hay cultivos específicos para ello, y las mismas especies pueden poseer variedades cultivadas de uso decorativo, de fruto pequeño y no comestible, no cultivadas en el país.
Se denomina zapallitos a los frutos de estas mismas especies cosechados inmaduros, cuando la cáscara todavía está blanda y las semillas no están endurecidas, de forma que se pueden consumir enteros y cocidos. Hay variedades seleccionadas especialmente para ser cosechadas y consumidas como un zapallito, una "variedad tradicional" es el zapallito más común en Argentina, de nombre científico Cucurbita maxima var. zapallito.
Dentro de los zapallos, se ha traído el extranjero calabaza para denominar a Cucurbita moschata 'Butternut' registrado en Estados Unidos en 1936 e importado exitosamente, cultivar con las características de unas razas precolombinas de zapallos de la misma especie que en Argentina se conocían como "anco" (quechua) o "andai" (guaraní). La denominación "calabaza" se extendió a esas razas de Cucurbita moschata y también a una raza de Cucurbita argyrosperma cultivada en el centro del país, en su origen también importada y de morfología algo similar. Como sucede con los zapallos, a veces se utiliza el término "calabaza" de forma más restringida, en referencia solo a la especie y morfología estricta de Cucurbita moschata 'Butternut'.
Las especies y variedades de cáscara dura que son utilizadas con fines no alimenticios son llamadas calabaza en Argentina, de las que aquí se cultivan Lagenaria siceraria tipo "mate" (en sentido estricto, en su definición argentina) y Lagenaria siceraria tipo "porongo"; esta especie posee otros cultivos, como los seleccionados para ser consumidos inmaduros como un zapallito, o las variedades para recipiente con morfologías de tamaño gigante, que no se conocen en Argentina.
De las poblaciones silvestres, existe una única en Argentina que es una baya de cáscara dura, es decir una "calabacita", de sabor en general muy amargo y tóxico. Su nombre científico es la subespecie Cucurbita maxima subsp. andreana (o como antiguamente, la especie Cucurbita andreana) y es conocida como "zapallito amargo", o "cháncara" en el centro del país. Sus híbridos espontáneos con zapallos y zapallitos de Cucurbita maxima en la taxonomía popular se clasifican como "zapallitos amargos" si son amargos y tóxicos, aunque sean indiferenciables de un zapallito cultivado en sus demás caracteres. Sus frutos no híbridos, al madurar son pequeños, livianos, de cáscara dura y de formas a veces decorativas, y son llamados "calabacitas".
Los que en otras regiones pueden denominarse "calabaza" y se cultivan en Argentina bajo otros nombres se describen a continuaciónː la "alcayota" o "cayote" (Cucurbita ficifolia), el "curuguay" (Sicana odorifera), y la "papa del aire" (Sechium edule).

## Calabazas anco y andai
Desde tiempos quizás precolombinos se cultivaba un grupo de razas de Cucurbita moschata a las que llamaban "anco" en quechua y "andai" en guaraní, tradicionales entre la población criolla al menos en 1820. El nombre "calabaza" no se aplicó a ninguna variedad comestible de zapallos hasta que llegó el cultivar comercial Cucurbita moschata 'Butternut', desarrollado en Estados Unidos en 1936 y que era similar a las razas locales pero de cuello recto, largo y grueso. En Paraguay y en la región argentina de habla guaraní los llaman indistintamente "calabaza" como "andai" (o "anday"), en la región pampeana los llaman indistintamente "calabaza" como "anco", mientras que en la región hortícola del centro del país (Córdoba y Santiago del Estero) se conoce sólo el nombre "anco" (siendo "calabaza" la de Cucurbita argyrosperma, ver en la sección siguiente). En fecha no encontrada llegaron variedades de Estados Unidos similares al "anday", es decir de cuello curvado, pero más largo y grueso, y a las que se aplicó ese mismo nombre, y también se consideraron "calabazas".
Dos nombres más pueden ser aplicados, provenientes del intercambio comercial en Norteamérica, los frutos de cuello curvado y normalmente más largo (grupo más antiguo en Estados Unidos) los llaman "de tipo Crookneck" ("de cuello curvo", no confundir con Cucurbita pepo de tipo Crookneck), y a los de cuello recto y normalmente más corto los llaman "de tipo Butternut" o menos comúnmente "de tipo Bell" ("campana").
Algunos zapallos de tipo "anco" fueron llamados "coreano" o "coreanito", son plantas guiadoras, de frutos que se cosechan inmaduros para consumir como zapallito o que se cosechan maduros (Salta, año 2007) sin encontrarse más información sobre el origen del término o si en algún momento fueron variedades diferenciadas. 
Hoy en día "anco" parece el nombre preferido para este grupo de razas en Argentina (p.ej. Región hortícola del noroeste de Chubut, Fiesta Nacional del Zapallo, INTA). El INTA como los agrónomos llaman anday, "andai" (o puede encontrarse "anco-andai") a los frutos de cuello curvado y más largo; en el otro extremo los más cortos que el 'Butternut' se pueden encontrar como anquito,, que es el tipo más comercializado en el país desde '1960 en que desplazó al zapallo criollo (p.46).
En el intercambio comercial en el Mercado Central de Buenos Aires se diferencia la "calabaza" del "anquito" del "anquito Cokena" llamado también "anco batata".
Hibridan conː todas las variedades de Cucurbita moschata que pudieran cultivarse en unos kilómetros a la redonda; no hibrida con otras Cucurbita. No hay variedades silvestres.

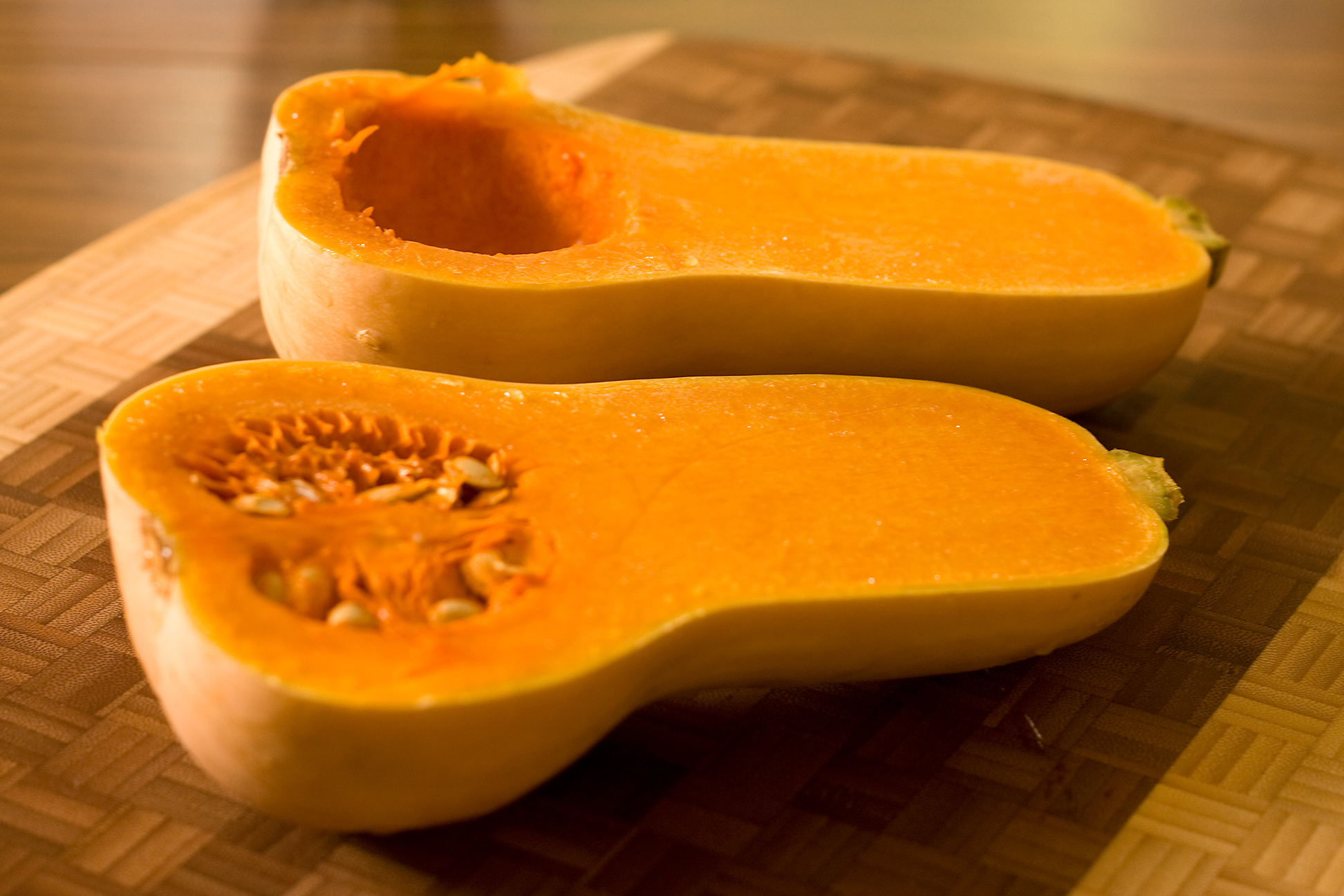
Cultivar nacido en 1936 bajo el nombre Cucurbita moschata 'Butternut' en Estados Unidos, de cuello más largo, grueso y recto que las razas locales. Se trajo con el nombre "calabaza" que se extendió a las razas locales, y a la inversa también fue llamado con los nombres aquí conocidos, particularmente anco.
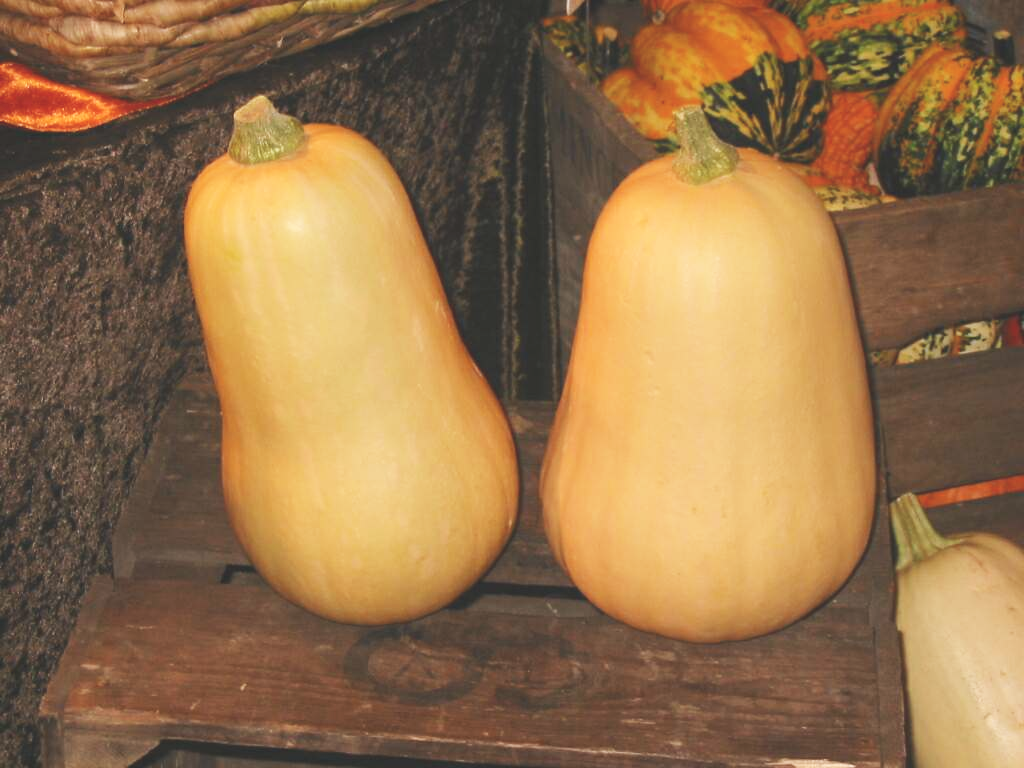
Los de cuello corto, hoy más grueso, pueden ser llamados "anquitos"ː 'Cuyano INTA', 'Paquito INTA', 'Cokena INTA'...[nota 6]

En la etapa de crecimiento su color es verde, y pueden verse bandas "atigradas" que queden en la corteza al madurar.

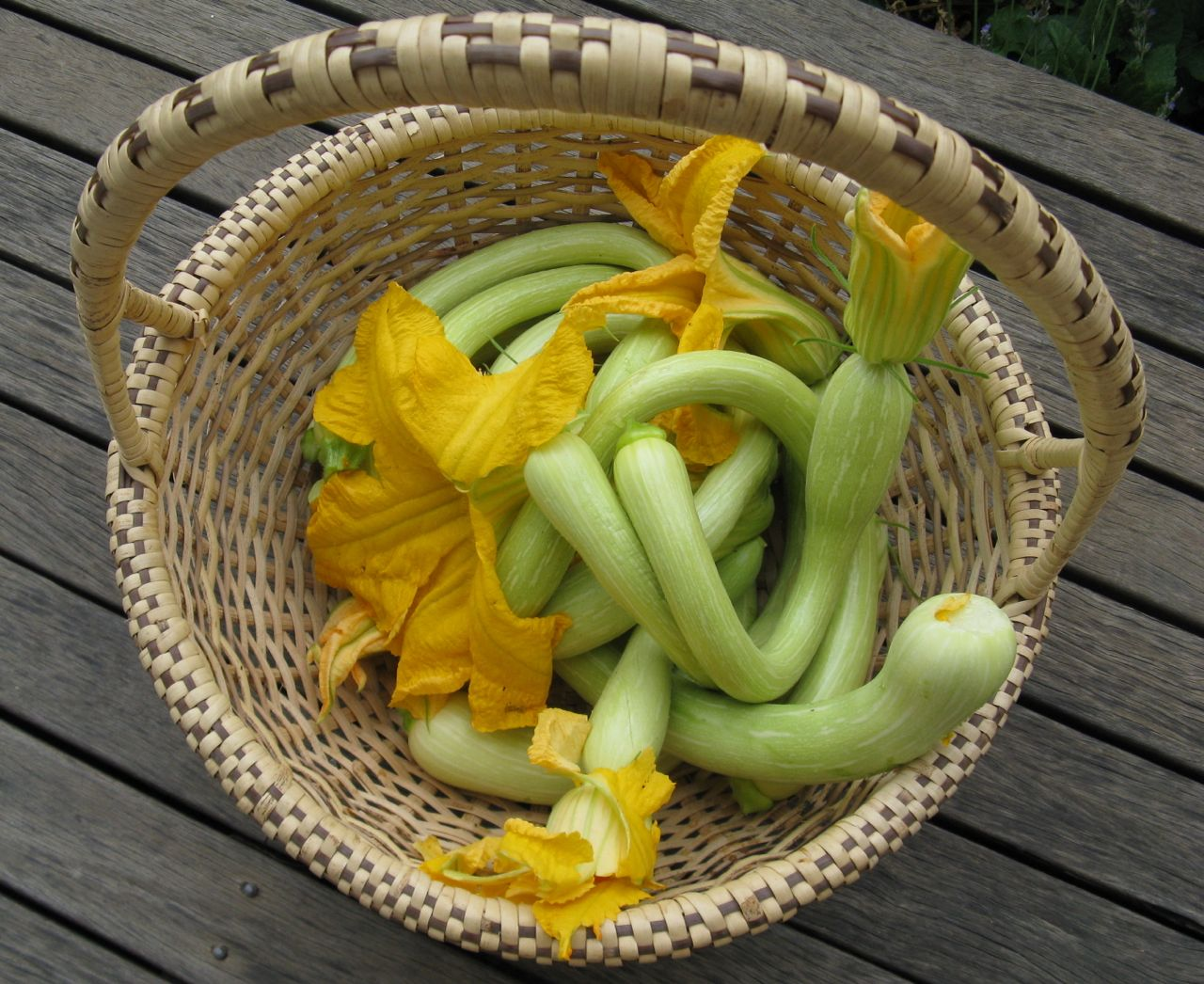
Flores de 'Tromboncino' o "Trombetta", Italia.
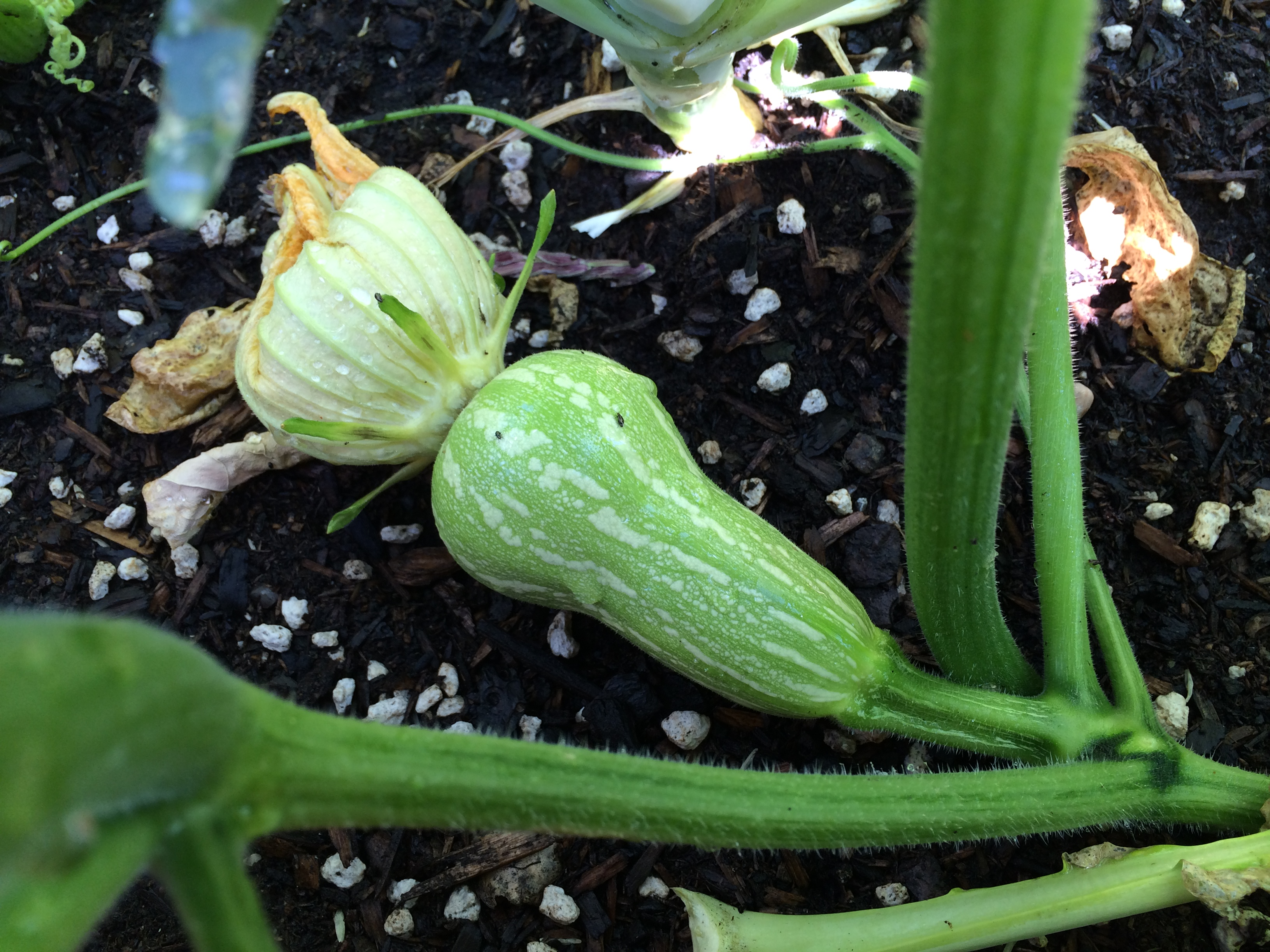
Flor recién cerrada de un anco "atigrado".
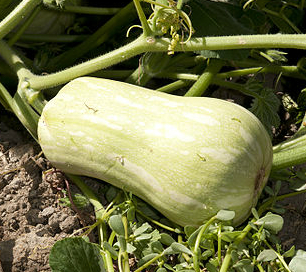
Anquito madurando en Chubut.

Cultivares de anco. Para una pequeña huerta familiar de cultivo intensivo quizás el productor prefiera las variedades tradicionales, más variables en forma y color y cuya producción es más baja debido a que priorizan la calidad del fruto, difíciles de conseguir en el circuito comercial. Algunos cultivares (distintivos en algún carácter de importancia para el horticultor, homogéneos, estables, y de nombre registrado en el Registro de Cultivares) registrados para Argentina son:
- Cucurbita moschata 'Dorado INTA-MAPO'[cita 11] (registrado en 2011[38]) también llamado Dorado INTA.[39] "Plantas de tamaño intermedio, mejor adaptadas a climas más húmedos".[38] Si el verano será muy lluvioso es de los que mejor se adaptan junto con Cuyano INTA y Frontera INTA.[cita 24] "Aunque fue desarrollado para la producción orgánica, también se puede utilizar para la convencional. Fue obtenido en el marco de un Convenio de Vinculación Tecnológica entre el Movimiento Argentino para la Producción Orgánica (MAPO) y el INTA. Los rendimientos medios obtenidos en los ensayos comparativos realizados en la EEA La consulta del INTA superan en tres toneladas a otras variedades del INTA, alcanzando las 40 toneladas por hectárea. Otro aspecto importante a destacar es el excelente brillo de la piel que se obtiene al lustrado con cepillo."[38] (más información y fotos en la ficha del INTA[38])
- Cucurbita moschata 'Cuyano INTA'[cita 11][cita 25][cita 19][40] (registrado en 2006[41]): "se destaca notablemente de otros cultivares de la misma especie por la arquitectura de la planta", de tronco al principio hasta el inicio de la floración, con la posterior emisión de vigorosas guías que se confunden entre primaria y secundarias, esta característica está asociada con la excelente uniformidad y la mayor concentración de la maduración de los frutos.[41] Con un ciclo de cultivo de 110 días desde la emergencia. Las hojas son de color verde oscuro con manchas grisáceas. Los frutos son de color exterior cremoso e interior amarillo naranja. El peso promedio es de 1,3 kg. Los rendimientos oscilan entre los 30.000 y 35.000 kg por hectárea. (Descripto:[42][29] nombrado:[2][43]). Si el verano será muy lluvioso es de los que mejor se adaptan junto con Dorado INTA y Frontera INTA.[cita 24] (más información y fotos en la ficha del INTA,[41] foto en UNCU[40])
- Cucurbita moschata 'Frontera INTA'[cita 11][cita 25][43][cita 26][40] (registrado en 1992[44]), "Excelente vigor de planta y frutos de tamaño intermedio a grande. Se adapta mejor que otras variedades de INTA a los cultivos sin riego complementario que se realizan al norte del país".[44] Planta muy vigorosa y expansiva, fruto piriforme-cilíndrico de 1,2 a 1,7 kg de peso, color interno naranja medio, color exterior ocre cremoso, cavidad seminal pequeña en relación con la proporción de pulpa, resistente al transporte y buena conservación; el ciclo de cultivo oscila entre los 120 a 130 días desde la emergencia a la madurez comercial; posee resistencia que mejora la conservación.[cita 19][42] Si el verano será muy lluvioso es de los que mejor se adaptan junto con Dorado INTA y Cuyano INTA.[cita 24] (más información y fotos en la ficha del INTA[44])
- Cucurbita moschata 'Paquito INTA'[cita 11][40] (registrado en 1992[45]). Fruto de tamaño intermedio a grande, la corteza es algo rugosa de color anaranjado de base con tenues bandas irregulares más claras, pulpa anaranjado intenso y muy dulce.[45] Sus plantas son muy vigorosas y expansivas, con frutos de 1,4 a 1,8 kg de peso, interior anaranjado intenso con una cavidad seminal pequeña en relación con la cantidad de pulpa. El ciclo de cultivo oscila entre los 130 a 150 días desde la emergencia a la madurez comercial. Tiene menor resistencia a la conservación que 'Frontera INTA' (descripción,[42] nombrado:[2][43] Si el verano será muy lluvioso no se adapta tan bien como Frontera INTA, Dorado INTA y Cuyano INTA.[cita 24] (más información y fotos en la ficha del INTA[45])
- Cucurbita moschata 'Waltham Butternut'[cita 19][26] (Seminis,[cita 25] Harris Moran, Emerald, Guasch que es una semillería nacional): Desarrollado a partir del 'Butternut' en los '1970 y que posee una mejor proporción de frutos de cuello recto, es decir comercializables[cita 10] "Este zapallo fue obtenido casi simultáneamente con el Ponca. Lo desarrollaron en la Waltham Field Station, Universidad de Massachusetts. Cuando su patente quedó liberada sirvió de base genética para que la mayoría de las empresas semilleras desarrollaran sus propios cultivares porque es una variedad de polinización abierta. Se trata de un zapallo para múltiples propósitos. Posee una planta rastrera medianamente vigorosa. Sus hojas son de color verde intermedio y uniforme. Los frutos son priformes y con mucha variabilidad de tamaños y con una cavidad seminal bien diferenciada, van de 20 a 25 cm de longitud. El peso promedio es de 1,3 kg y el color exterior es ocre cremoso con cáscara de textura lisa. La pulpa es firme, de textura fina, sabrosa y de color anaranjado intermedio. El sabor es medianamente dulce. El ciclo del cultivo oscila entre 95 y 115 días desde la emergencia a la madurez comercial" (Della Gaspera (ed.) 2013 Cap.4 p.72,[26] foto en Figura 4.15[26])
- Descripción y fotos hechas por el INTA de las variedades (semillería entre paréntesis): 'Coco' (Basso),[cita 25] 'Max' (Basso), 'Saxo' (Basso),[cita 25] Híbrido Pepe (Seminis), Híbrido Rodeo (Basso), Híbrido Atlas (Sakata)[cita 25], Híbrido Atila (Sakata), Híbrido Cosmos (Sakata), Híbrido AF7514 o Pluto (Sakata), Cucurbita moschata 'Ponca' en:  Della Gaspera (ed.) 2013 Cap.3 p. 73-77.[26]
- Cucurbita moschata 'Cokena INTA' en la sección siguiente.

Cultivares de anday: Solo se han informado dos nombres dentro de esta variedad, que parecen ser la raza y un cultivar derivado de ella, no se ha encontrado más información que esta:
- Cucurbita moschata "Anday cáscara amarilla"[cita 21] o "Calabaza amarilla".[cita 19][cita 20]
- Cucurbita moschata "Anday cáscara estriada (disciplinada)"[cita 21]

### Anco Batata
ːAnquito Cokena, "Anco batata" y "Zapallo anco batata" redirigen aquí.

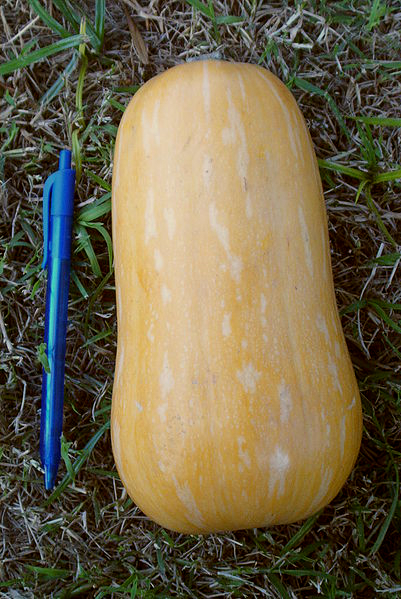
Fruto similar externamente al Anco Batata o Anquito Cokena (foto). Para pertenecer al cultivar además el color de pulpa debe ser naranja intenso y el sabor dulce, y debe haberse cosechado de una planta del cultivar.

El anco batata tiene un color de pulpa anaranjado-rojizo intenso y un sabor característicamente más dulce que los demás ancos, por lo que su precio es mayor en el mercado (p.49) y se lo clasifica aparte en el Mercado Central de Buenos Aires; de "corteza de color anaranjado con tenues bandas irregulares ("atigrado") más claras", -similar en eso al 'Paquito INTA' y diferente del común de los anquitos que es ocre cremoso-, puede presentar tonalidades verdes en el color de fondo que son como un "jaspeado" (foto p.53 y p.55), y es la única variedad que se permite que se comercialice de esta forma, las tonalidades verdosas en otras variedades se descartan (p.50). La cáscara es lisa, brillante (foto). Durante el crecimiento es verde oscuro liso, brillante, con bandas de tipo "atigrado" claras (foto).
El color anaranjado de la pulpa, asociado al mayor contenido de carotenos, genéticamente es independiente del sabor dulce, que está asociado al mayor contenido de azúcares. (p. 81)
Los horticultores y el Mercado Central lo conocen por "anquito Cokena" o su nombre de cultivar, Cucurbita moschata 'Cokena INTA', registrado en 1992. (más información y fotos en la ficha del INTA)

## Calabaza rayada o cordobesa
En la región hortícola del centro del país (Córdoba, Santiago del Estero) llaman "calabaza" (en el resto del país "calabaza rayada" como en el Mercado Central de Buenos Aires, la Fiesta Nacional del Zapallo, INTA, semillerías, o "calabaza cordobesa" o "calabaza gringa") a una variedad hoy tradicional pero aparentemente post-colombina, de morfología un tanto similar al 'Butternut' pero de cáscara muy dura y de la especie Cucurbita argyrosperma, que no hibrida con Cucurbita moschata (la especie del anco, la otra "calabaza"), y que se puede diferenciar con relativa facilidad de esta por el pedúnculo. Se cultiva para cosechar madura y consumir su pulpa, en la misma forma que los demás zapallos. Cuando la describió Millán en 1968, que solo tenía catálogos bastante completos en las variedades estadounidenses y europeas, la comparó con una variedad tradicional del sudoeste de Estados Unidos, muy antigua, llamada 'Green Striped Cushaw' ("cushaw de bandas verdes"), pero la especie es muy cultivada en Centroamérica donde hay numerosas variedades cuya descripción suele ser inaccesible. Esta variedad desarrollada en Argentina es descripta en Millán (1968). En esa región, "siendo ambas sensibles al frío, la Calabaza [cordobesa] se siembra en primavera porque para fructificar requiere días relativamente largos y el Anco se siembra en verano porque requiere días más cortos". El microclima cordobés, muy caluroso en verano, quizás no permite que fructifique el anco.
Hay fotos en la Fiesta Nacional del Zapallo.
Hibrida conː Solo otras variedades y poblaciones silvestres de la especie Cucurbita argyrosperma (sinónimo: Cucurbita mixta) que pudieran encontrarse a unos kilómetros a la redonda, las poblaciones silvestres y las asilvestradas a veces con nombre de especie (Cucurbita sororia, Cucurbita palmeri, Cucurbita kellyana) pero no están presentes en Argentina.

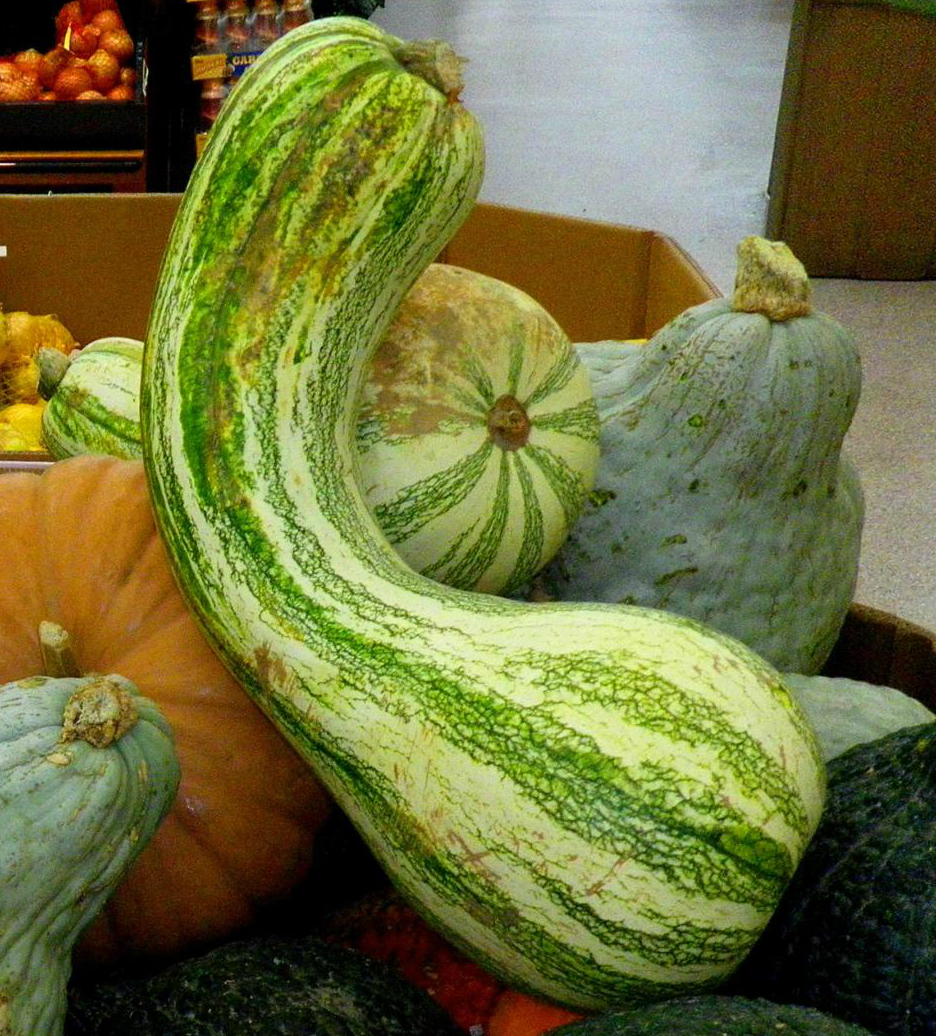
Un ejemplar muy típico de Cucurbita argyrosperma 'Green Striped Cushaw' en venta en un Walmart estadounidense. Las razas del sudoeste de Estados Unidos que se llaman "cushaw" se aprecian para pulpa (la especie se conoce más en el mundo de habla hispana, salvo en Argentina, por sus variedades para zapallito o para semillas). Los "cushaw" son de cáscara muy dura que se corta con cuchillo de cocina bien afilado y pulpa de color claro amarillenta-anaranjada de sabor muy suave que cosecha fanáticos en el sudoeste de Estados Unidos.
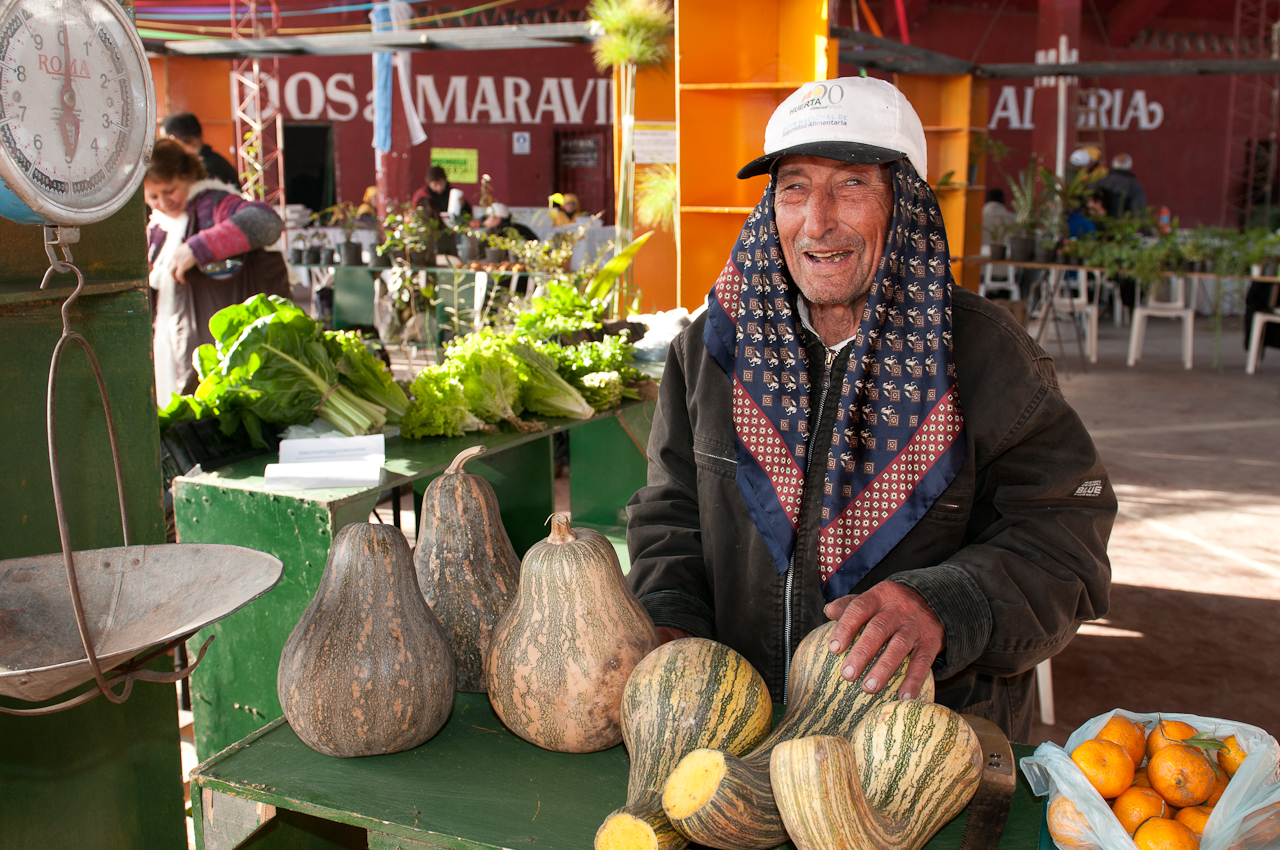
2012, feria en Tucumán. Cucurbita argyrosperma "calabaza rayada" o "calabaza cordobesa" o "calabaza gringa".
Calabazas del centro de la Argentina: diferencias entre los pedúnculos de Cucurbita argyrosperma "Calabaza cordobesa", y Cucurbita moschata "Anco". Según Millán (1968[5]).
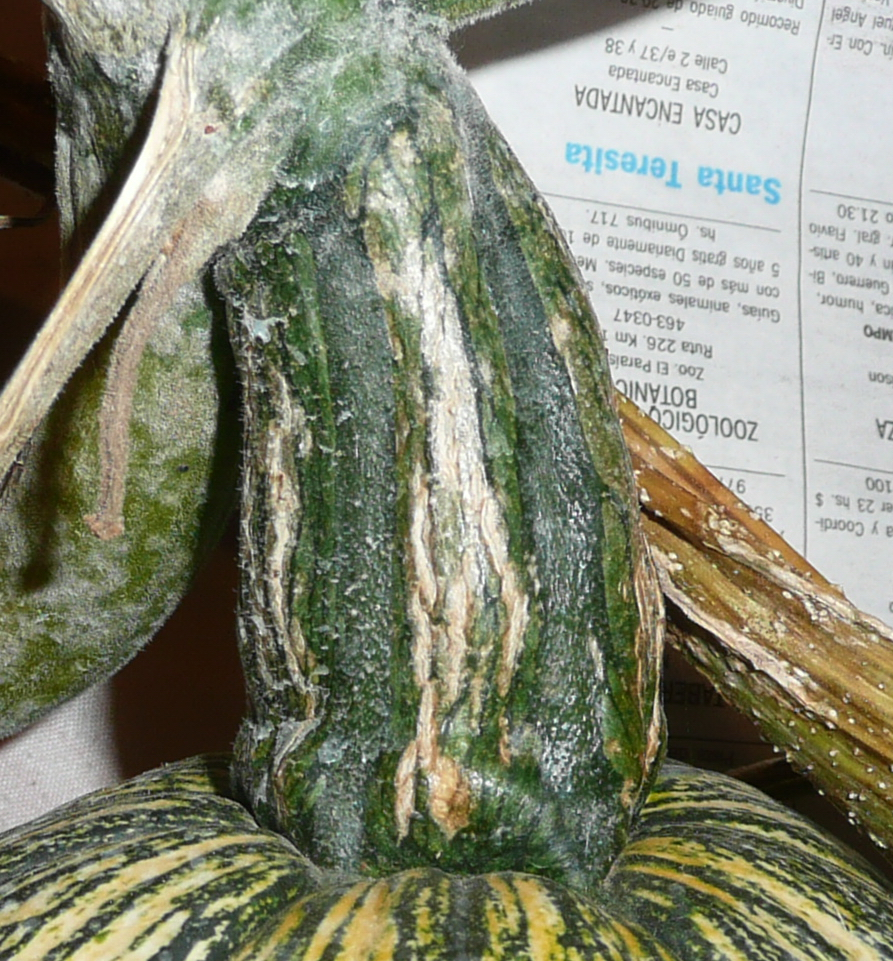
Pedúnculo de C. argyrosperma.

## Zapallitos
Cosechados inmaduros, en general de tronco, normalmente en referencia al "zapallito redondo de tronco".
Zapallito redondo de tronco
"Zapallito redondo de tronco" redirige aquí.
"Zapallito veronés" redirige aquí, buscar 'Veronés INTA'

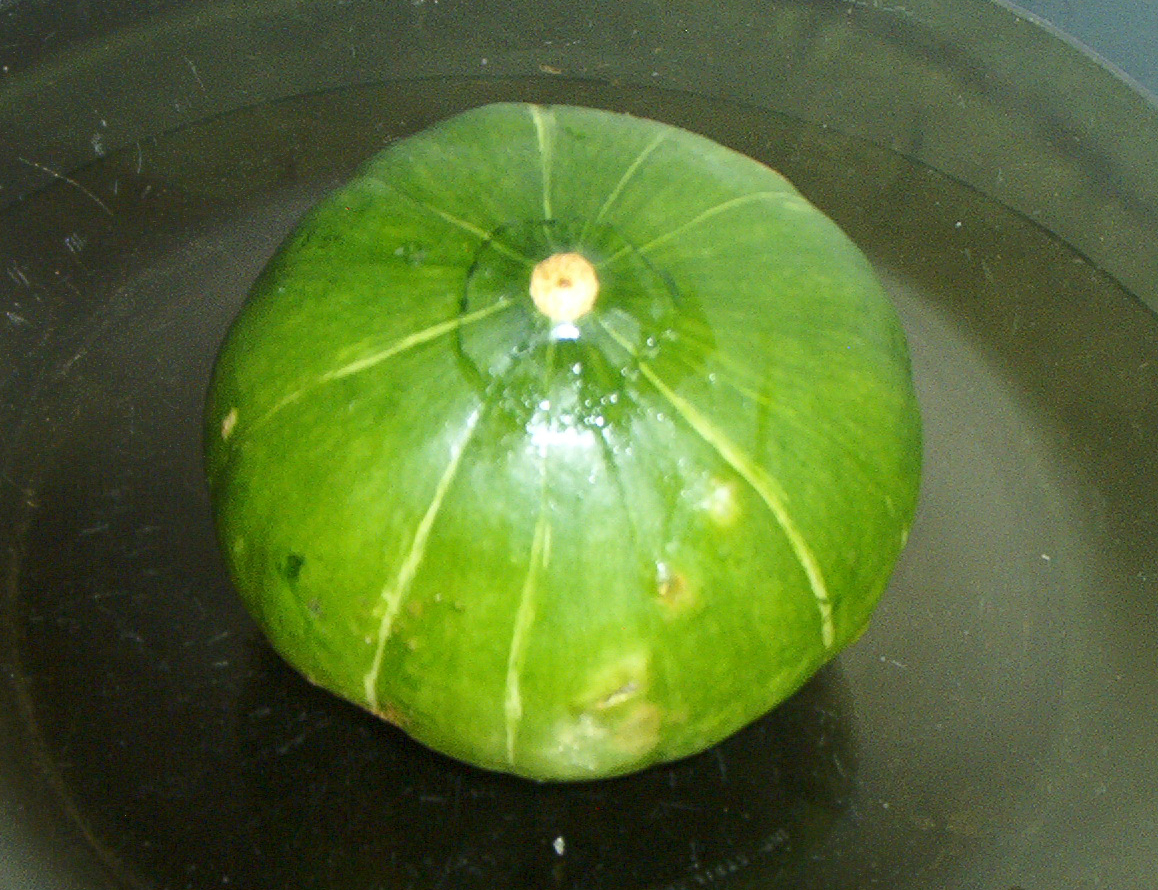
Zapallito similar al 'Veronés INTA', producto de la cruza de variedades de zapallito con zapallos Tetsukabuto.

Artículo principal en Cucurbita maxima var. zapallito
El "zapallito" mejor conocido es de la especie Cucurbita maxima, un cultivo precolombino conocido desde antiguo como zapallito verde o zapallito de tronco (nombre científico Cucurbita maxima var. zapallito), en Salta también con el regionalismo "tronquero", el nombre refiere al aspecto de la planta que no es una enredadera sino que los entrenudos son tan cortos que la guía principal parece un "tronco" y la planta un arbusto. Las plantas "de tronco" o arbustivas son las seleccionadas para cultivar zapallitos porque es más fácil ubicarlas de forma de recorrer el campo varias veces por semana para cosecharlos (p.ej. Paris 1989) pero como de forma post-colombina llegaron zapallitos "de tronco" de variedades de Cucurbita pepo, cuando se debe diferenciar de los últimos se puede aclarar zapallito redondo o zapallito redondo de tronco. En Uruguay y Paraguay se lo cultiva con los mismos nombres que en Argentina, y en Chile lo conocen como "hoyito" sin confundir con "hoyo" que es otro diferente; no se lo conoce fuera de estos países (Millán 1947). Los descendientes de españoles ya lo cultivaban como una de sus variedades tradicionales al menos en 1780. En 1947 en estado inmaduro, listo para consumir, se describía con pulpa amarilla (Millán 1947), carácter que se conserva en unas pocas variedades de campo. Descripto también en Parodi (1966) y la Enciclopedia Argentina de Agricultura y Jardinería.
Hibrida conː las demás variedades de Cucurbita maxima que pudieran encontrarse en varios kilómetros a la redonda; de ellas la población silvestre en Argentina puede encontrarse con el nombre de subespecie Cucurbita maxima subsp. andreana o como la especie Cucurbita andreana.

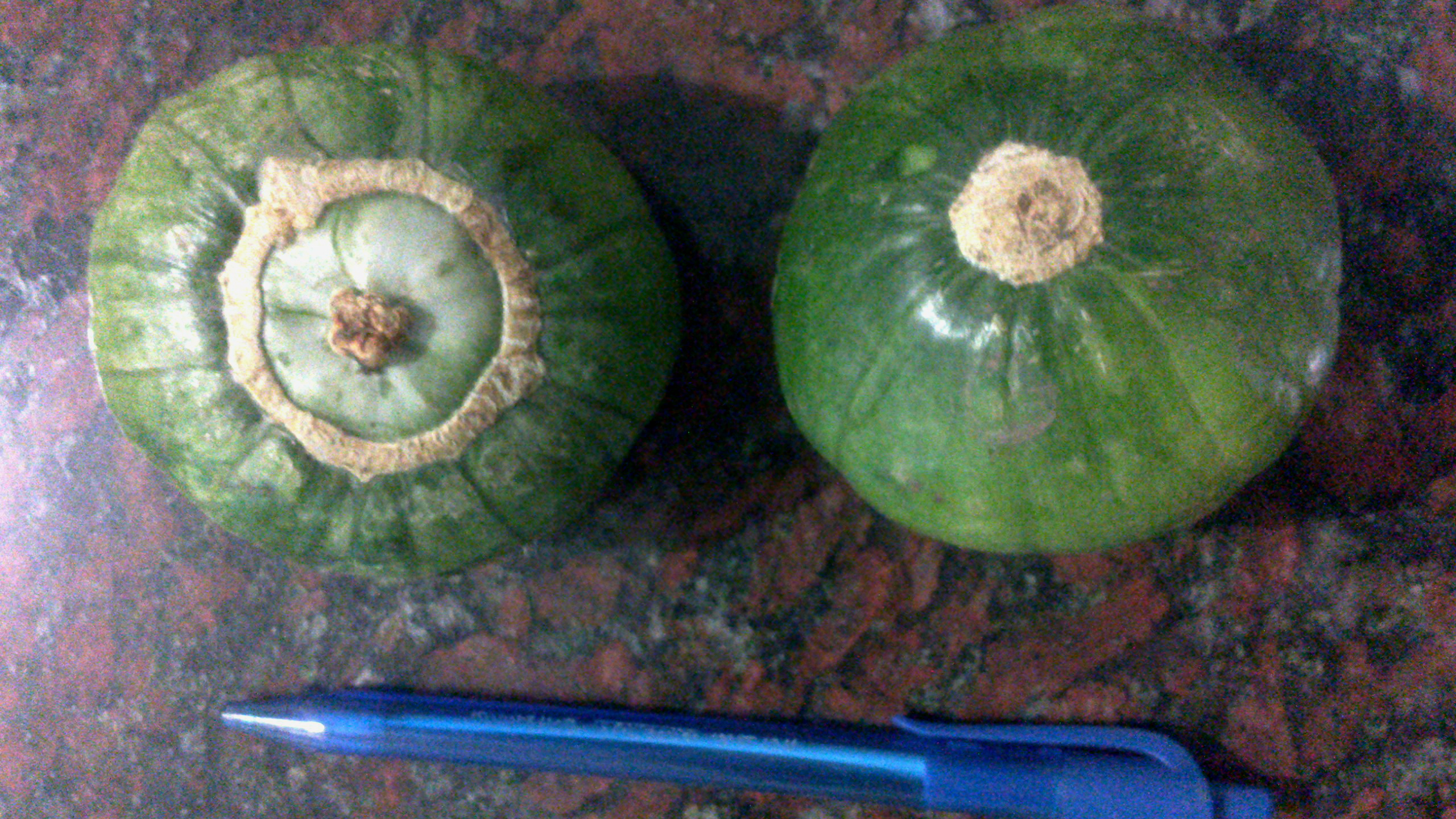
El "zapallito de tronco" o "zapallito redondo" o "zapallito redondo de tronco". El botón o corona (izquierda) no tiene valor comercial y por eso las semillas se promocionan "sin corona" (1947[cita 39], 1997[cita 40]),, si bien era un carácter difícil de quitar. El de la derecha es el tipo de mercado (market type).
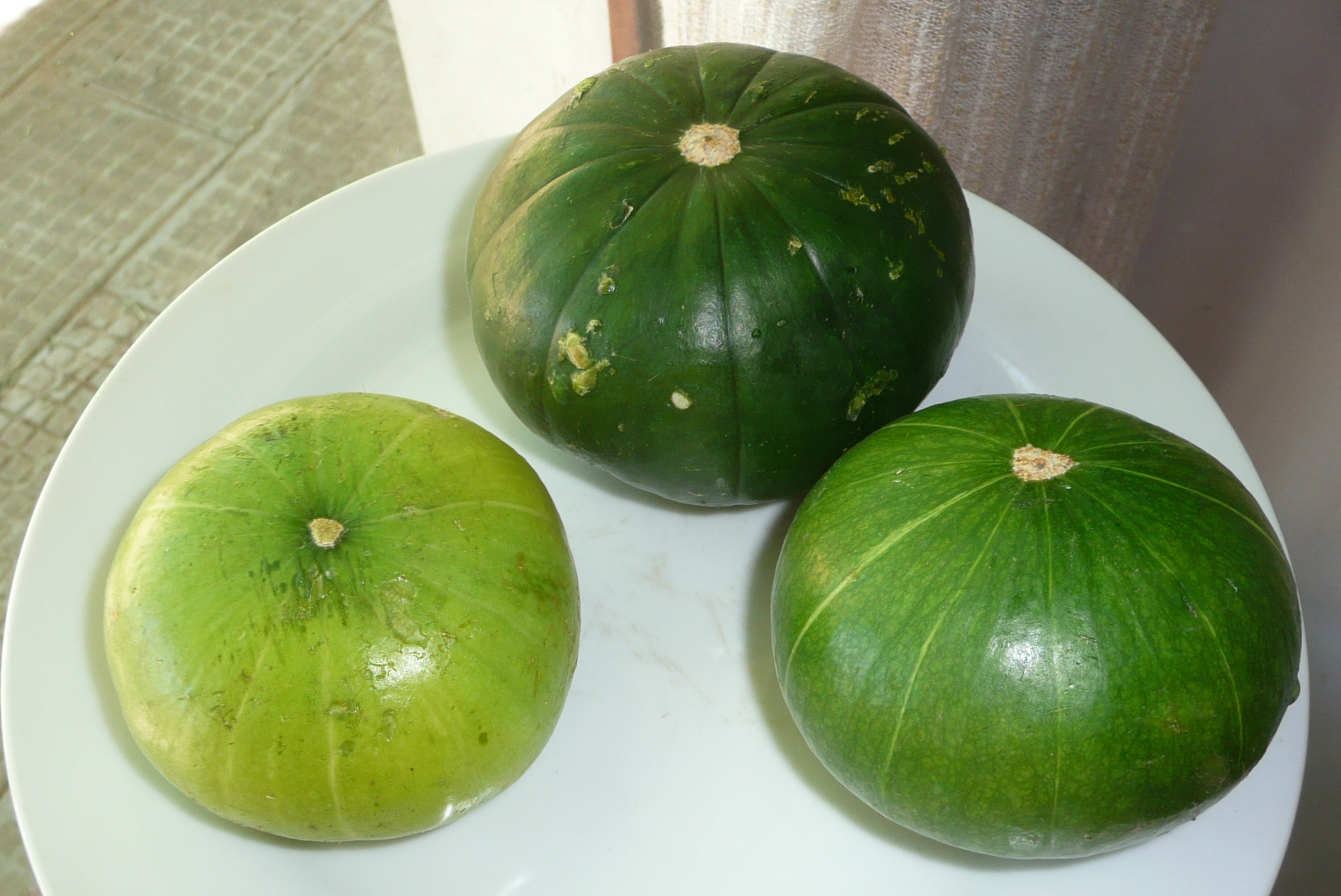
El verde más clarito fue cosechado antes o también, hay variedades recientes de ese color (descripto en 2003[71]), el verde muy oscuro y algo lobado y opaco fue cosechado después del momento de valor comercial. Las verrugas que pueden aparecer en el zapallito tardío tampoco tienen valor comercial. El verde con bandas delgadas de color claro de la derecha es una coloración permitida del tipo de mercado (market type).
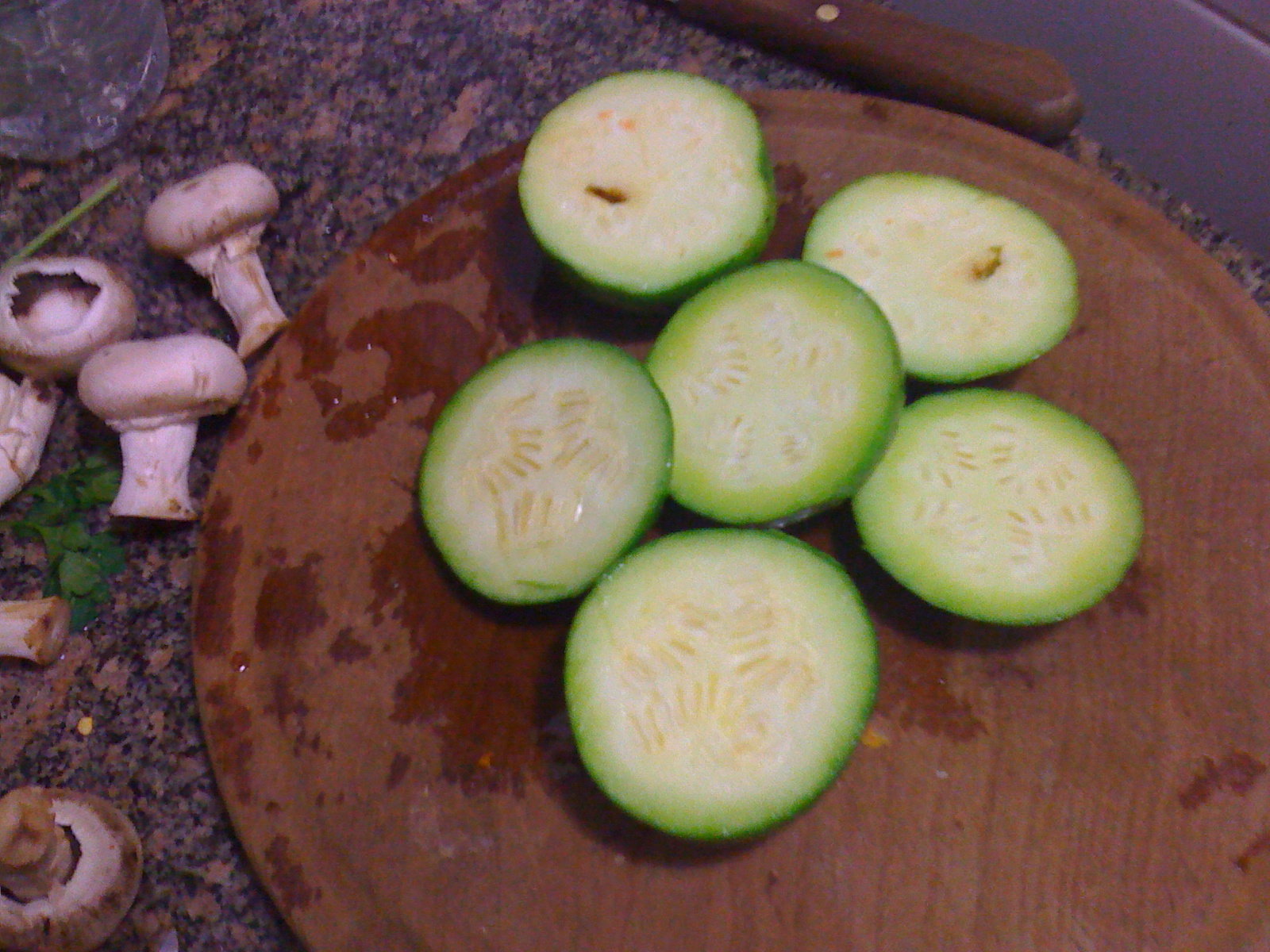
2014. Color de pulpa.
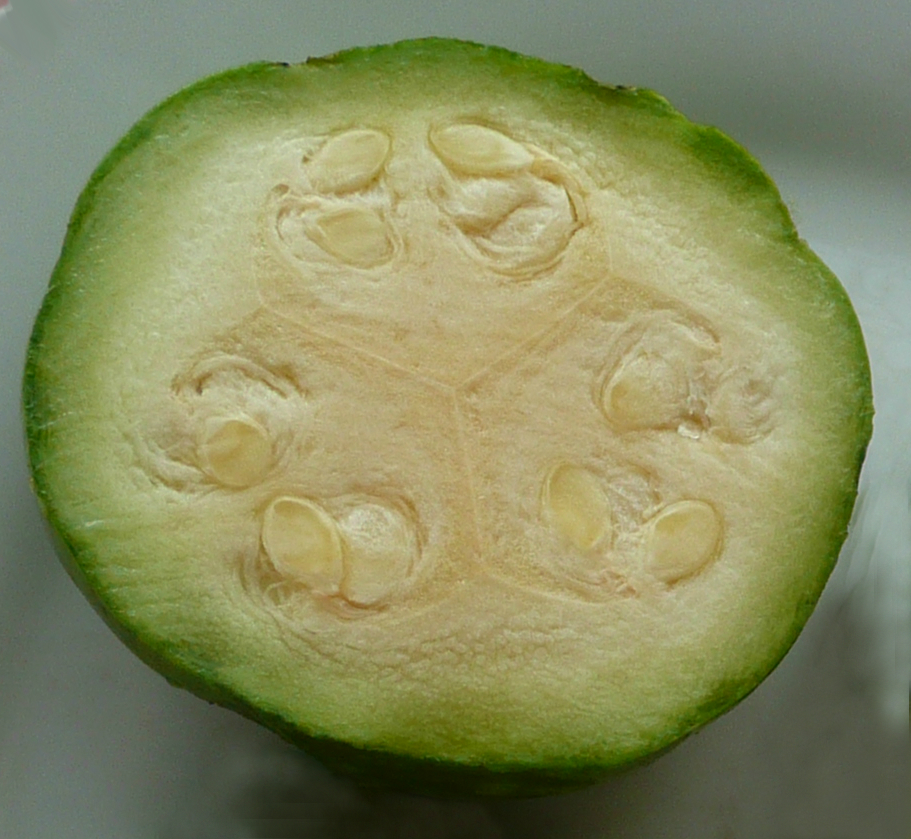
2014. Color de pulpa.
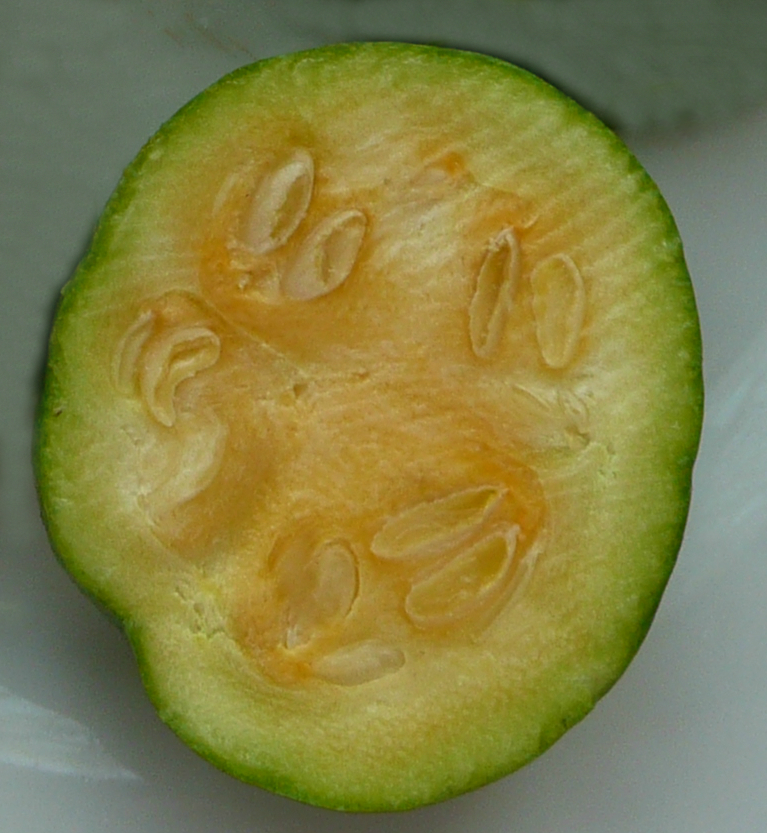
2014. Color de pulpa.
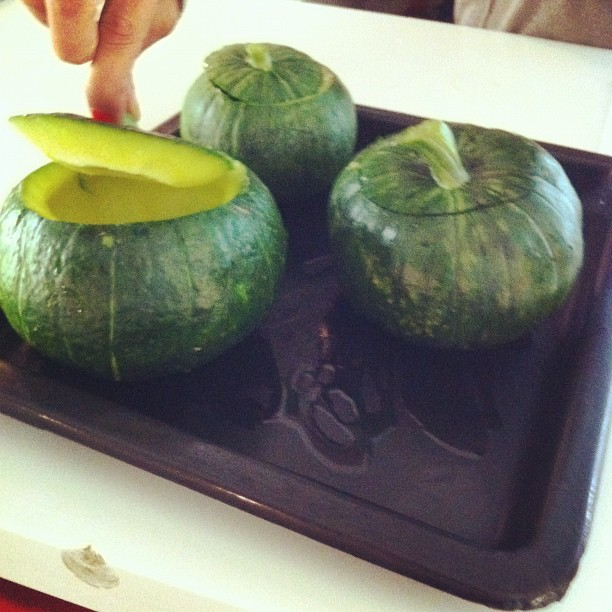
2013. Pulpa amarilla, el color más común en 1947.
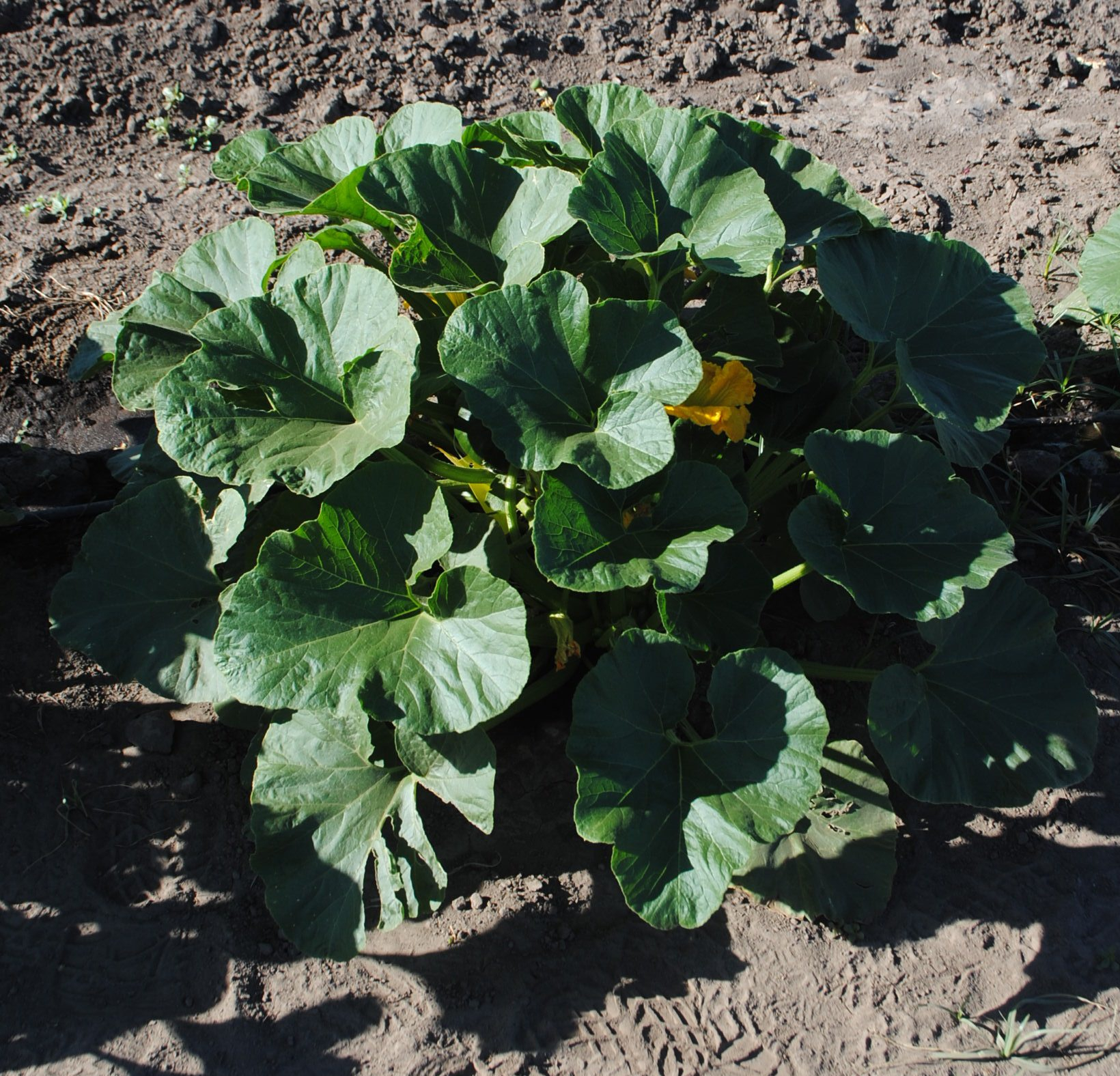
Planta "de tronco", las hojas más bien redondeadas, suavemente lobuladas lo vuelven fácilmente diferenciable del zapallito de tronco de Cucurbita pepo.
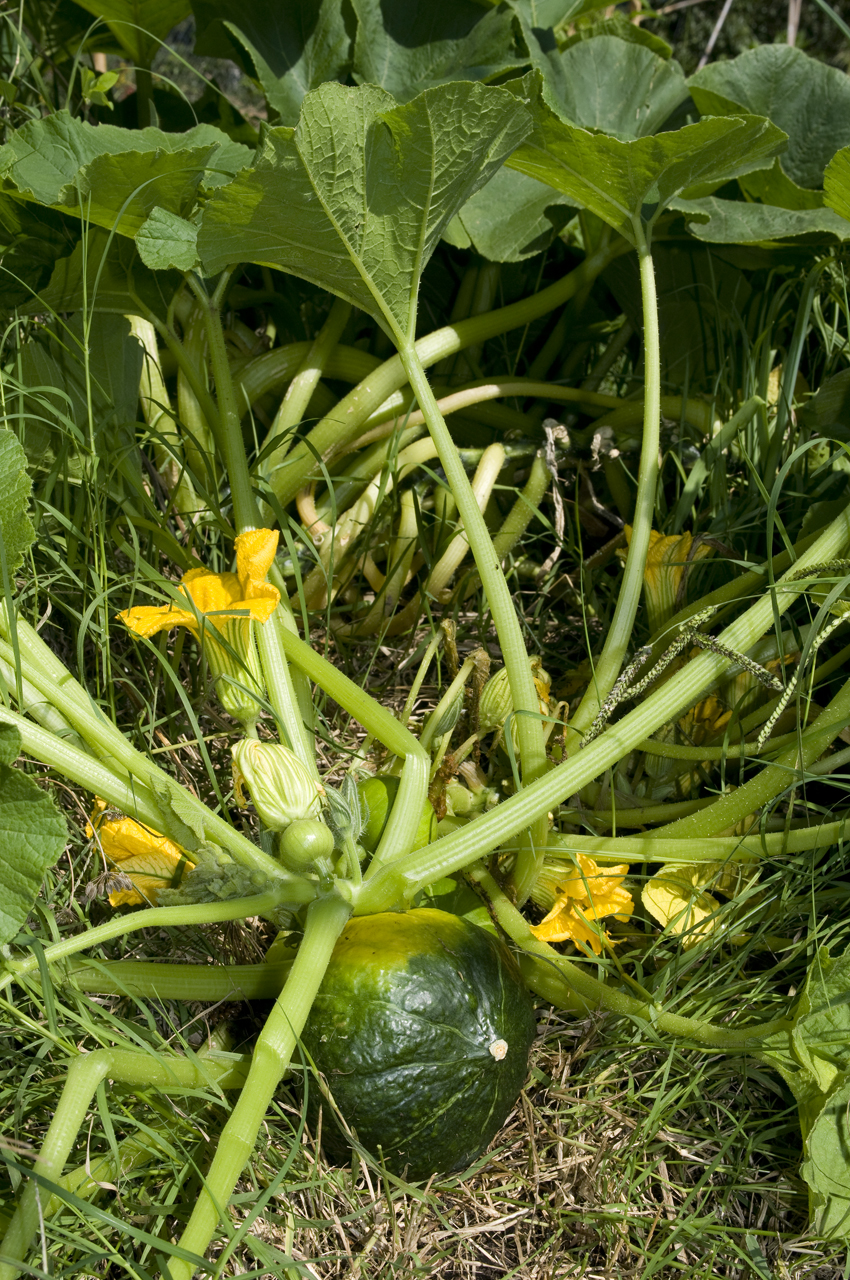
Planta de tronco, flores femeninas y masculinas y un zapallito madurando en la planta.

Cultivares de zapallito redondo. Para una pequeña huerta familiar de cultivo intensivo quizás el productor prefiera las variedades tradicionales, más variables en forma y color y cuya producción es más baja debido a que priorizan la calidad del fruto. Algunos cultivares (distintivos en algún carácter de importancia para el horticultor, homogéneos, estables, y de nombre registrado en el Registro de Cultivares) registrados para Argentina son:
- Cucurbita maxima var. zapallito 'Cachí Magnif INTA':[cita 19][40] En un relevo de los cultivares hortícolas hecho en 1988 fue el único cultivar de zapallo o zapallito de obtención nacional que se mencionó como bien aceptado por el horticultor, "de gran aceptación por una mayor uniformidad y calidad que el resto de los zapallitos redondos de tronco",[72] se describe como "hojas grandes y erectas, fruto redondo uniforme"[29]

- Cucurbita maxima var. zapallito 'Veronés INTA'[cita 19][40] (registrado en 1994[73]): "Se destaca de otros cultivares del tipo zapallito redondo de tronco por su excelente homogeneidad en las características de la planta y del fruto. Además posee altos rendimientos. Generalmente los frutos alcanzan el tamaño y peso comercial después del quinto o sexto día de ocurrida la antesis de la flor femenina."[73] La principal característica de este zapallito es la tolerancia al marchitamiento causado por el hongo del suelo Phytophthora capsici, que se obtuvo cruzando al zapallito redondo del cultivar 'Cachi Magnif' con líneas de zapallo de tipo Tetsukabuto. Son plantas cuya expansión se detiene en cierto momento y poseen alta productividad respecto a otros cultivares comerciales. Los frutos son tiernos, redondo-achatados. El color es verde medio con bandas longitudinales más claras, tenues y delgadas, y posee excelentes características para el consumo en fresco de frutos inmaduros. Produce entre 15 y 20 zapallos por planta al estado comercial de fruto inmaduro. El ciclo desde la emergencia hasta la madurez comercial es de 42 días. (descripto:[29][42])  (más información y fotos en la ficha del INTA,[73] foto en UNCU[40])
- Cucurbita maxima var. zapallito 'Angelo F1'[40]
- Cucurbita maxima var. zapallito 'Any Plus'[40]
- Cucurbita maxima var. zapallito "Mejor 3". "Esta nueva variedad proviene de una selección realizada por la firma Ferry Morse de USA "California" con el objetivo de mejorar la calidad y la producción de los zapallitos cultivados. Su nombre es "Zapallito Redondo Mejor 3". Por ser: Mejor calidad (frutos verdes claros brillosos, lisos y sin corona), -Mejor producción (por el hecho de producir primero en el tronco y después sobre las guías). - Mejor economía (semillas calibradas y tratadas)." de Semillería Raffo-Ferry Morse. (Boletín Hortícola junio de 1997 p. 40).

## Zapallito zipinka
Cucurbita maxima var. zipinka, y "Zapallito zipinka", redirigen aquí
Una raza de "zapallitos criollos" muy típica y apreciada en el Noroeste es el "zapallito zipinka" o "zapallito silpingo" (descripto como Cucurbita maxima var. zipinka, Millán 1947, también en Parodi 1935, Parodi 1966).
Se cultiva debido a la calidad de sus frutos, cuyo precio no amerita su venta en el mercado. Hay plantas de tronco y plantas guiadoras. Tiene la característica de que en pocos días después de la apertura floral endurece su cáscara; al estado maduro esta es durísima y se conserva todo el año. La forma más característica es la de un trompo achatado (ver descripción en Millán 1947).
Descripto en la Enciclopedia Argentina de Agricultura y Jardinería.
Hibrida conː las demás variedades de Cucurbita maxima que pudieran encontrarse en varios kilómetros a la redonda; de ellas la población silvestre en Argentina puede encontrarse con el nombre de subespecie Cucurbita maxima subsp. andreana o como la especie Cucurbita andreana.

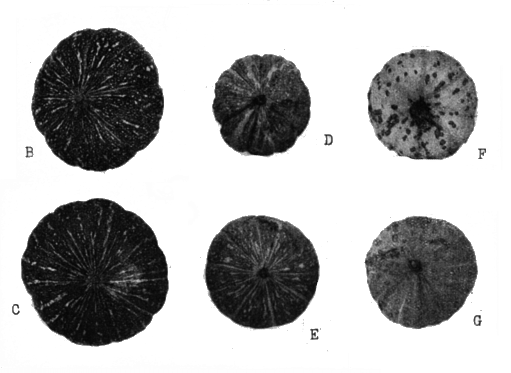
1947. "Zapallito silpingo" o "Zapallito zipinka", noroeste argentino.
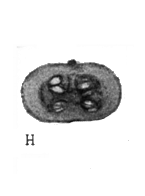
1947. Corte del fruto.

## Zucchini (Zapallito alargado)
Zapallito alargado de tronco redirige aquí.
Zapallito alargado de Génova redirige aquí.
Cucurbita pepo es una especie de cultivo precolombino en Norteamérica, fue la única especie que llevó exitosamente cultivos "de tronco" a Europa, y de Europa una raza de tronco fue traída a la Argentina, que se conocía en Buenos Aires en 1943 como: Zapallito de Italia, Largo, de Génova, Nápoli, Nápole, Tronco Alargado, etc., y en Salta y Tucumán como Angolita o Zapallito Angola (no confundir con el zapallo Angola que es otra raza, guiadora), y que según Millán (1943, 1947) estaba entre el "Boston Greek" o quizás "Zucchini", habiendo ya en esa época vendedores que vendían semillas bajo los mismos nombres aparentemente importadas y que no se correspondían con esa raza.
Si bien muchas semillerías como los horticultores y el mercado todavía lo llaman bajo los mismos nombres (zucchini, zapallito alargado de tronco, zapallito alargado de Génova), la mayor parte de la semilla sembrada hoy en día (estadística del 2013) no pertenece a la raza conocida en esa época sino que son semillas de cultivares modernos importadas todos los años, clasificadas en el Grupo de Cultivares Vegetable Marrow (p.37) según la clasificación hecha por Paris en 1986. Las semillerías también pueden vender con estos mismos nombres semillas del antiguo cultivar 'Zucchini Grey', que nuevamente, en la clasificación de Paris (1986) queda a pesar de su nombre en el grupo de cultivares Vegetable Marrow (Paris 1989).
Descripto también en la Enciclopedia Argentina de Agricultura y Jardinería.
Hibrida conː las demás variedades de Cucurbita pepo que pudieran cultivarse a varios kilómetros a la redonda, incluidas poblaciones silvestres de la especie no presentes en Argentina, a las que a veces se asigna nombre de especie (Cucurbita texana, Cucurbita fraterna).

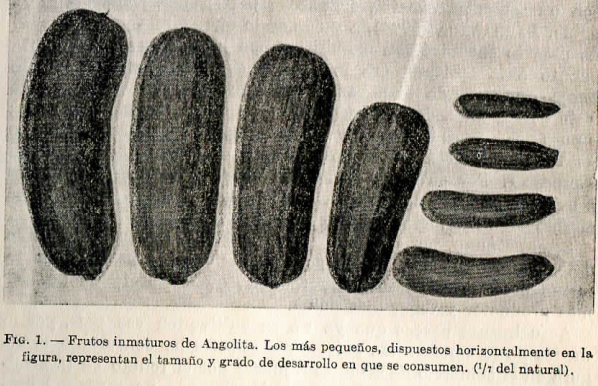
1943, Cucurbita pepo Zapallito de Italia, Largo, de Génova, Nápoli, Nápole, Tronco Alargado (Buenos Aires), Angolita o Zapallito Angola (Salta y Tucumán). A la izquierda maduros, a la derecha inmaduros listos para consumir. La morfología se encontraba entre el "Boston Greek" y el "Zucchini".[cita 44]
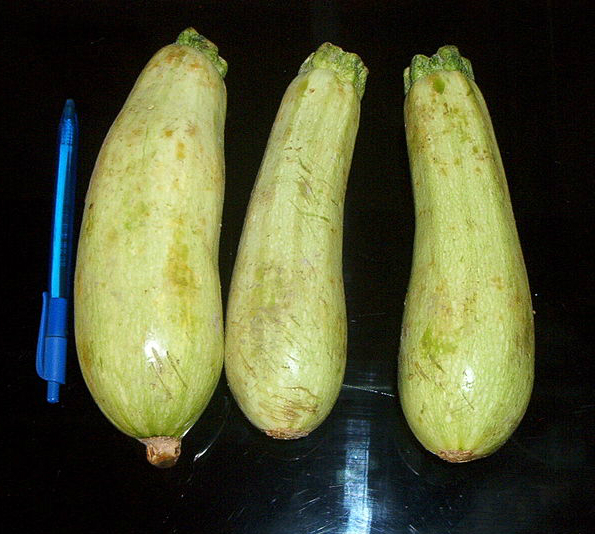
2014, adquirido en el mercado.
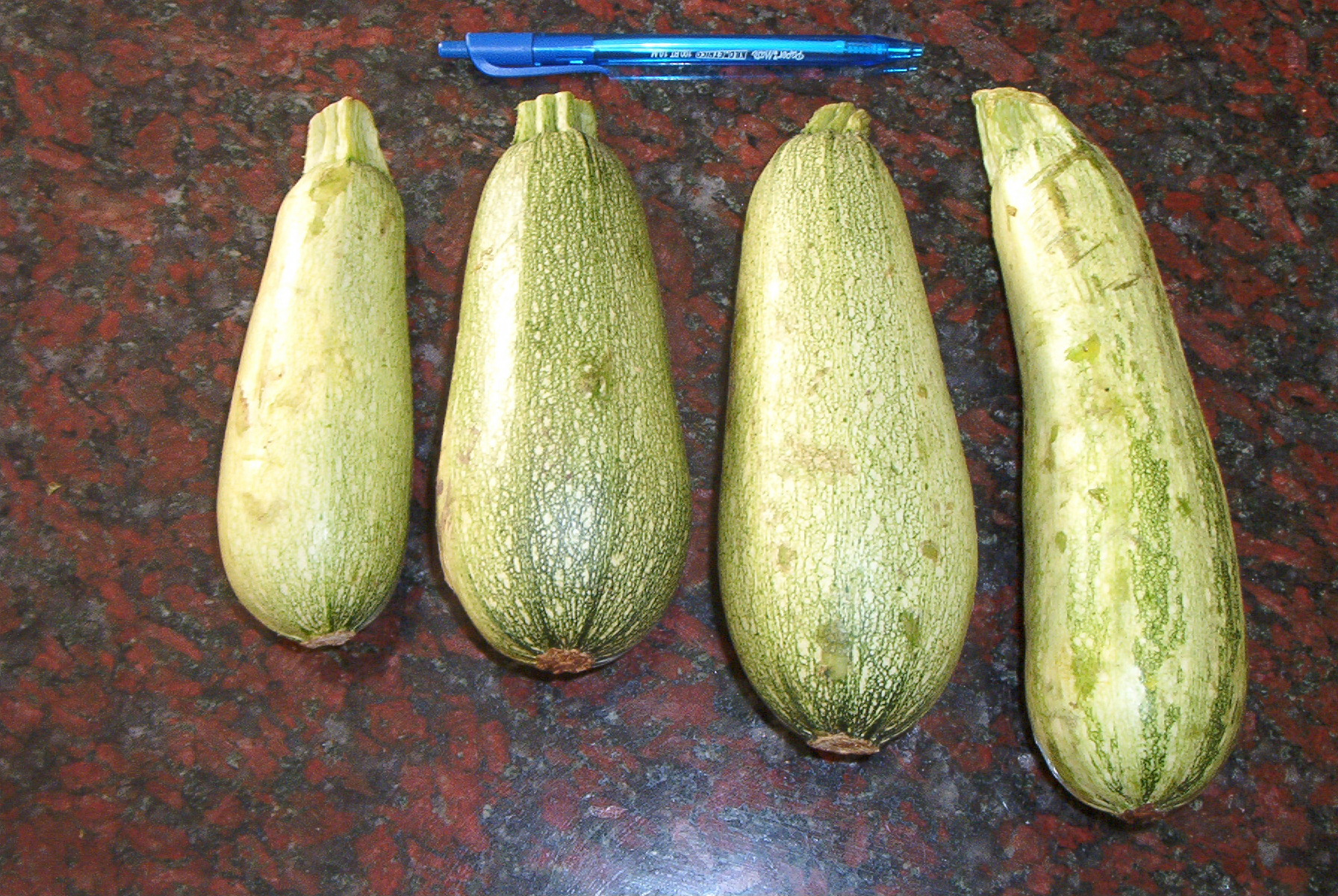
2014, adquirido en el mercado.
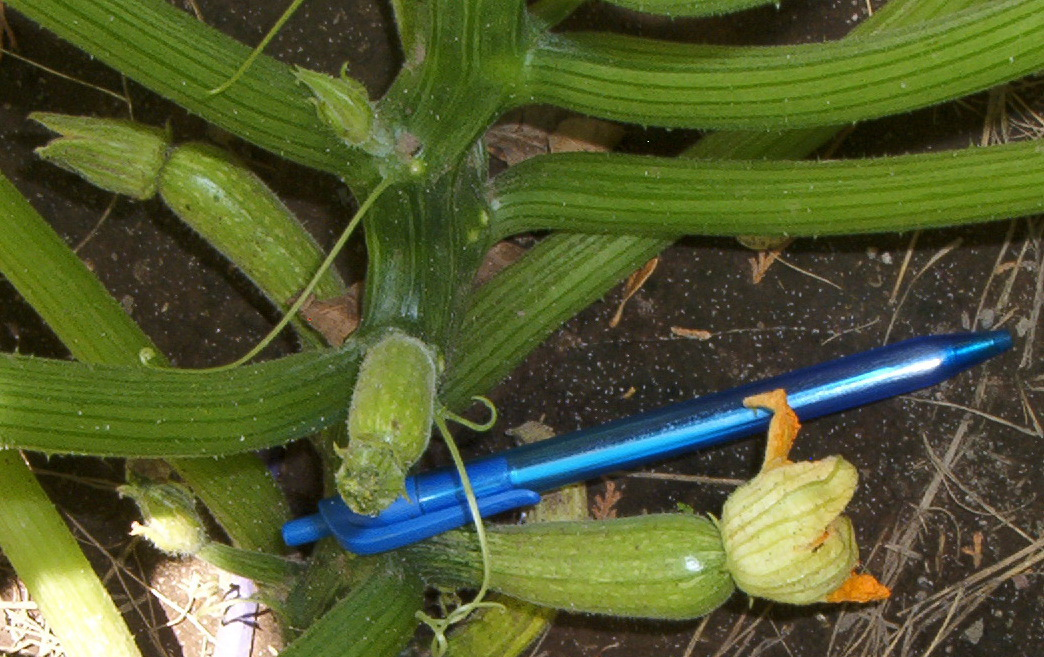
2014, Cucurbita pepo "zapallito alargado de Génova" 'Zucchini Grey' (vendedor Florensa[cita 46], paquete de semillas de 4 g).
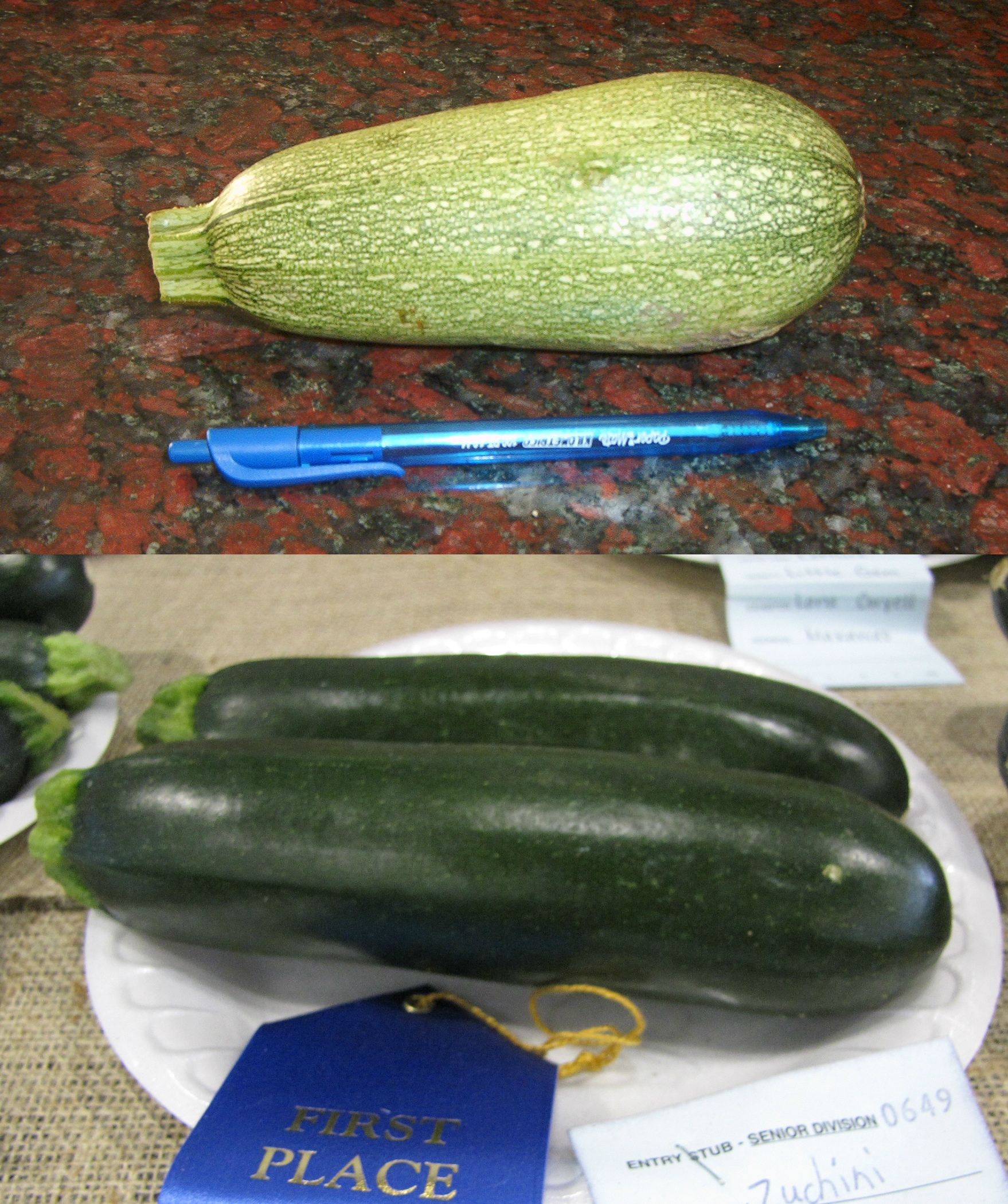
Arriba un 'Zucchini Grey', abajo un 'Black Zucchini'.
Diferencias relativas entre C. pepo vegetable marrow, cocozelle y zucchini en la clasificación de 1986 (Paris 1986[15]).

Cultivares de zapallito largo. Para una pequeña huerta familiar de cultivo intensivo quizás el productor prefiera las variedades tradicionales, más variables en forma y color y cuya producción es más baja debido a que priorizan la calidad del fruto Algunos cultivares (distintivos en algún carácter de importancia para el horticultor, homogéneos, estables, y de nombre registrado en el Registro de Cultivares) registrados para Argentina son:
- Cucurbita pepo Nutri-C INTA (registrado en 2012). "Se destaca de otras variedades del tipo zapallito alargado o Zucchini por su excelentes homogeneidad en las características de la planta y de fruto con excelentes rendimientos. También se destaca por el agradable sabor tenuemente dulce y piel muy delgada e imperceptible en la boca, características que están asociadas al crecimiento rápido del fruto. Generalmente alcanzan el tamaño y peso comercial después del tercero o quinto día de ocurrida la antesis de la flor femenina. Otra ventaja de esta variedad es que es de polinización abierta y por ello el menor valor de su semilla que los híbridos importados. El rendimiento medio por hectárea 30 toneladas en los ensayos realizados en las condiciones ambientales de la EEA La Consulta del INTA." (más información y fotos en la ficha del INTA[77])

## Zapallos criollos
"Zapallo plomo", "zapallo crespo" y "zapallo valenciano" redirigen aquí.
Cucurbita maxima, el "zapallo criollo" (del quechua sapallu que originalmente se utilizara para esta especie, y quizás solo para los cultivos de cáscara muy dura dentro de ella, la circunscripción al castellanizar el nombre fue extendida), precolombinos, seleccionado para cosechar maduro para almacenaje, "el más argentino de los zapallos que tenemos" (Parodi 1966). También se los cultivaba en la zona guaraní donde se los llamaba "kurapepé". Poseían varias razas indígenas, al menos 9 o 10 contando las seleccionadas como zapallitos, el llamado "zapallo criollo" ya era cultivado por los descendientes de españoles en la zona rioplatense al menos en 1780 y 1820. A algunos se les dio nombre de variedad, como el cultivado en la zona araucana (Cucurbita maxima var. chiloensis) y algunos para zapallitos (ver en zapallitos).
La variedad más típica, el "zapallo plomo" o "criollo plomo" p.47: "La forma típica de este zapallo tiene frutos grandes, con cáscara delgada y tierna de color anaranjado o plomizo, de 20 a 40 cm de diámetro y pesan entre 5 y 30 kg, o más; la pulpa es anaranjada, muy espesa y dulce, y las semillas son ocráceas o blancas, de 18 mm de largo por 10 mm de ancho, con reborde periférico poco notable." (Parodi 1966). Pérez Castellano alrededor de 1780 anotó que tienen peor conservación durante el invierno que los zapallos Angola que se cortan con serrucho, sin embargo hay razas menos difundidas de cáscara para serrucho, como se ve en las fotos. Fue descripto en la Enciclopedia Argentina de Agricultura y Jardinería
En la cocina casera criolla, históricamente el más utilizado era el zapallo criollo plomo, que empezó a ser reemplazado por el anco a partir de la década de 1960. (p.46)
Otros: El INTA también informa el zapallo crespo o "criollo crespo", su única descripción es "similar al plomo con la cáscara crespa" o "plomo y verrugoso". El zapallo mendocino o zapallo valenciano, adaptado a la región hortícola de Cuyo (Mendoza), similar al zapallo plomo, de un porte un poco más pequeño y achatado y de mediana conservación ("Color externo gris mediano, interior amarillo con pequeña cavidad seminal, excelente calidad para consumo fresco, mediana conservación").
Hibridan conː las demás variedades de Cucurbita maxima; además de la población silvestre en Argentina que puede encontrarse con el nombre de subespecie Cucurbita maxima subsp. andreana o como la especie Cucurbita andreana.

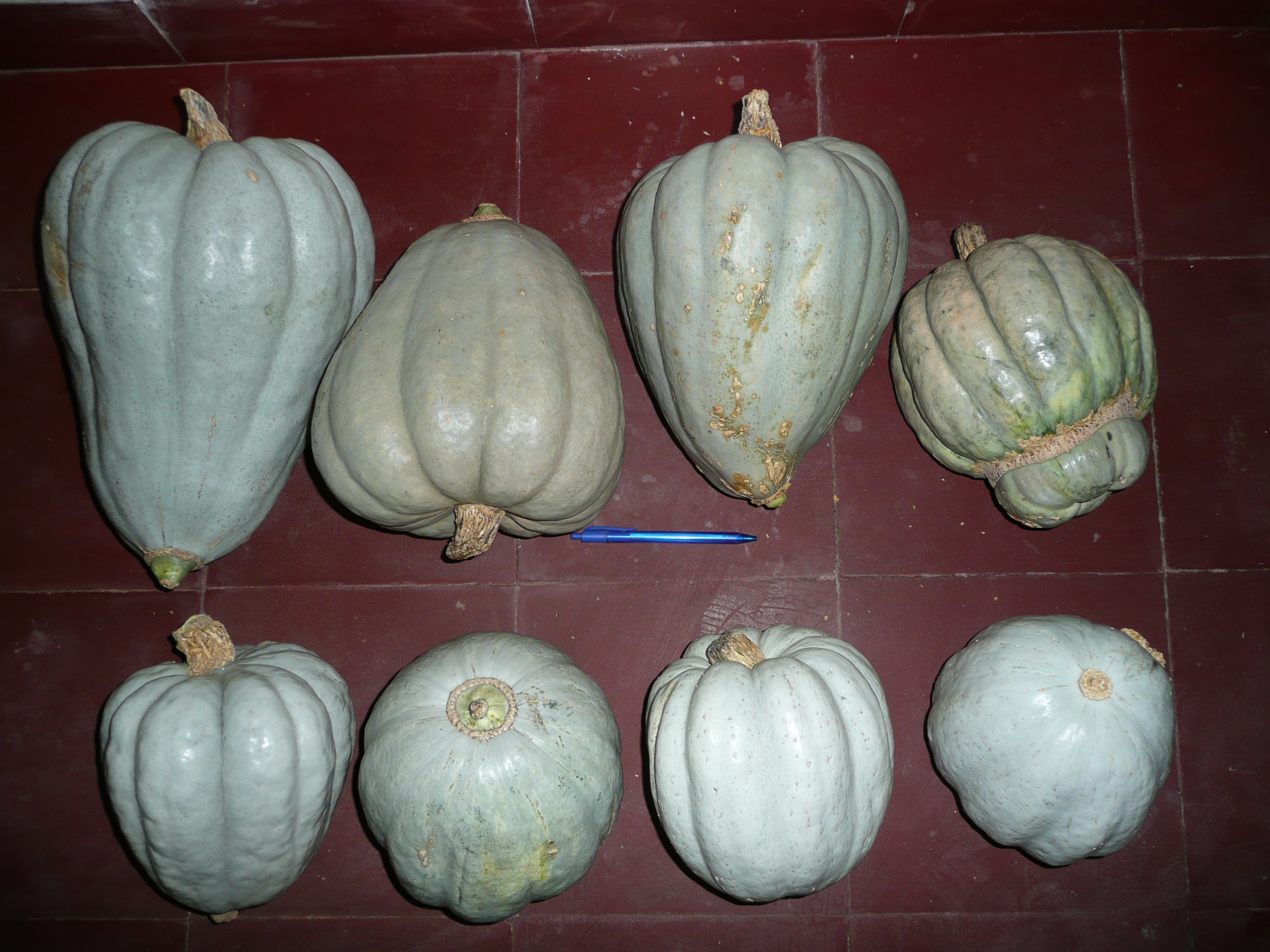
2013. Zapallo plomo, diferentes formas y tamaños del mismo paquete de semillas (semillería Costanzi, temporada 2013-2014). Los frutos pesaban entre 2 y 6,500 kilos.
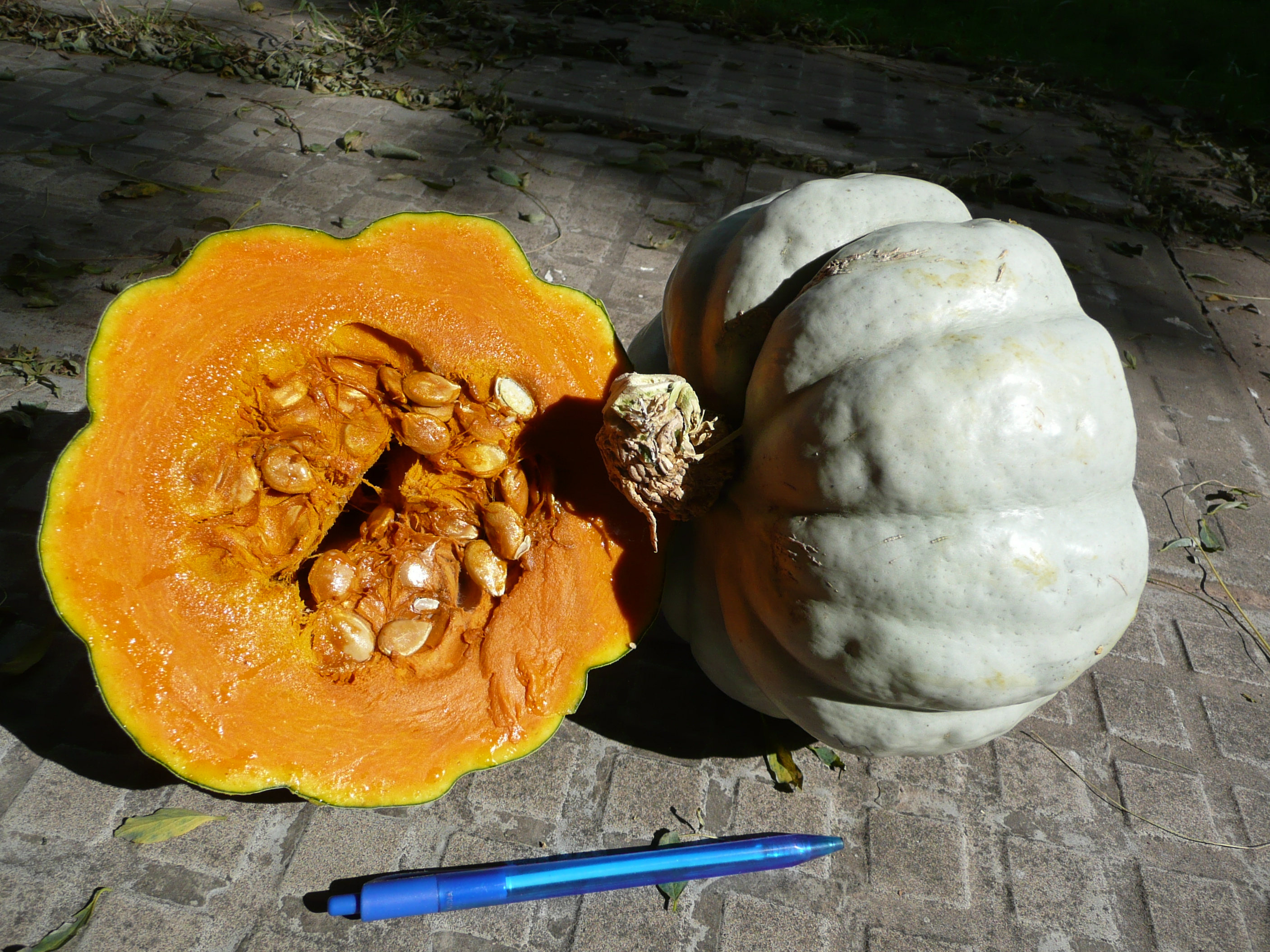
Color de pulpa del primero de la estación, madurado todo el verano en la planta.
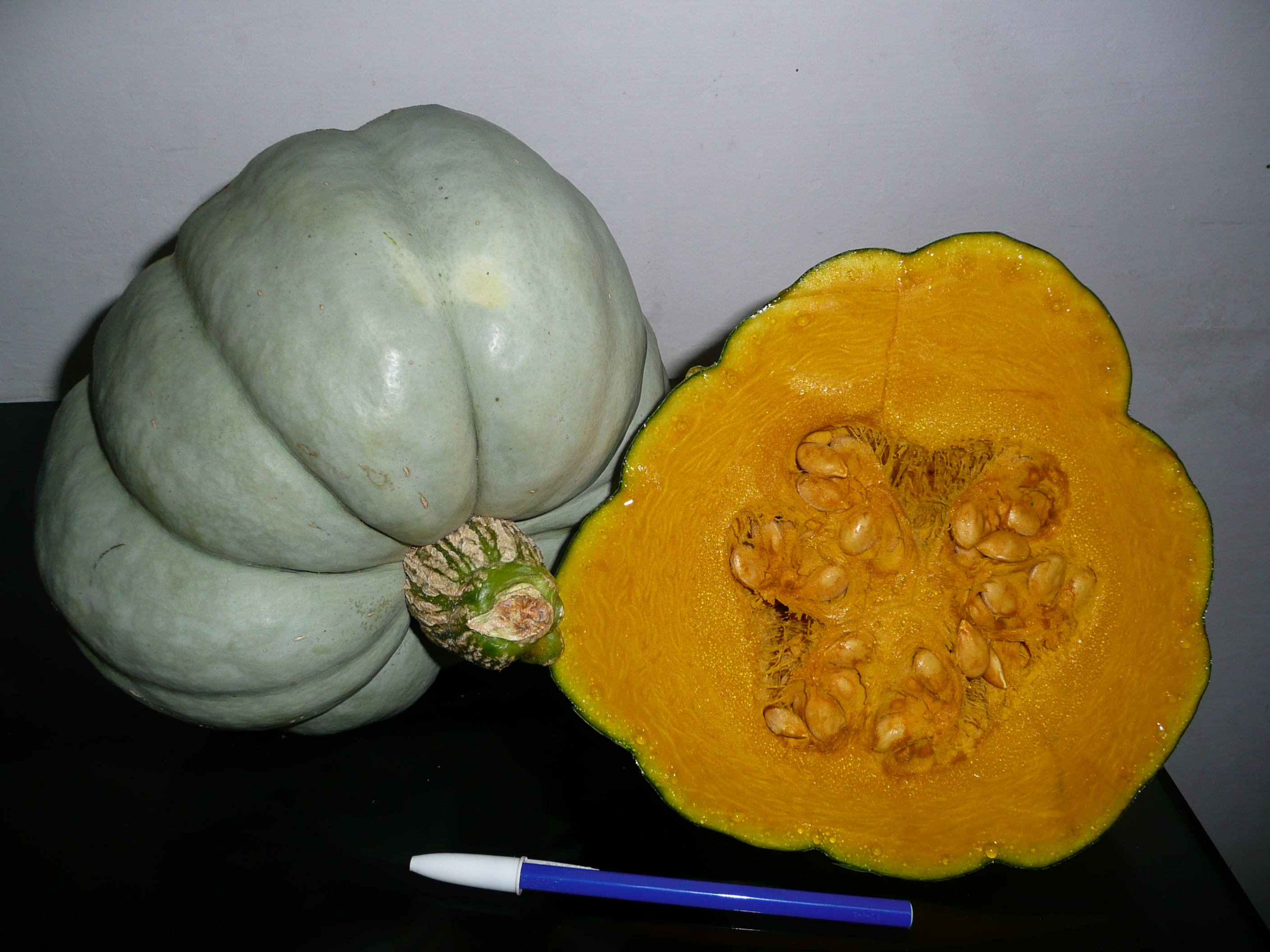
Últimos de la estación, al final de la temporada su tamaño es más grande y su pulpa menos concentrada.
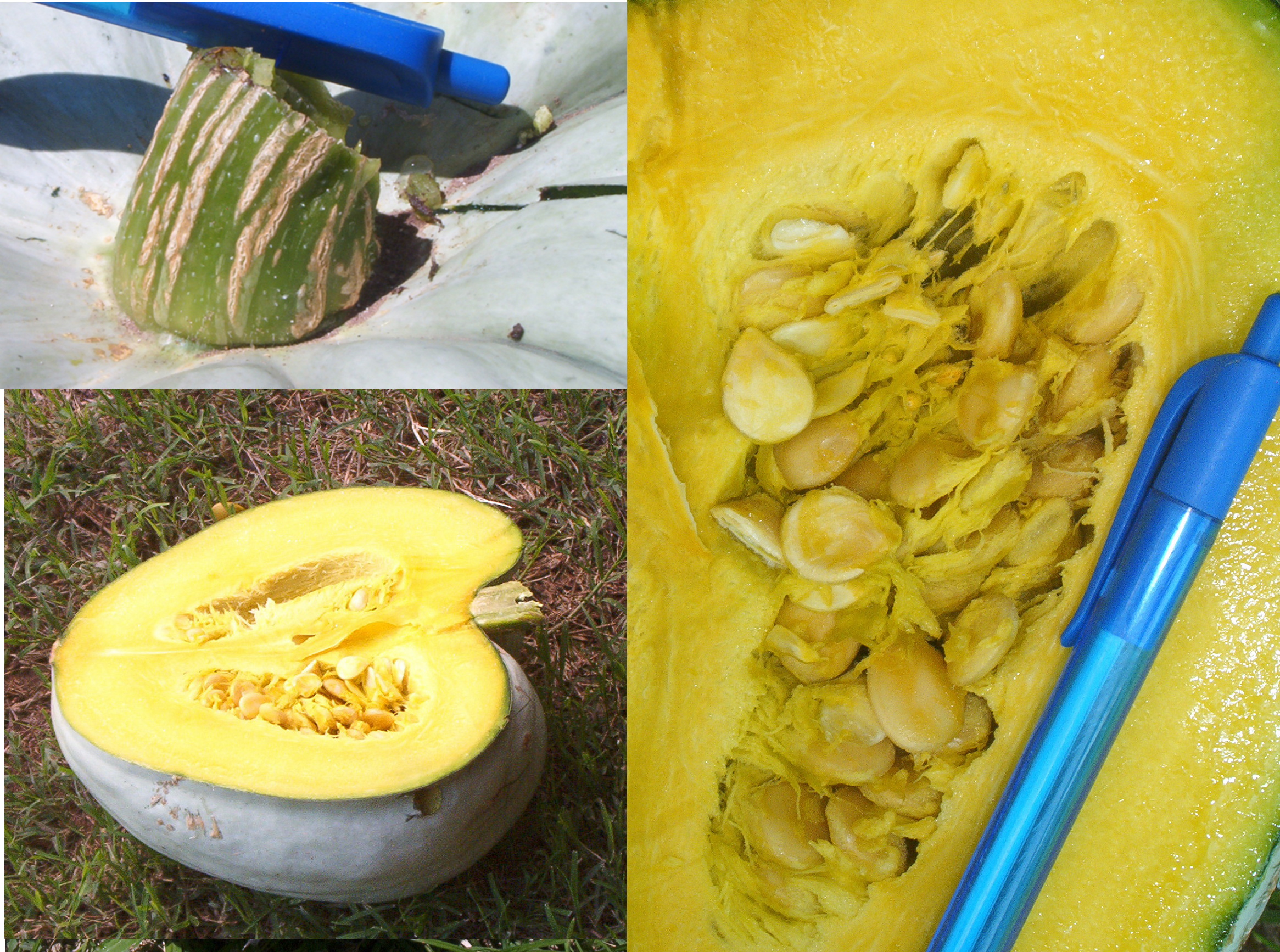
Color de pulpa de un fruto de pulpa amarilla. No es el color de pulpa de la raza del país más típica de zapallos de guarda,[cita 49] este color de pulpa es el descripto para los zapallitos criollos y para el zapallo valenciano o mendocino. En estas variedades el color de pulpa al madurar (blancuzco, amarillo o naranja) ya se observa cuando el fruto está listo para comer como zapallito.
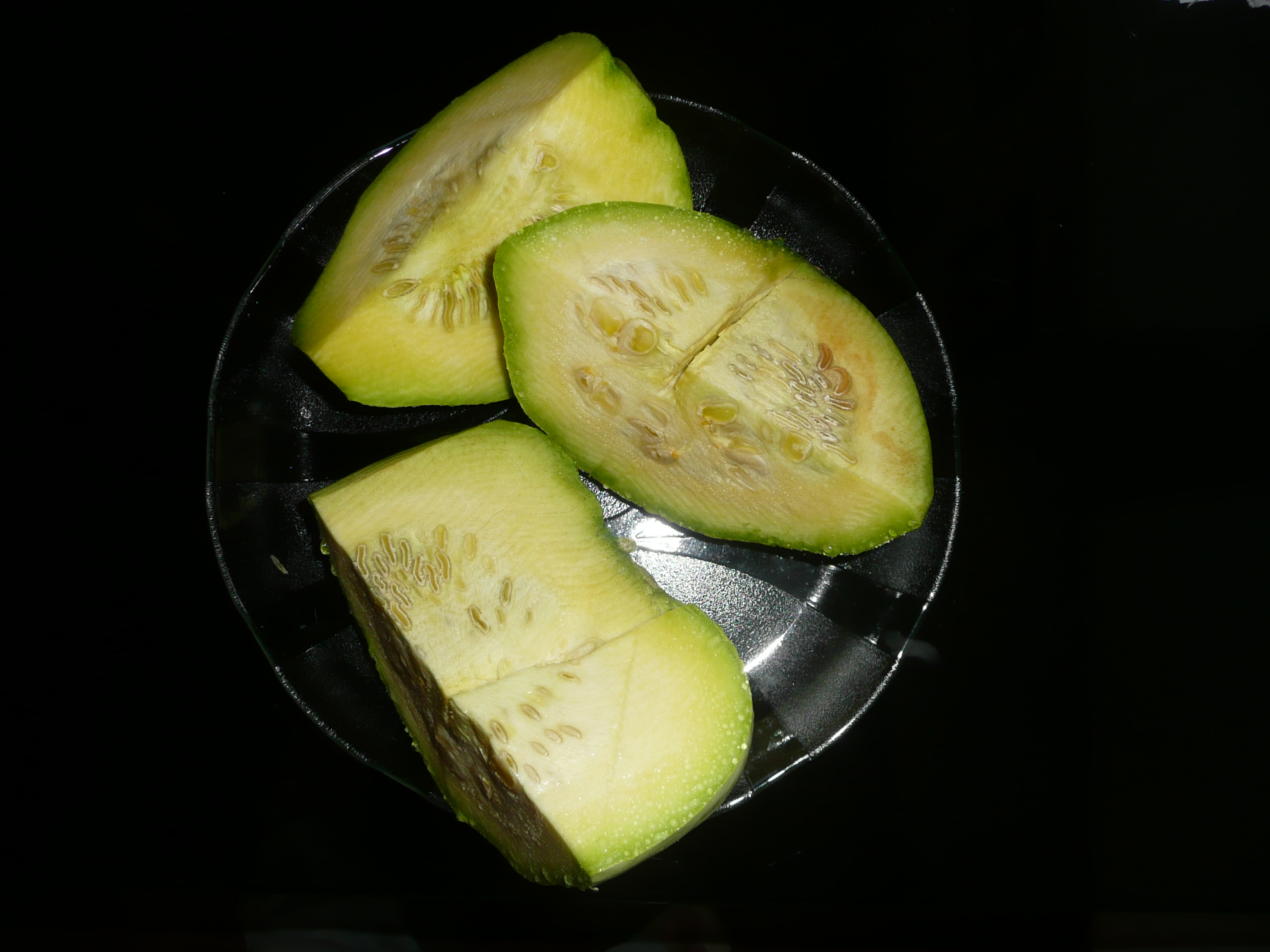
Zapallo plomo de pulpa amarilla cosechado como zapallito. La textura se veía como la de un zapallito.
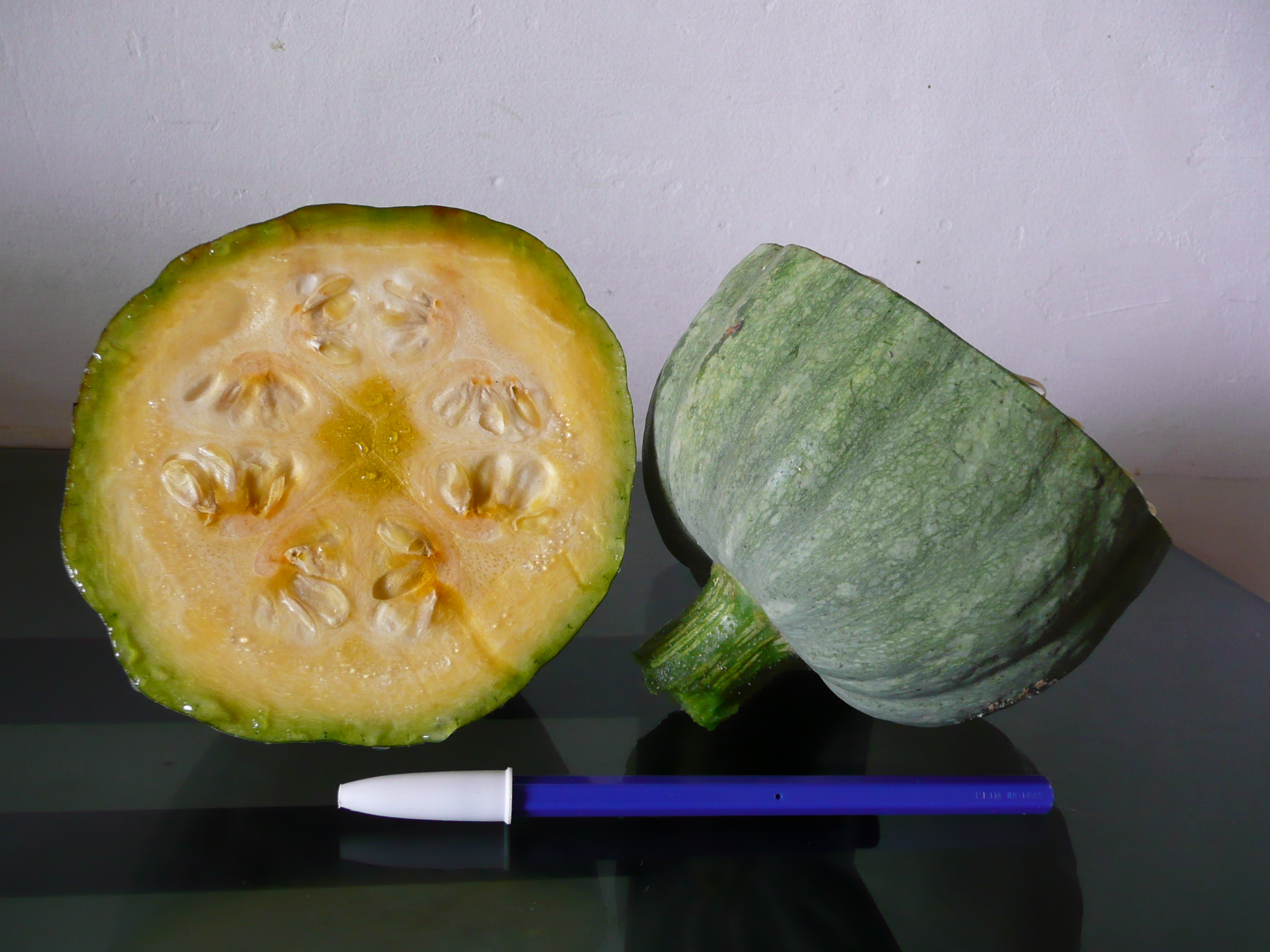
Zapallo plomo de pulpa naranja cosechado como zapallito. La textura se veía como la de un zapallito.
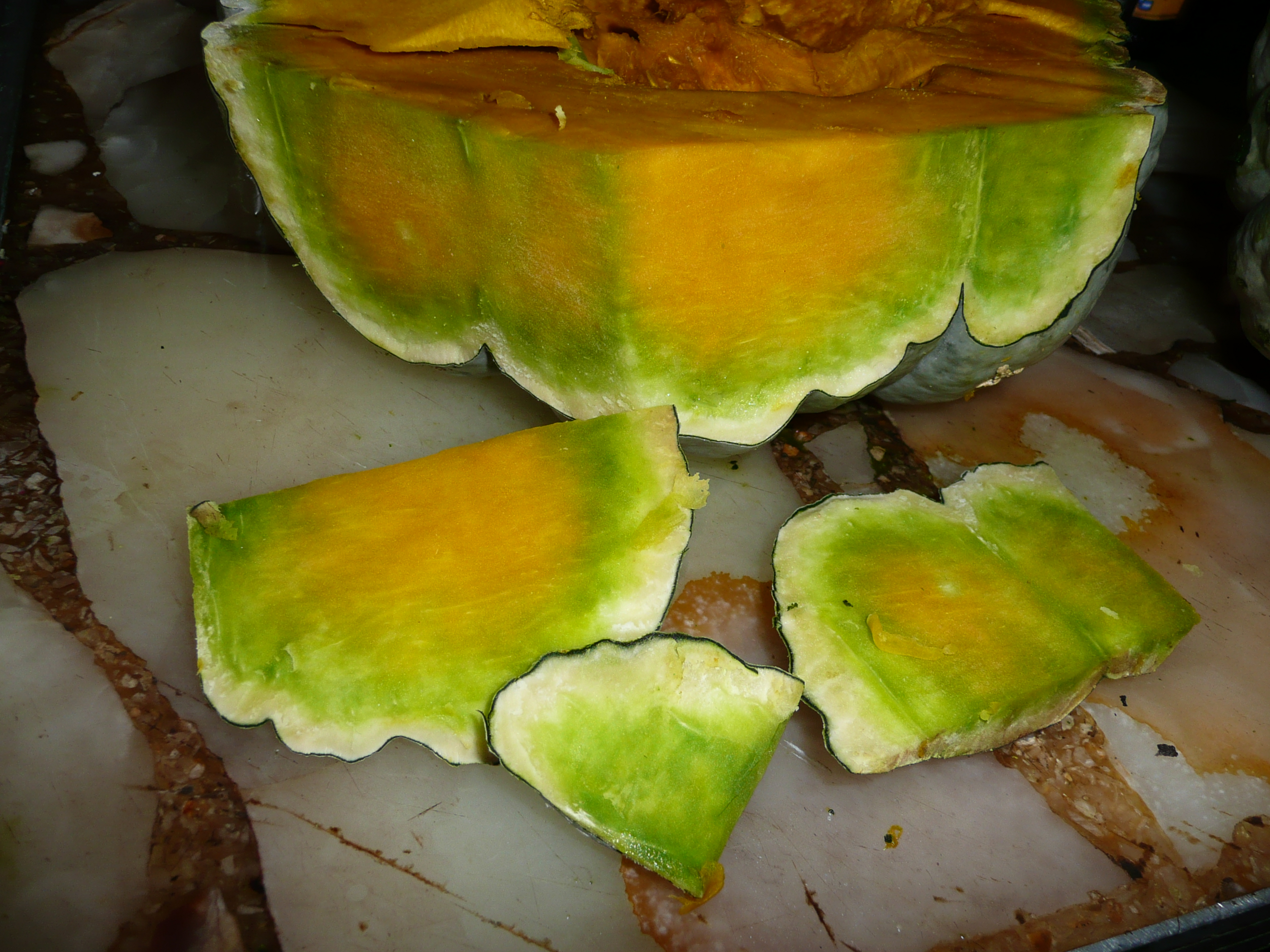
Otra planta, quizás otra variedad. La subepidermis blanca es la parte "piedra" de la cáscara.[78] Este zapallo se pudo pelar con cuchillo de cocina sólo luego de hornearlo unos pocos minutos en microondas. Era dulce y de buen sabor. La dureza de la cáscara se hereda de forma relativamente directa en estas especies.[nota 11]
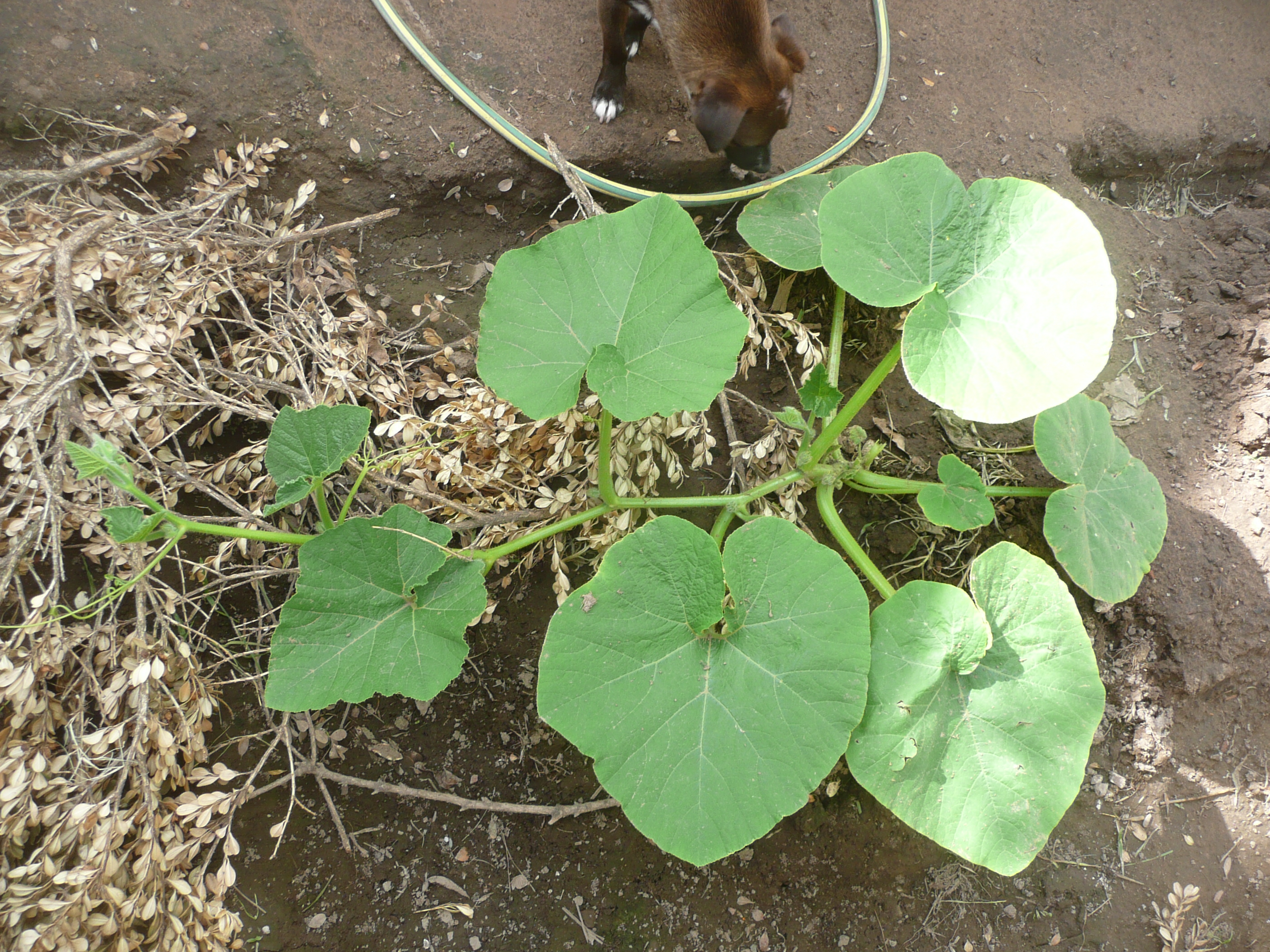
Zapallo plomo (semillería Florensa).[cita 53] Estas semillas fueron sembradas y la planta fue de hábito semiarbustivo, es decir, se desarrolló de forma achaparrada durante las primeras semanas y luego emitió guías largas como una planta guiadora.

Los cambios de color al madurar, semillería Costanziː

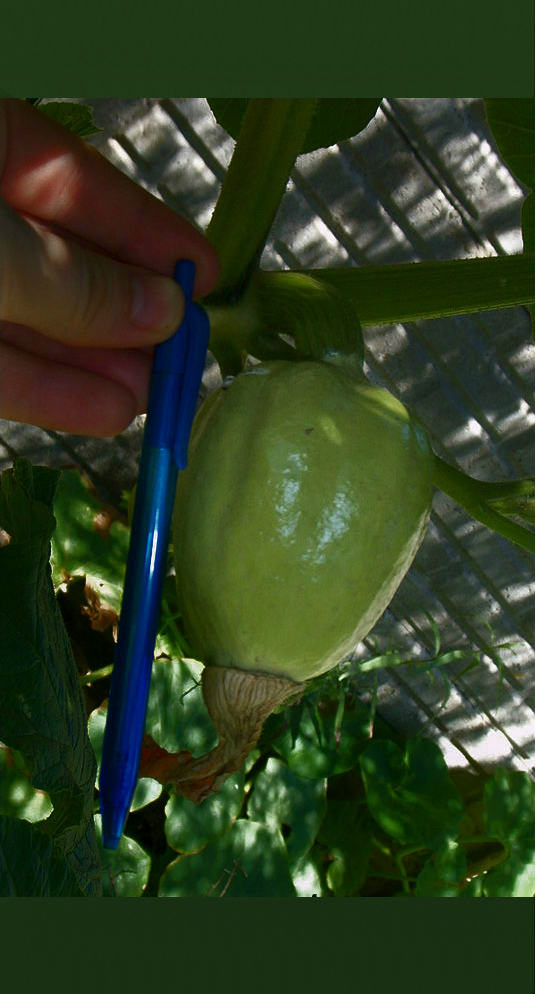
Unos 2 días después de la apertura de la flor.
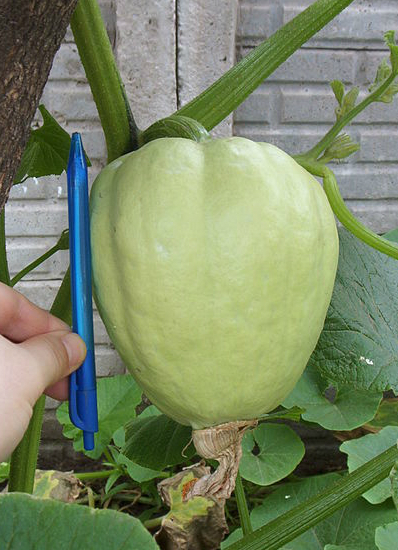
Día 9.
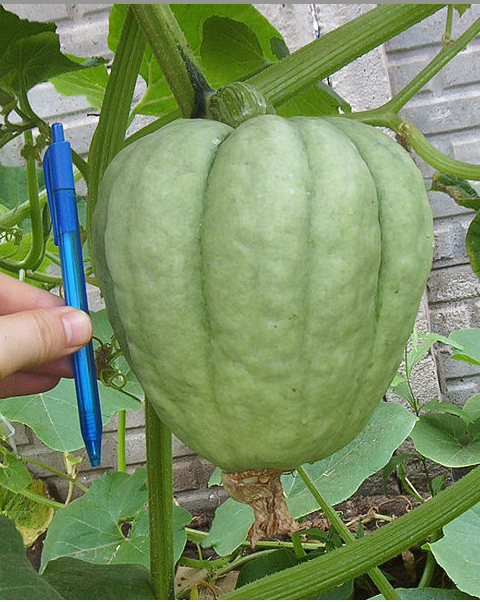
Día 16.
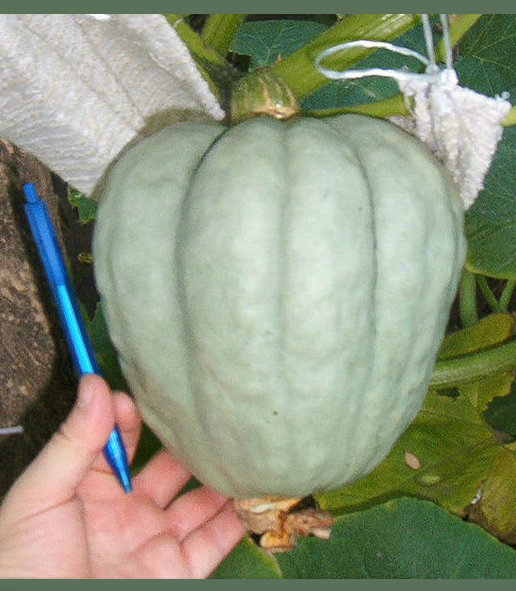
Día 23 (cáscara madura).
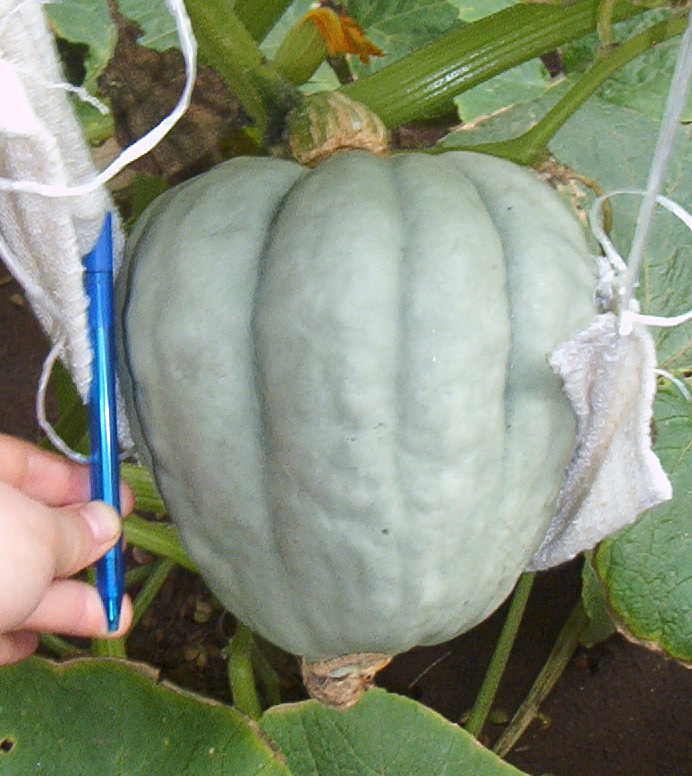
Día 30, en relación a la foto anterior el pedúnculo está más corchoso, más "seco" (por dentro sigue verde y funcional). Si no se cosecha siguen madurando la composición de la pulpa y el llenado de las semillas hasta la muerte de la planta.

Cultivares de zapallo criollo. Para una pequeña huerta familiar de cultivo intensivo quizás el productor prefiera las variedades tradicionales, más variables en forma y color y cuya producción es más baja debido a que priorizan la calidad del fruto. Algunos cultivares (distintivos en algún carácter de importancia para el horticultor, homogéneos, estables, y de nombre registrado en el Registro de Cultivares) registrados para Argentina son:
- Cucurbita maxima 'Marino de Mendoza FCA'[40][cita 19] De guarda, "frutos de 8,6 kg, achatado, tipo valenciano".[cita 19]
- Cucurbita maxima 'San Antonio FCA'[40][80] (nuevo en el 2007[80]). De guarda.[80]
- Cucurbita maxima 'Pecas INTA'[40] (registrado en 1998[81]), de tipo "Delicious" para reemplazo del 'Tetsukabuto'.[81] Desarrollado a partir del Valenciano para obtener frutos más pequeños.[29] "Zapallo de guarda, cruza de valenciano, criollo y zapallos extranjeros, con la finalidad de obtener un zapallo de fruto de tamaño pequeño que no deba comercializarse en trozos. Se destaca por poseer un ciclo intermedio de 110 a 120 días desde la emergencia a la cosecha y frutos de 1,4 a 1,5 kg de peso, de forma redonda-achatada. La superficie es medio rugosa, de color verde plomizo con motas verde más oscuro, su pulpa es de color amarillo fuerte y la textura es suave y muy seca al estado cocida. Posee excelentes características de sabor, es resistente al transporte y a la conservación (4-5 meses). Los rendimientos oscilan entre 20.000 y 25.000 kg por hectárea. 'Pecas INTA' representa una opción nacional de menor costo para esta demanda que aumenta diariamente y es actualmente cubierta por híbridos extranjeros"[42] (se refiere a reemplazar la demanda del híbrido kabocha o 'Tetsukabuto'). La ficha del INTA dice "Variedad de zapallo del tipo "delicioso" de polinización abierta, con una producción de 4 a 7 frutos por planta, con un peso medio de 1,2 kg"[81] Los productores lo perciben como un zapallo muy palatable que por su morfología y arquitectura de la planta puede ser cosechado como un zapallito de alta calidad.[82] (más información y fotos en la ficha,[81] foto en UNCU,[40] fotos en Castro[82]).

## Zapallo Angola
"Zapallo Angola" y "Zapallo de Angola" redirigen aquí.
El zapallo Angola o zapallo de Angola es de la especie Cucurbita pepo, guiador, para cosechar maduro y conservar, del que aparentemente conviven varias variedades.
El más tradicional y conocido al menos desde 1780, fue muy popular en Argentina al menos desde 1820 hasta '1940 (Millán 1943). Similar al que en Uruguay llamaban "Bugango", "bubango", "gubango", o "de Guinea".. Millán (1943) ha encontrado errores al aplicar el nombre Angola en algunos catálogos. Al menos en Uruguay en 1914 ya estaba desapareciendo a cambio de uno más productivo, con más pulpa y menos sabor, y en 1943 ya no se conseguía en ese país. Posee una cáscara gruesa que se corta con serrucho, a pesar de que algunas referencias han mencionado su color, durante el cultivo el color fue variable, como comprobó Millán en 1943. Su concentración de nutrientes, su cáscara gruesa que lo hace soportar bien la intemperie, y su forma cilíndrica lo hacían ideal para llevar en barco para consumo durante los viajes, y probablemente así llegó a la Argentina.. "Según Pérez Castellano (1914), cuando están inmaduros son comúnmente desabridos, pero estando bien sazonados, con la corteza tan dura que es menester partirlos con un serrucho, exhalan cuando se parten una fragancia agradable". Larrañaga en '1820, "a quien se lo ofrecieron asado en lugar de pan, lo encontró tan exquisito como las mejores batatas." Pérez Castellano agrega que estando bien sazonados "se conservan todo el año sin perder nada de su bondad -cosa que no tienen los criollos; pues por buenos que sean, y por más guardados que estén debajo del techo, sienten mucho los fríos, se desmejoran y se pierden pronto".
Descrito también en la Enciclopedia Argentina de Agricultura y Jardinería.
Hibrida conː las demás variedades de Cucurbita pepo que pudieran cultivarse a varios kilómetros a la redonda, incluidas poblaciones silvestres de la especie no presentes en Argentina, a las que a veces se asigna nombre de especie (Cucurbita texana, Cucurbita fraterna).

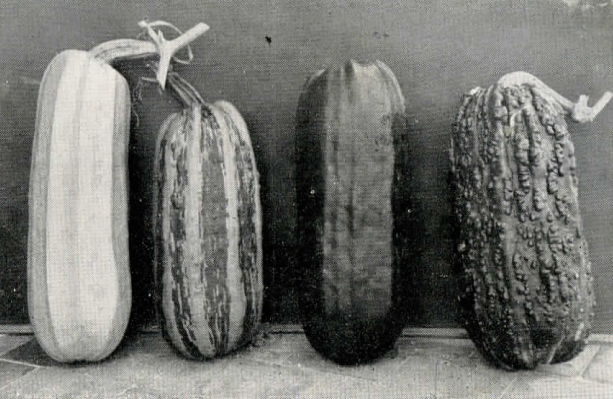
1943. Zapallo de Angola. Variabilidad en textura y color de la cáscara de un grupo de semillas (foto de Millán 1943[11]).
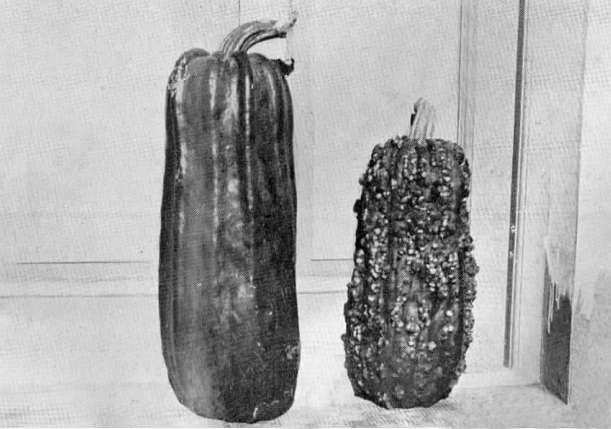
1943. Zapallo de Angola. Variabilidad en tamaño del mismo grupo de semillas (foto de Millán 1943[11]).

El que en Uruguay hoy llaman "zapallo criollo" o "zapallo de serrucho" o "zapallo negro" (fotos) es un cultivo de tipo comercial que fue el más consumido en ese país hasta la década de '1990 en que fue reemplazado por el Kabocha.. Uno muy similar, quizás el mismo o híbrido con ese, se encuentra catalogado en Argentina como "Angola" (semillería La Paulita) o "Angola Negro" (semillería Florensa). En éste, la planta es guiadora con espinas muy cortantes y con guías cortas y muy ramificadas en relación con el muy expansivo zapallo criollo argentino, la topología del fruto es de tipo "Vegetable Marrow" según la clasificación de Paris (1986), su pedúnculo es más corto que en la raza antigua, durante su desarrollo el color se mantiene verde oscuro y sigue oscureciéndose uniformemente, al madurar son zapallos "de serrucho", muy difíciles de cortar con cuchillo de cocina. Aparentemente a diferencia del anterior (el "Angola largo"), no es especialmente apreciado para hacer dulces. Cosechado inmaduro es de pulpa blanca algo transparente y desabrido. El "tipo comercial del fruto" (market type) difieren en Argentina y en Uruguay, mientras que el tipo comercial del Angola Negro argentino es similar al de la primera foto de la galería que sigue, el del Zapallo Criollo Negro uruguayo es similar al de la segunda foto:

Angola (La Paulita)
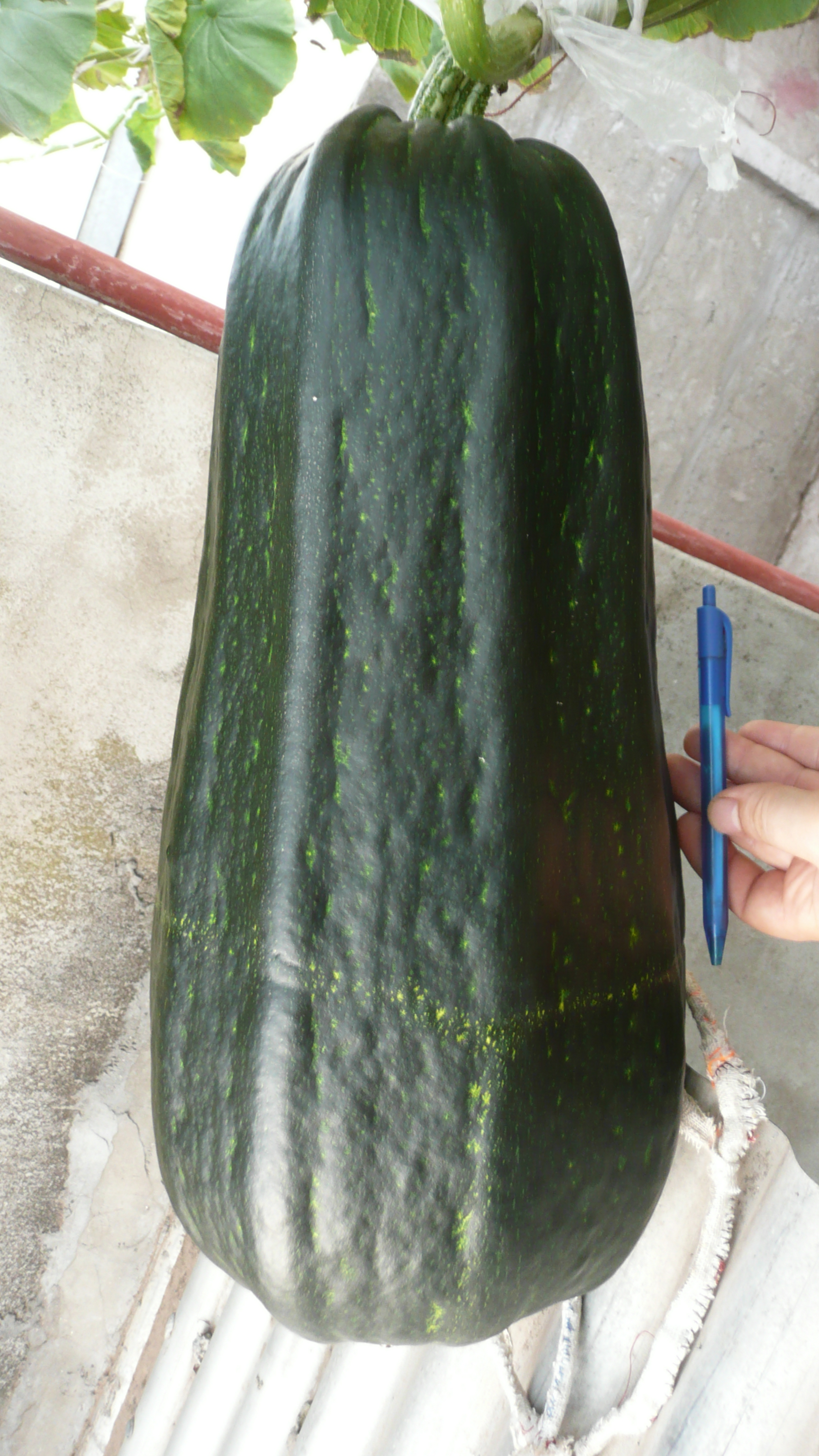
2015. Día 24, cáscara madura. Alcanzaron su tamaño final alrededor del día 15-16 y maduró la cáscara en muy poquitos días.
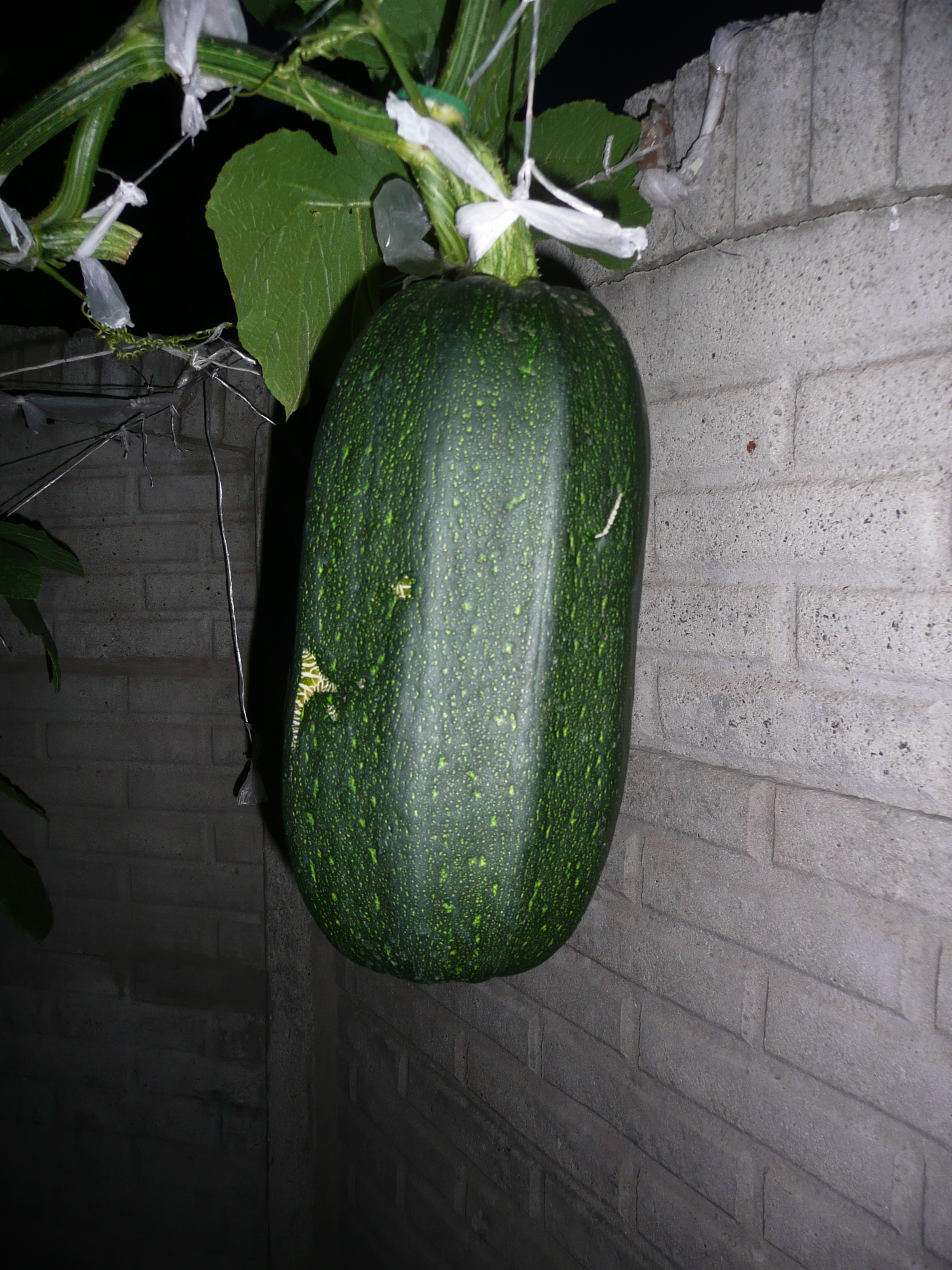
2015. Día 12.
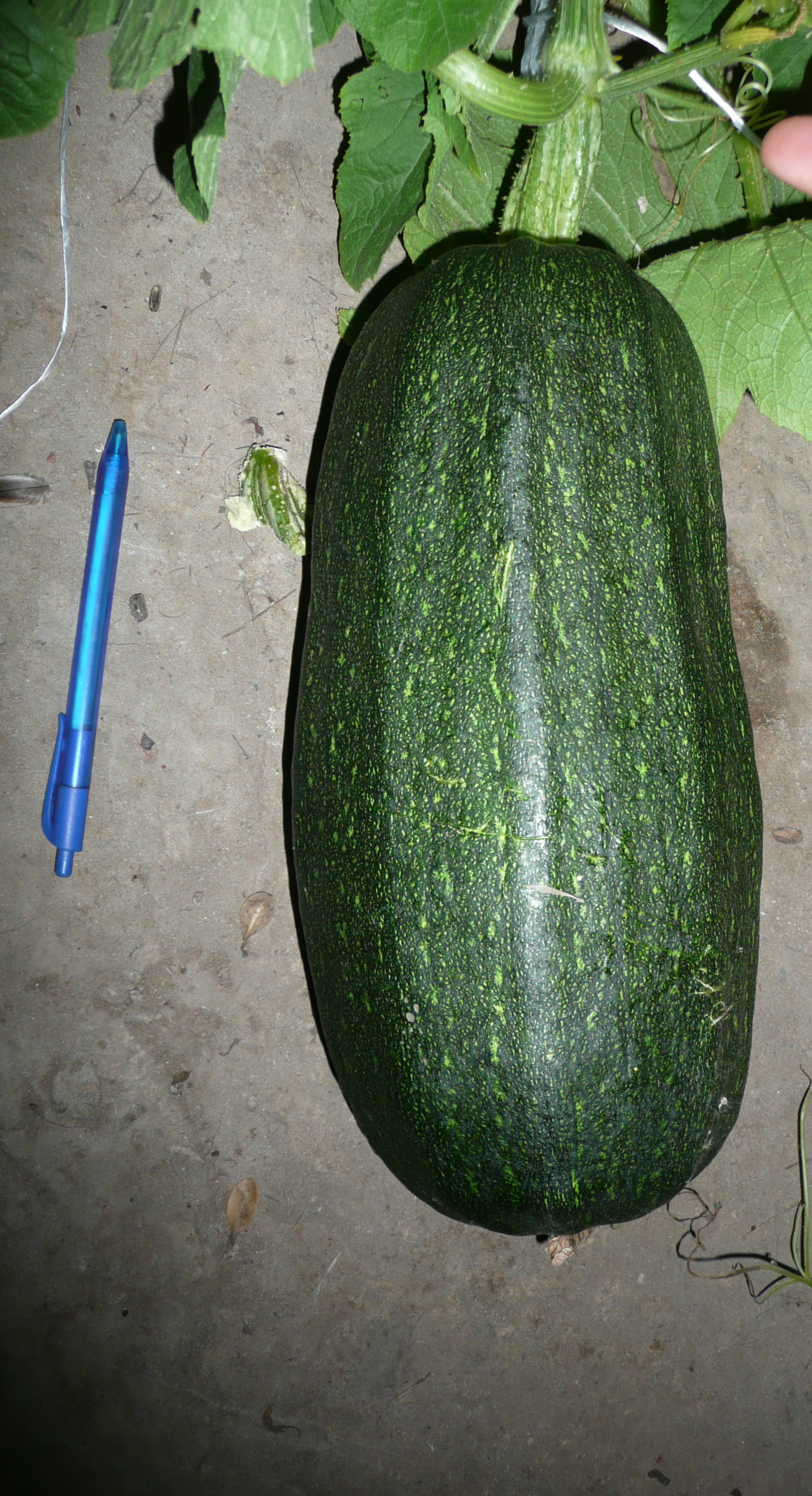
2015. Día 9.
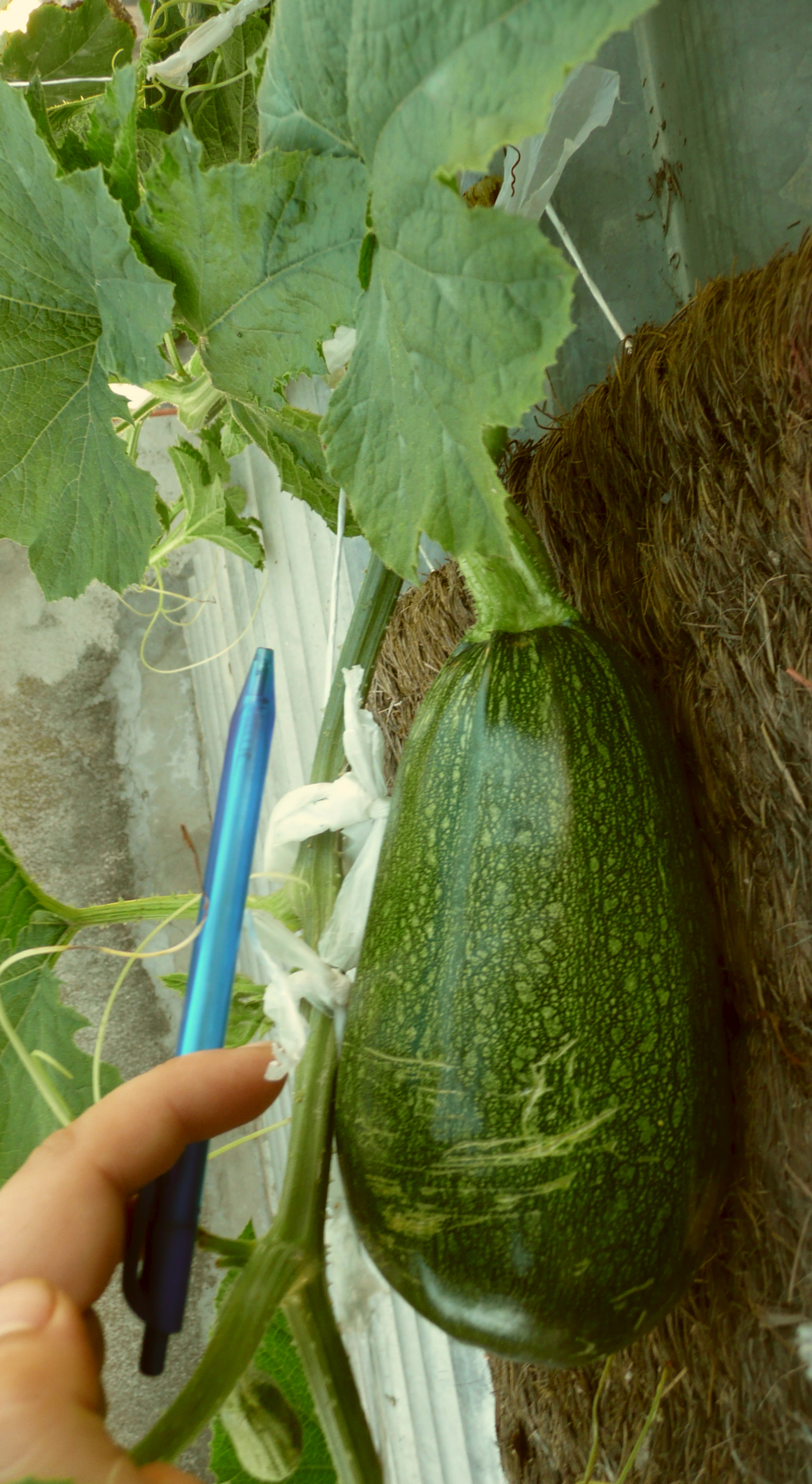
2015. Día 6.
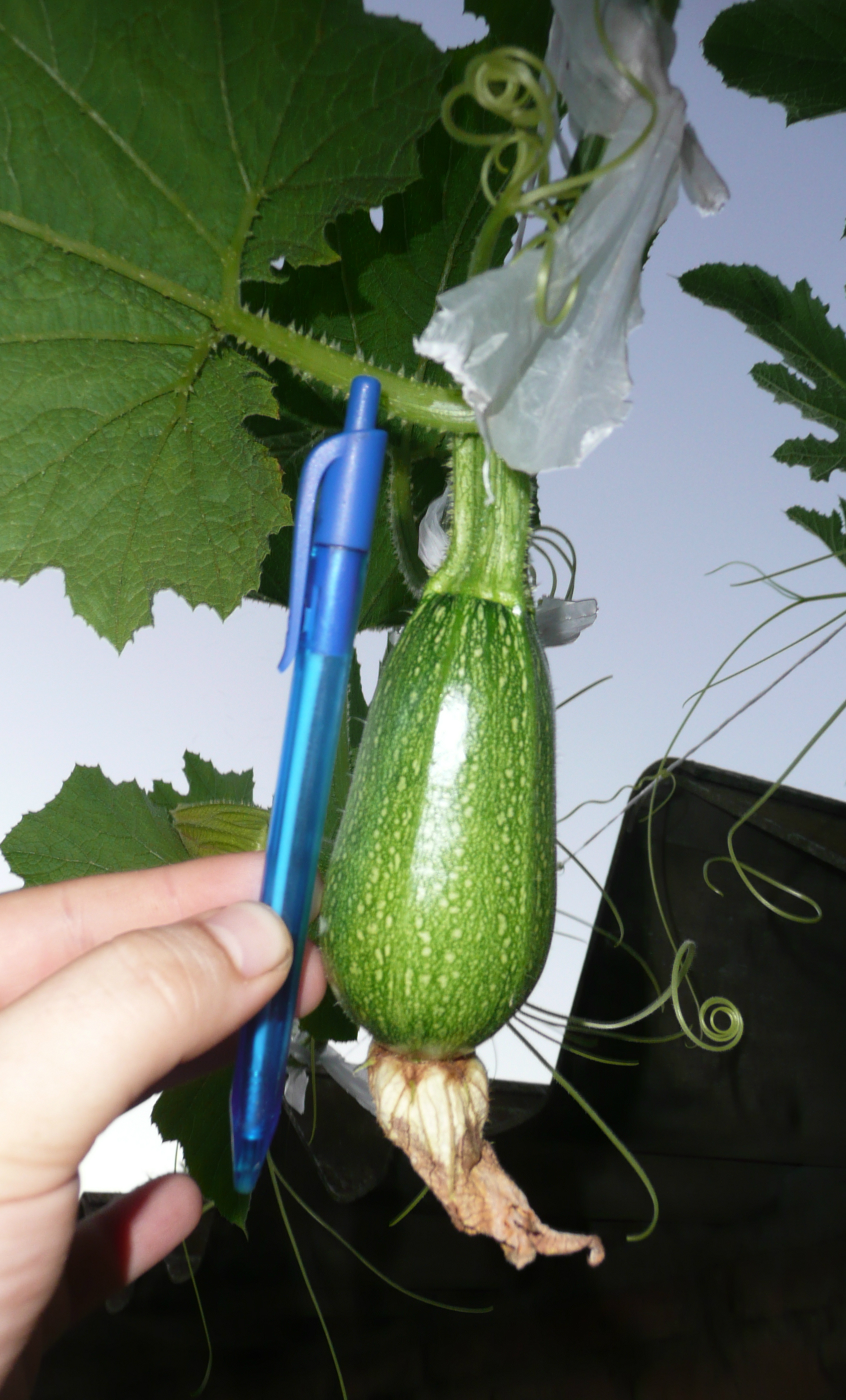
2015. Día 3.
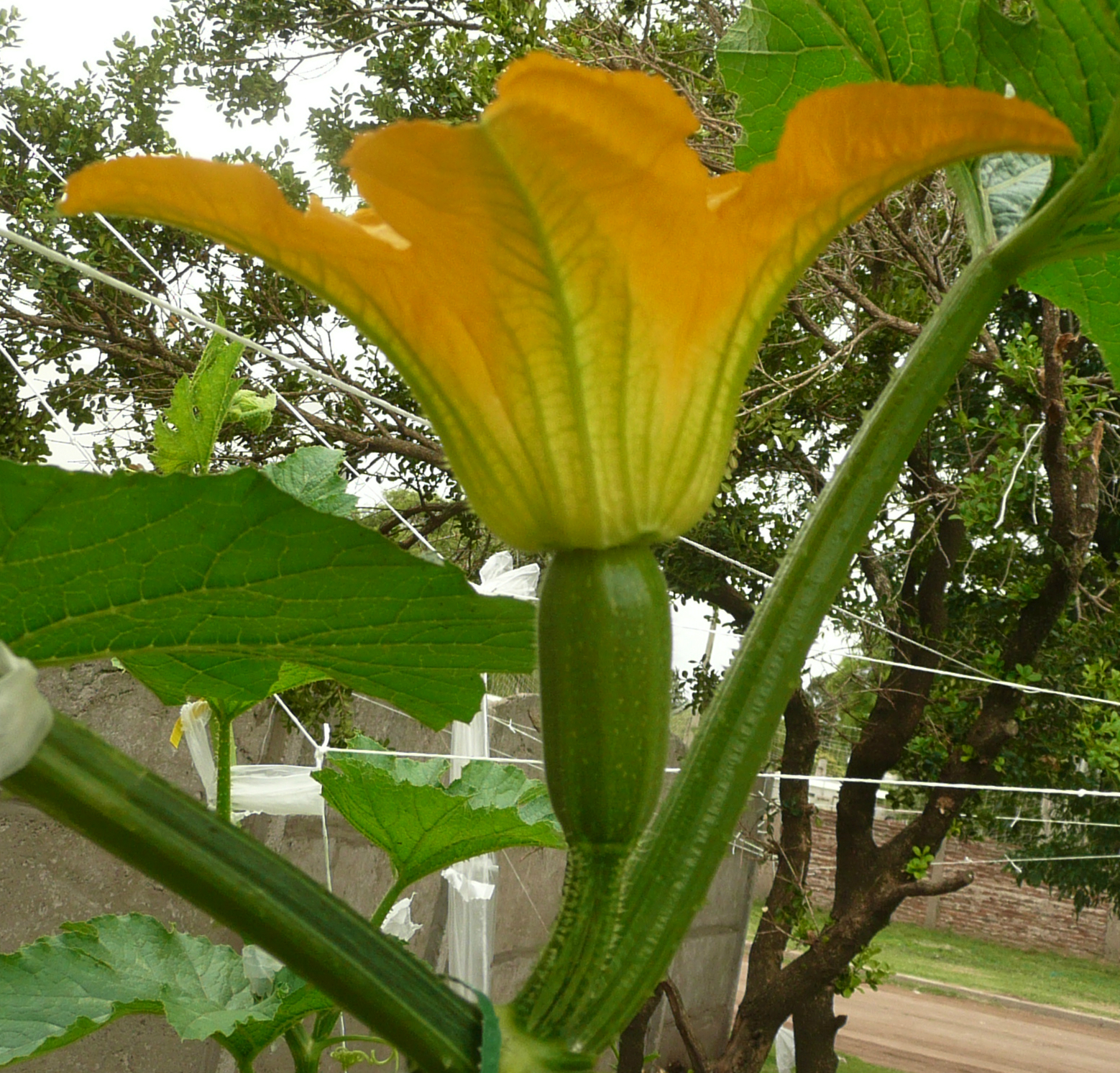
2015. Flor femenina (día 0).

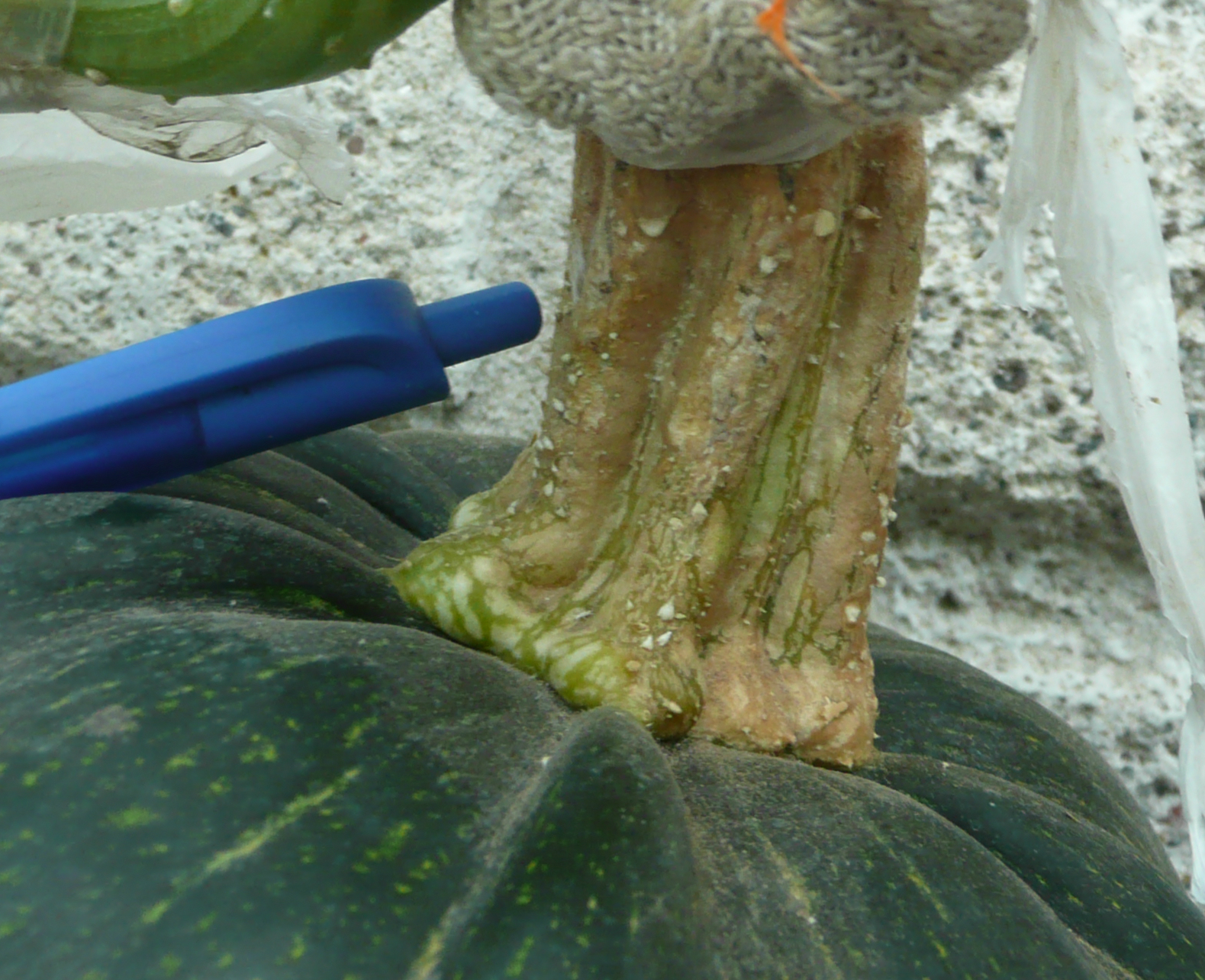
2015. Día 52. Pedúnculo madurando.
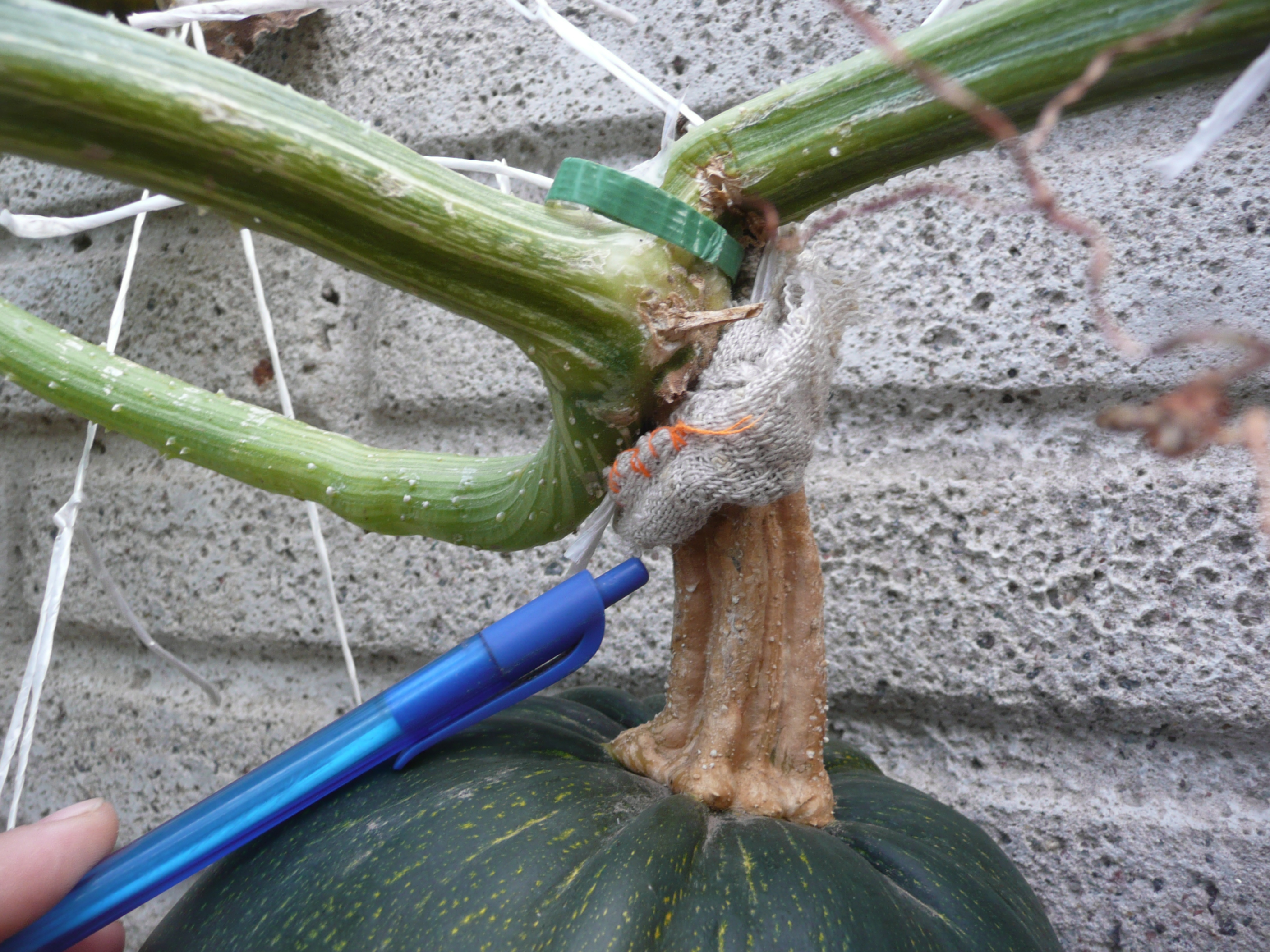
2015. Día 59. Pedúnculo casi maduro, en esta especie al madurar parece "seco" por fuera pero por dentro se mantiene verde hasta que se seca la planta o hasta la cosecha.
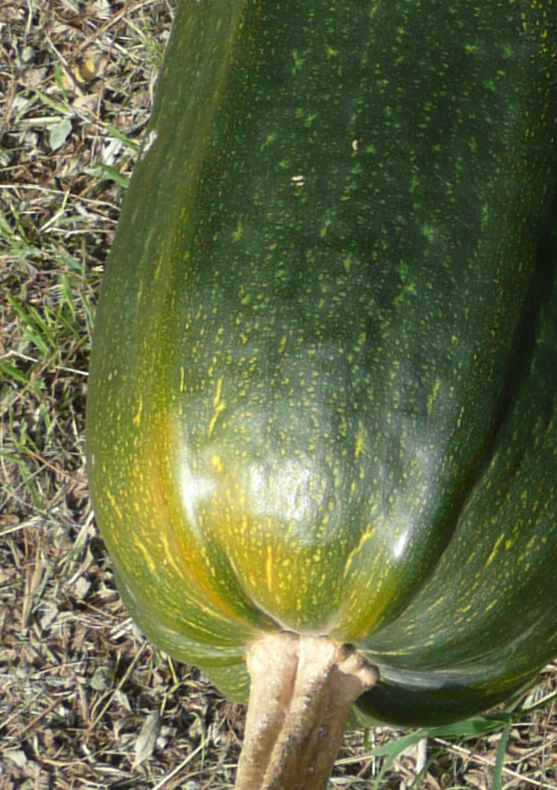
2015. Color de una mancha de sol.
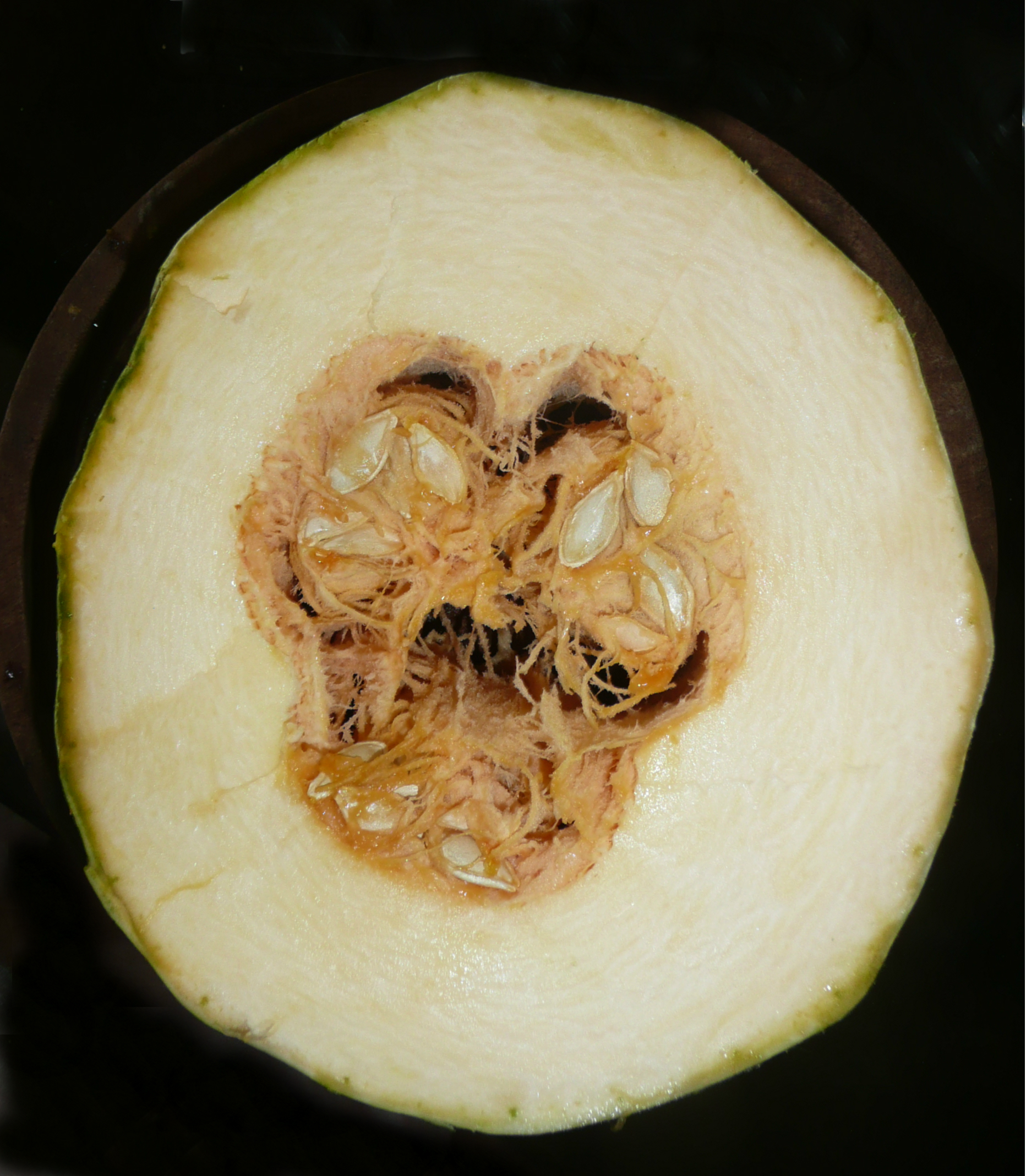
2015. Color de pulpa. Era de un color amarillo suave, aromático, de un sabor definido y agradable sin carotenos.

En las regiones andinas de Argentina de Mendoza a Salta el "Angola" es un zapallo muy cultivado, la cucurbitácea más cultivada después del zapallo criollo. La publicación que recorrió la región recogiendo cultivos no explicita más datos, ni si bajo el mismo nombre se denomina una única variedad, quizás dos de ellas sean las fotografiadas por el Pro-Huerta del INTA que se ven a continuación. Las localidades que lo cultivan son Cafayate (Salta), Amaicha (Tucumán), Santa María, Valle de Yokavil, Quebrada de Humahuaca, etc.

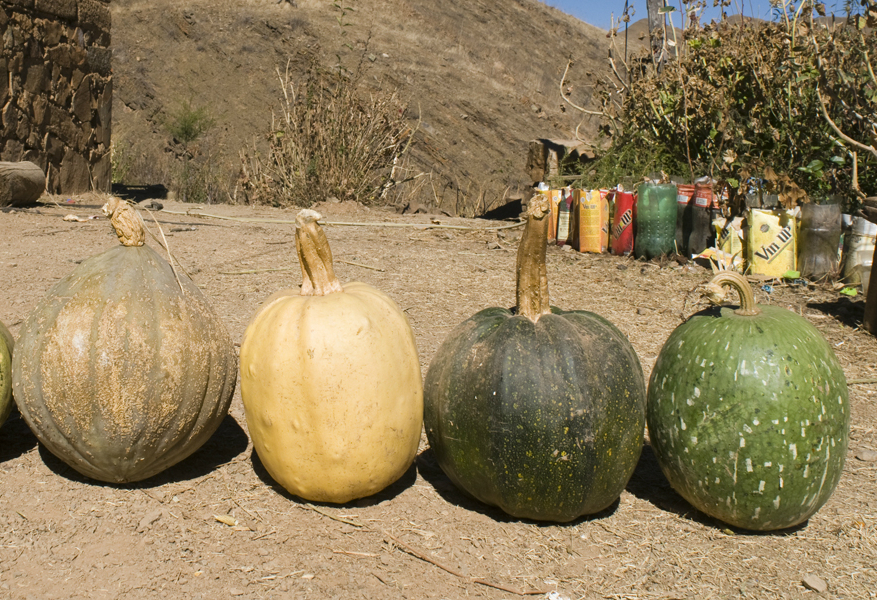
Salta, en el centro dos zapallos de Cucurbita pepo, quizás llamados Angola.
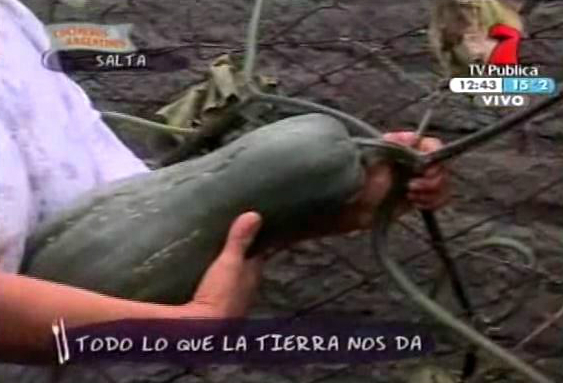
Salta, un zapallo de Cucurbita pepo a punto de ser desprendido de la guía, quizás llamado Angola. Aparentemente es de tallo negro (Dark Stem[79]), con rugosidades, levemente acostillado en el extremo proximal, periforme con las proporciones de un 'Butternut'. Color de pulpa amarillo intenso.

En la Fiesta Nacional del Zapallo que tiene más de 40 años una de las categorías es "Angola", en una foto del 2014 compite uno similar al Angola Negro. En el moderno manual de cultivos de Pro Huerta se describe: "ciclo largo, frutos grandes, alargados, color verde oscuro y carne pálida, muy buena conservación, ideal para dulces".
Cultivares de Angola. Para una pequeña huerta familiar de cultivo intensivo quizás el productor prefiera las variedades tradicionales, más variables en forma y color y cuya producción es más baja debido a que priorizan la calidad del fruto. Algunos cultivares (distintivos en algún carácter de importancia para el horticultor, homogéneos, estables, y de nombre registrado en el Registro de Cultivares) registrados para Argentina son:
- Cucurbita pepo 'Angola Magnif'[40]

## Kabocha
Kabocha o kabutiá  (p.47) o cabuche o cabocha (diferentes transliteraciones de la misma palabra japonesa), también cabutia, menos comúnmente "zapallo japonés" (hay otros zapallos japoneses), también recolectados por el INTA los nombres "zapallo suprema" y "zapallo piedra". Es un grupo de cultivos relativamente nuevo y desarrollado en Japón. Muy comercializado en Argentina donde el más conocido es un híbrido de dos líneas puras Cucurbita maxima × Cucurbita moschata cuya primera generación tiene el nombre de cultivar 'Tetsukabuto' (también "zapallo cáscara de hierro"), y que a diferencia de los Kabochas no híbridos posee flores masculinas estériles, por lo que se siembra interplantado con zapallos criollos (Cucurbita maxima) o ancos (de Cucurbita moschata) que le provean el polen fértil. Los kabochas que no son híbridos, son de Cucurbita maxima.
Este tipo de zapallo ingresó al Mercado Central de Buenos Aires proveniente de Brasil durante la década de 1990 (p.47), en los últimos años (al 2013) se incrementó su demanda debido a sus "características organolépticas, su tamaño adecuado a la demanda regional y su buen comportamiento de almacenaje" (p.47), su consistencia pectinosa lo hace parecer dulce si bien su contenido de azúcares no es tan alto, su cáscara es mucho más dura que la del anco, pero se puede cortar con cuchillo de cocina. Se cultiva en el país, sin bien la mayor parte de la semilla sembrada aún es importada (p.37).
Hibrida conː si son híbridos F1 (es decir son la primera generación descendiente de dos líneas "puras", en este caso un parental de Cucurbita maxima y otro de Cucurbita moschata) la flor masculina es estéril y necesariamente será polinizados por otras variedades de Cucurbita maxima o Cucurbita moschata. El nombre también incluye variedades no híbridas, pertenecientes a Cucurbita maxima, que pueden ser polinizadas por todas las demás variedades de Cucurbita maxima incluyendo la población silvestre argentina que puede encontrarse como la subespecie Cucurbita maxima subsp. andreana o como la especie Cucurbita andreana.

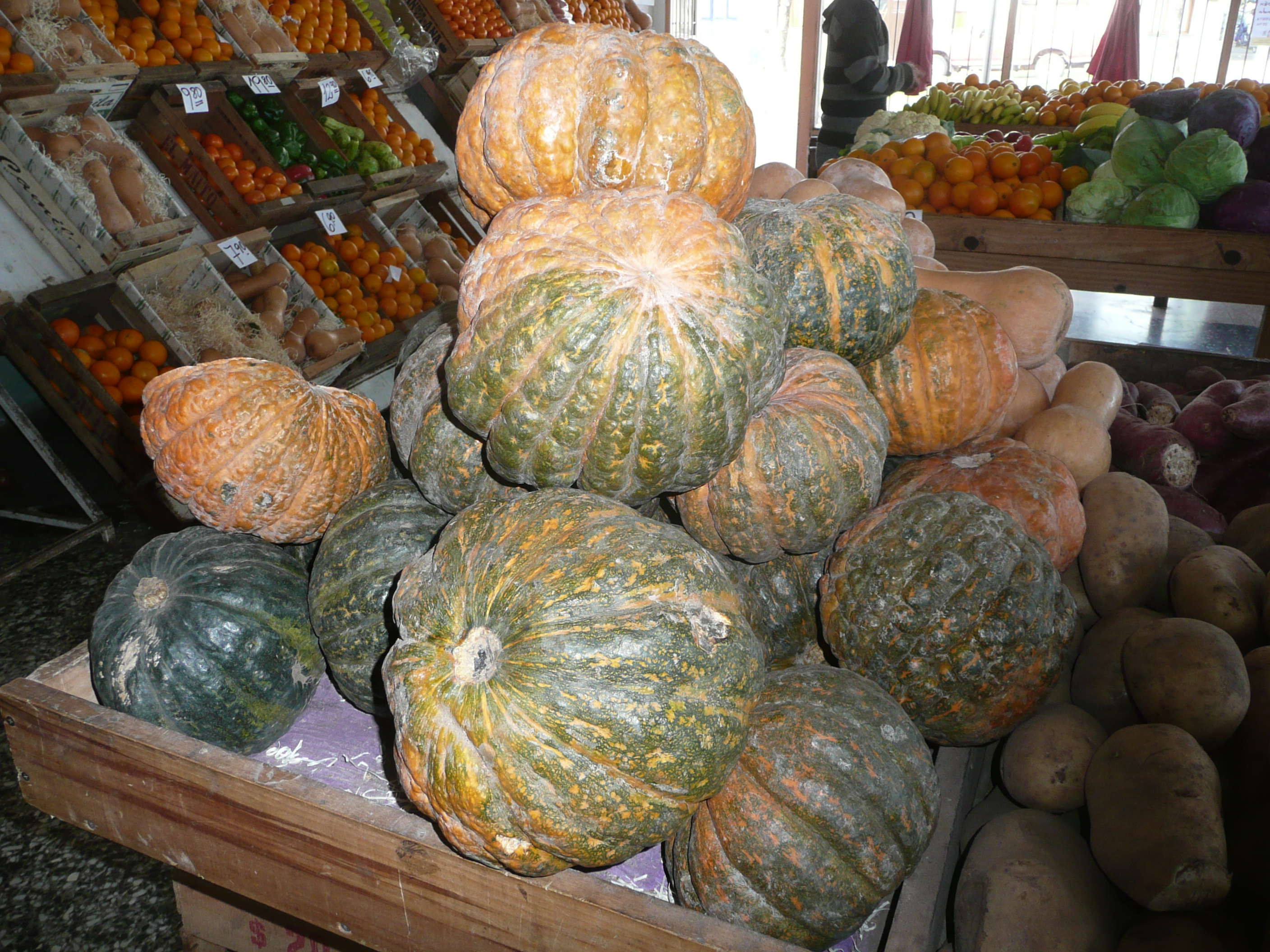
Colores.
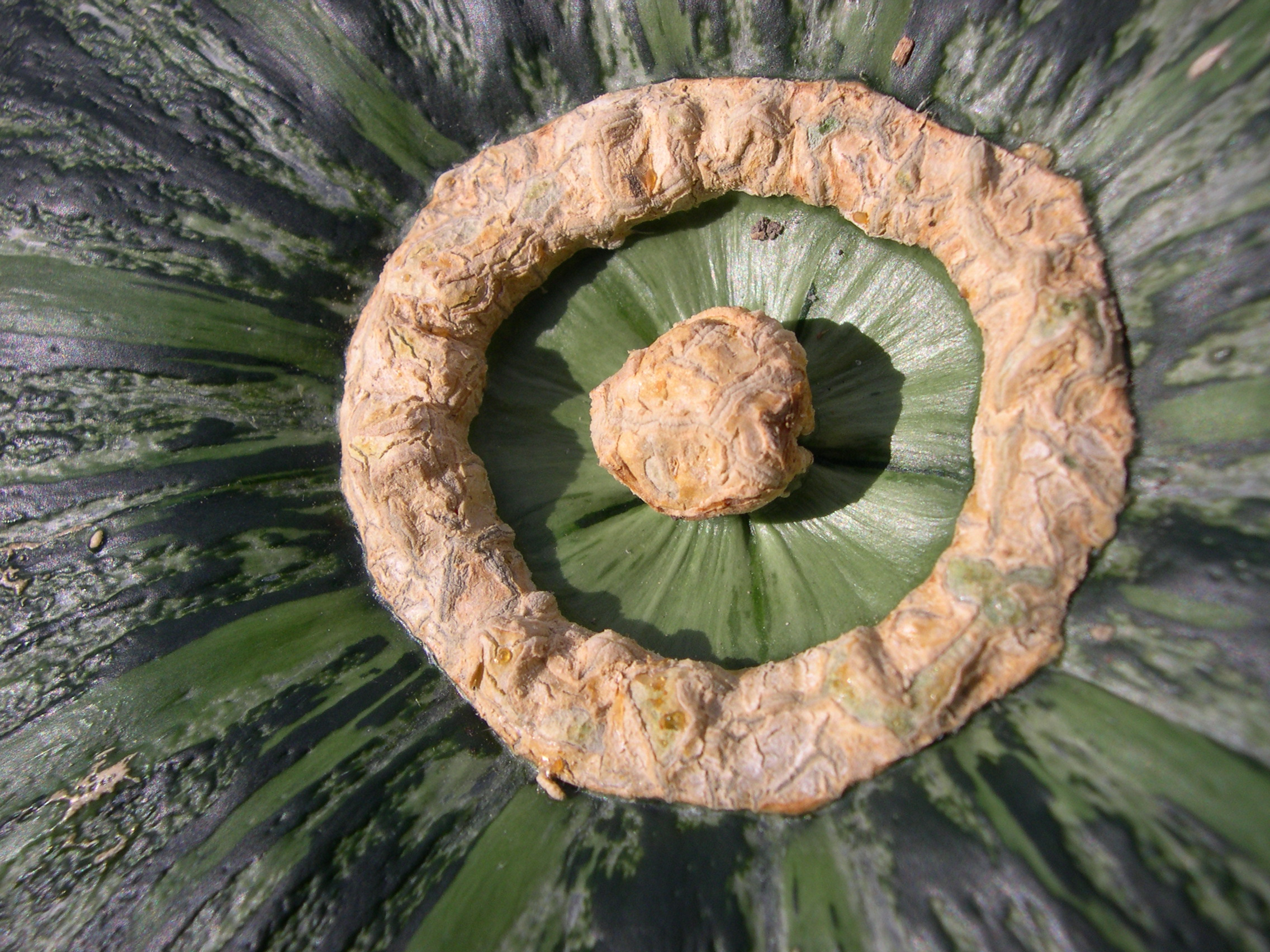
Fruto con anillo como se puede ver en Kabochas del extranjero.
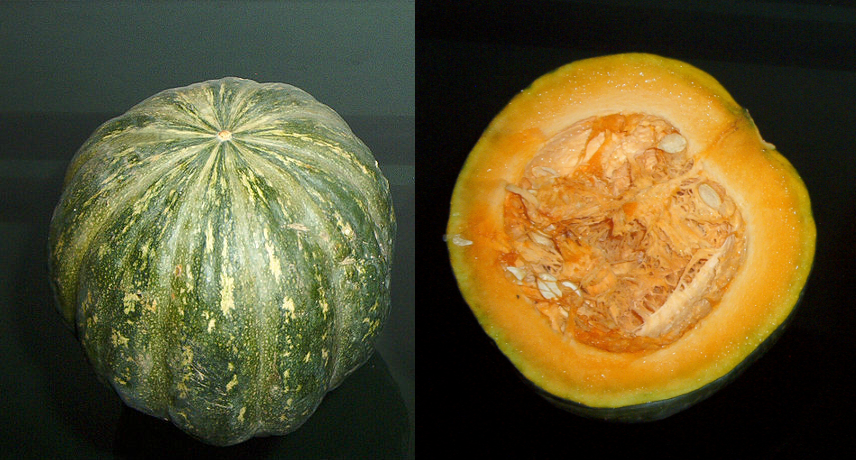
Un cultivar de un mercado de Buenos Aires.
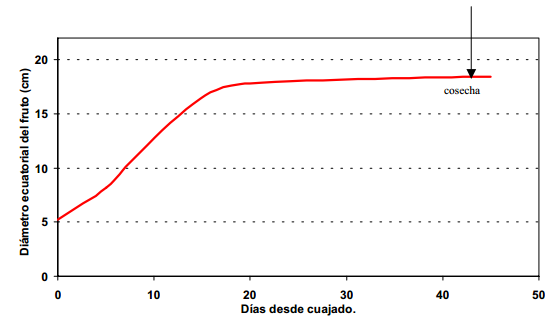
Aumento de tamaño y momento de madurez completa en el cultivar 'Maravilha do Mercado' (Agroflora)[107]. Quizás se quiso significar apertura floral o antesis en lugar de cuajado. Probablemente también se quiso significar una meseta plana luego de la maduración de la cáscara, al finalizar el aumento de tamaño.

Cultivares de Kabocha. Para una pequeña huerta familiar de cultivo intensivo quizás el productor prefiera las variedades tradicionales, más variables en forma y color y cuya producción es más baja debido a que priorizan la calidad del fruto. Algunos cultivares (distintivos en algún carácter de importancia para el horticultor, homogéneos, estables, y de nombre registrado en el Registro de Cultivares) registrados para Argentina son:
- Cucurbita maxima × Cucurbita moschata 'Tetsukabuto',[40] es el más cultivado en Argentina de los tipo Kabocha o Kabutiá.[104]
- 'Takii' (estudiado en el noroeste de Chubut, 2009[1])
- 'Shintosha' (estudiado en el noroeste de Chubut, 2009[1])
- 'Tokita' (estudiado en el noroeste de Chubut, 2009[1])
- 'Carioca' (estudiado en el noroeste de Chubut, 2009[1])

## Zapallo inglés o colorado o Hubbard
Zapallo inglés redirige aquí
Zapallo colorado redirige aquí.
En Argentina lo llaman zapallo inglés (p.47) o zapallo Hubbard, del que el más comúnmente referido es el zapallo colorado zapallo Hubbard (cáscara colorada), o como su nombre de cultivar, Cucurbita maxima 'Golden Hubbard' (p.47). Según Tiscornia (1979) hoy en día hay una raza criolla ("del país") derivada del cultivar estadounidense, así como también hay una raza criolla del cultivar estadounidense 'Green Hubbard' ("Hubbard verde").
Otros nombres: "zapallo colorado criollo", "zapallo inglés de puchero".
El nombre 'Hubbard' proviene de Estados Unidos (de Nueva Inglaterra) donde fue introducido en el año 1856, si bien el cultivo de la raza es postcolombino: aparentemente llegó allí en barco desde Sudamérica en fecha que se ha perdido y fue un cultivo exitoso en el norte de ese país. A su vez es hoy en día el zapallo más cultivado en el sur de Argentina, en la región hortícola del noroeste de Chubut. Cultivado para satisfacer la demanda local, cuando (rara vez) llega al Mercado Central de Buenos Aires lo hace bajo el nombre de "zapallo colorado".
El grupo de los zapallos Hubbard es descripto como un zapallo de guarda, es decir que se consume maduro, de cáscara muy dura y buena conservación, oval con los extremos en punta que pueden estar curvados, semillas blancas.
Hibrida conː las demás variedades de Cucurbita maxima que pudieran encontrarse en varios kilómetros a la redonda; de ellas la población silvestre en Argentina puede encontrarse con el nombre de subespecie Cucurbita maxima subsp. andreana o como la especie Cucurbita andreana.

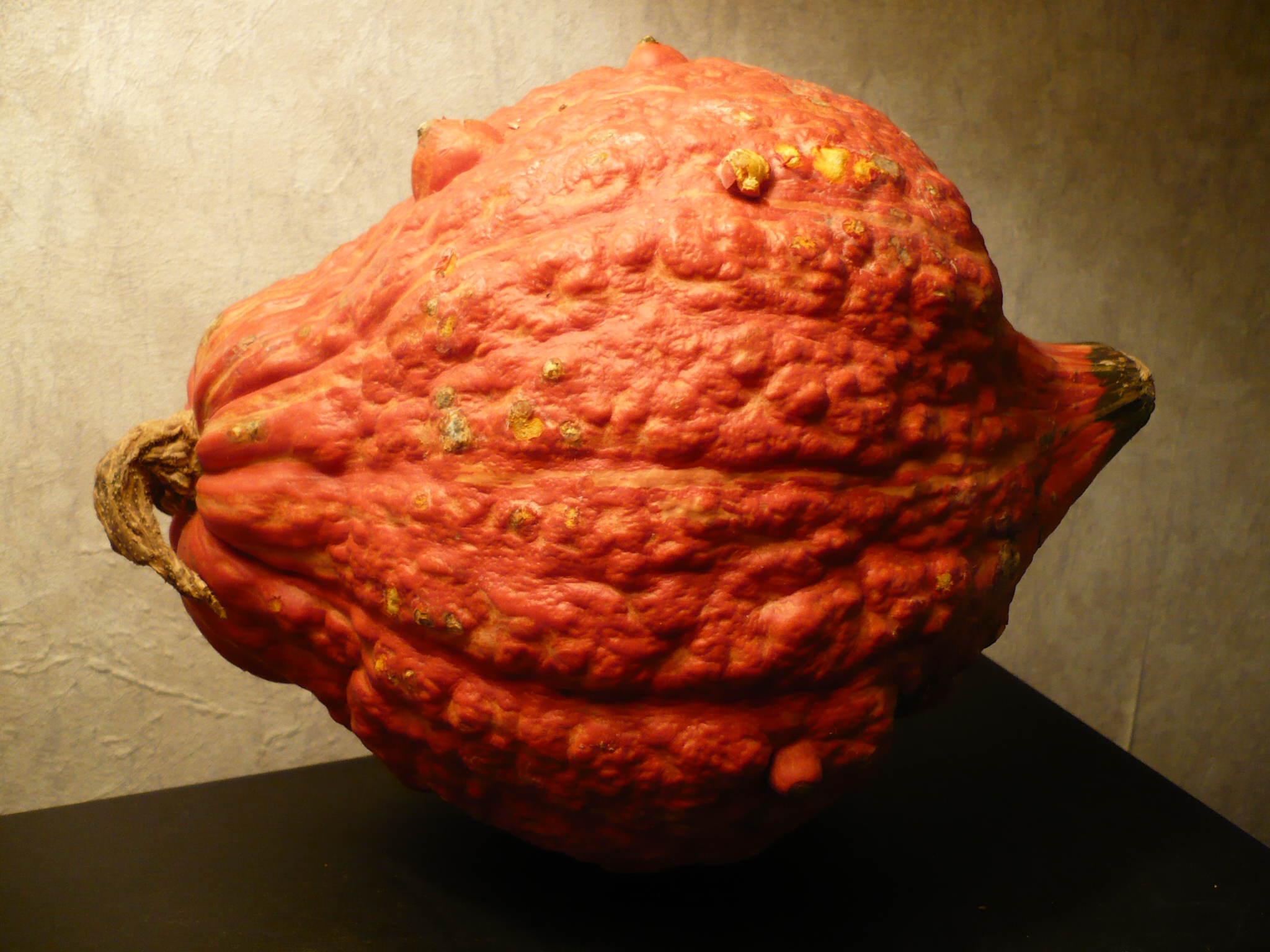
El zapallo inglés o colorado o Cucurbita maxima 'Golden Hubbard', proveniente de Nueva Inglaterra, y adaptado al noroeste de Chubut.
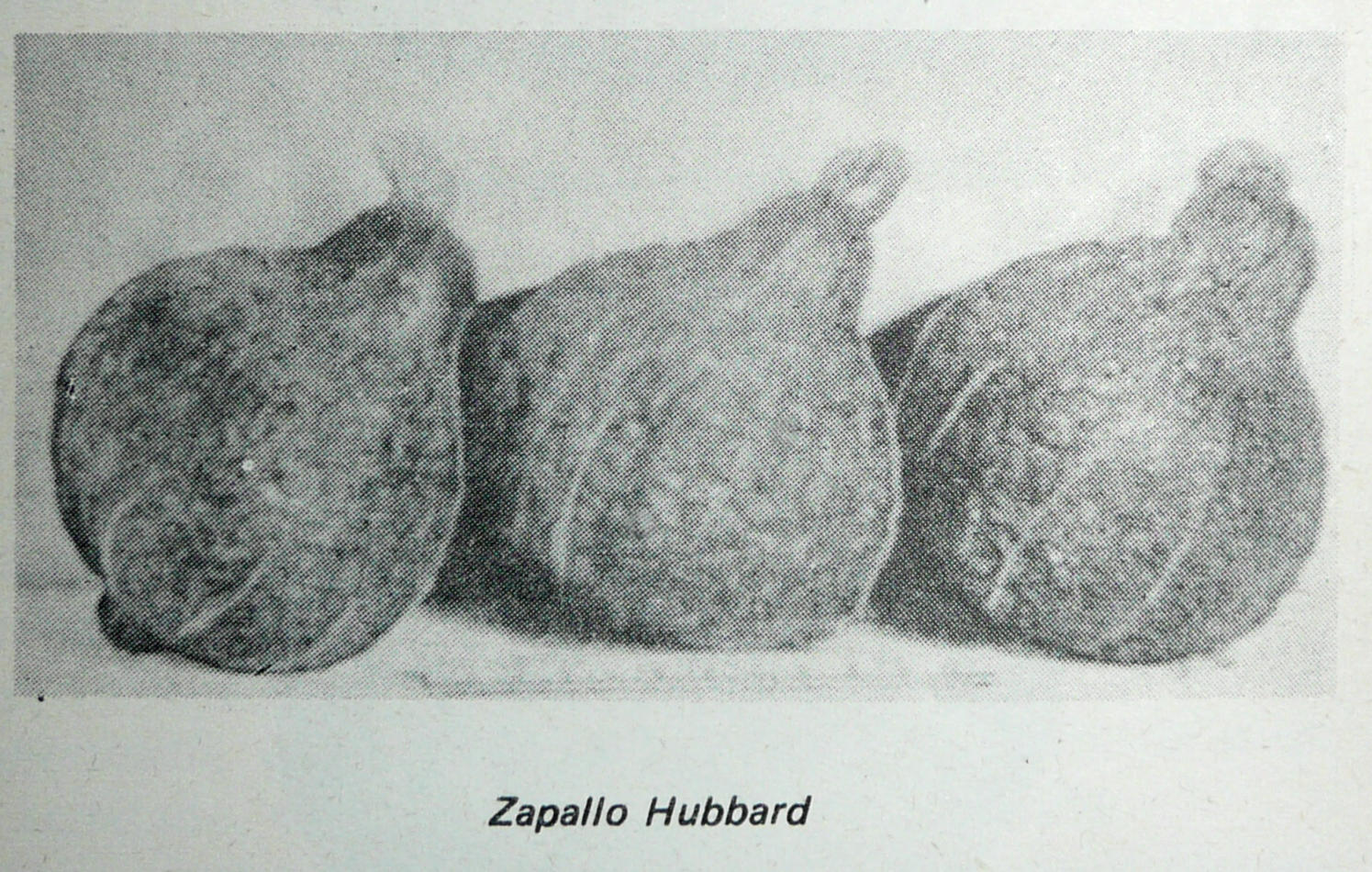
Foto de Argentina, 1979 (no tiene bandas de color).
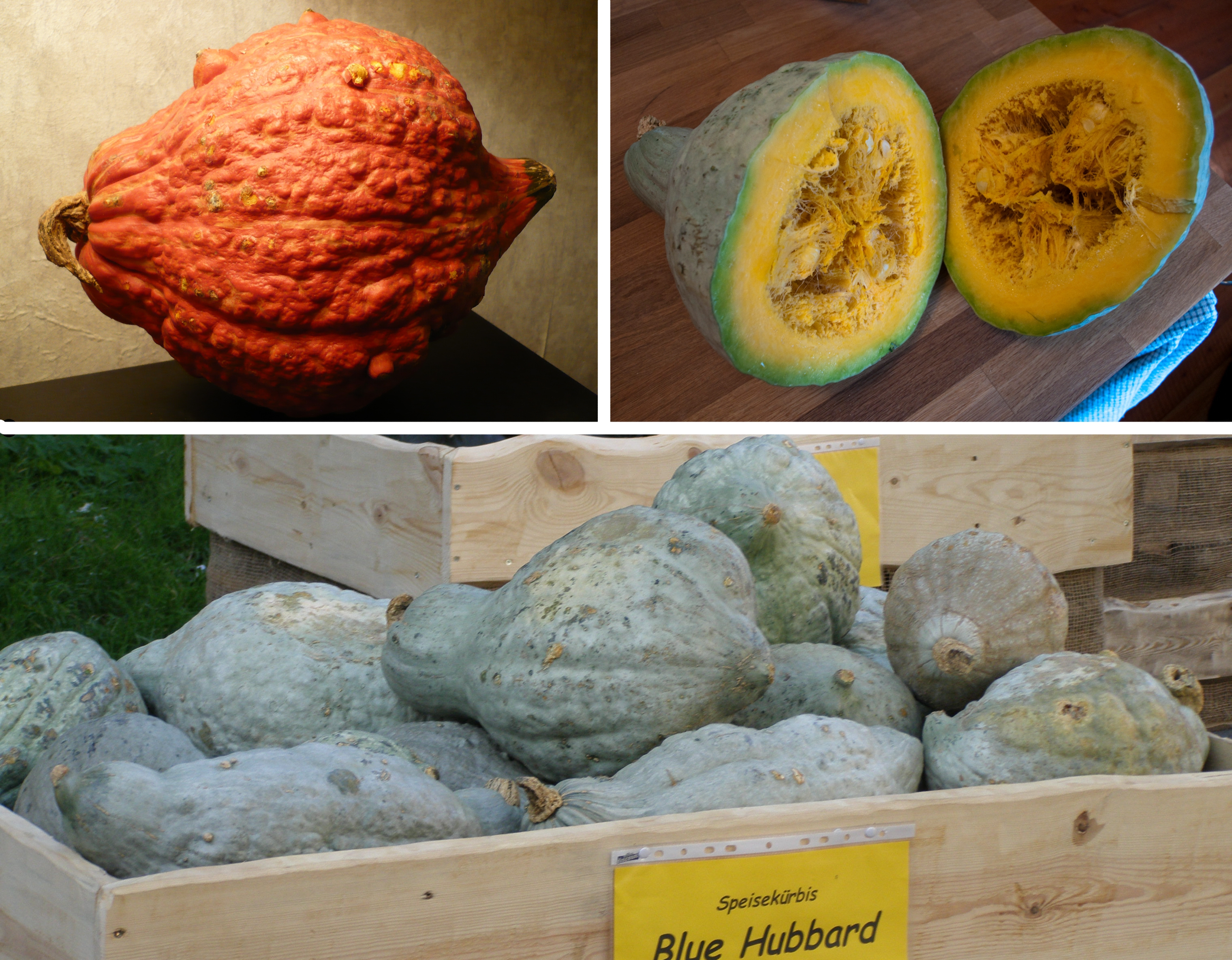
Otros zapallos "de tipo Hubbard"

Cultivares de tipo Hubbard. Para una pequeña huerta familiar de cultivo intensivo quizás el productor prefiera las variedades tradicionales, más variables en forma y color y cuya producción es más baja debido a que priorizan la calidad del fruto. Algunos cultivares (distintivos en algún carácter de importancia para el horticultor, homogéneos, estables, y de nombre registrado en el Registro de Cultivares) registrados para Argentina son:
- Cucurbita maxima "Inglés" 'Golden Hubbard',[cita 21][cita 19] importado de los Estados Unidos,[cita 21] son los más cultivados en el noroeste de Chubut.[43][cita 1] Se describe como "naranja y verrugoso".[cita 19]
- Cucurbita maxima Colorado 'La Banda 70 INTA'[40] o "Colorado La Banda INTA 70"[cita 19] "Variedad no guiadora, se siembra en surcos a 1 m y produce 2,3 zapallos por planta de 1 a 2 kg de peso."[cita 19]
- Cucurbita maxima "Inglés" 'Green Hubbard'.[cita 21] Verde, importado de los Estados Unidos.[cita 21]

Se informan las razas criollas derivadas:
- Cucurbita maxima "Inglés (Golden Hubbard) del país".[cita 21]
- Cucurbita maxima "Inglés (Green Hubbard) del país".[cita 21]

## Zapallo hongo
Una variedad argentina muy decorativa, es cultivada con el nombre de zapallo hongo en el cinturón verde del gran Buenos Aires y así se puede encontrar en supermercados, en la Fiesta Nacional del Zapallo lo llaman zapallo cabeza de hongo (fotos). Quizás es la misma variedad que en el catálogo de variedades andinas llamaron "zapallos turbantes" (fotos), los zapallos Cucurbita maxima de tipo Turbante o Cabeza de Turbante poseen frutos con anillo y corona que protruye, es decir parecidos a una cabeza de turbante, como en las fotos del montaje.

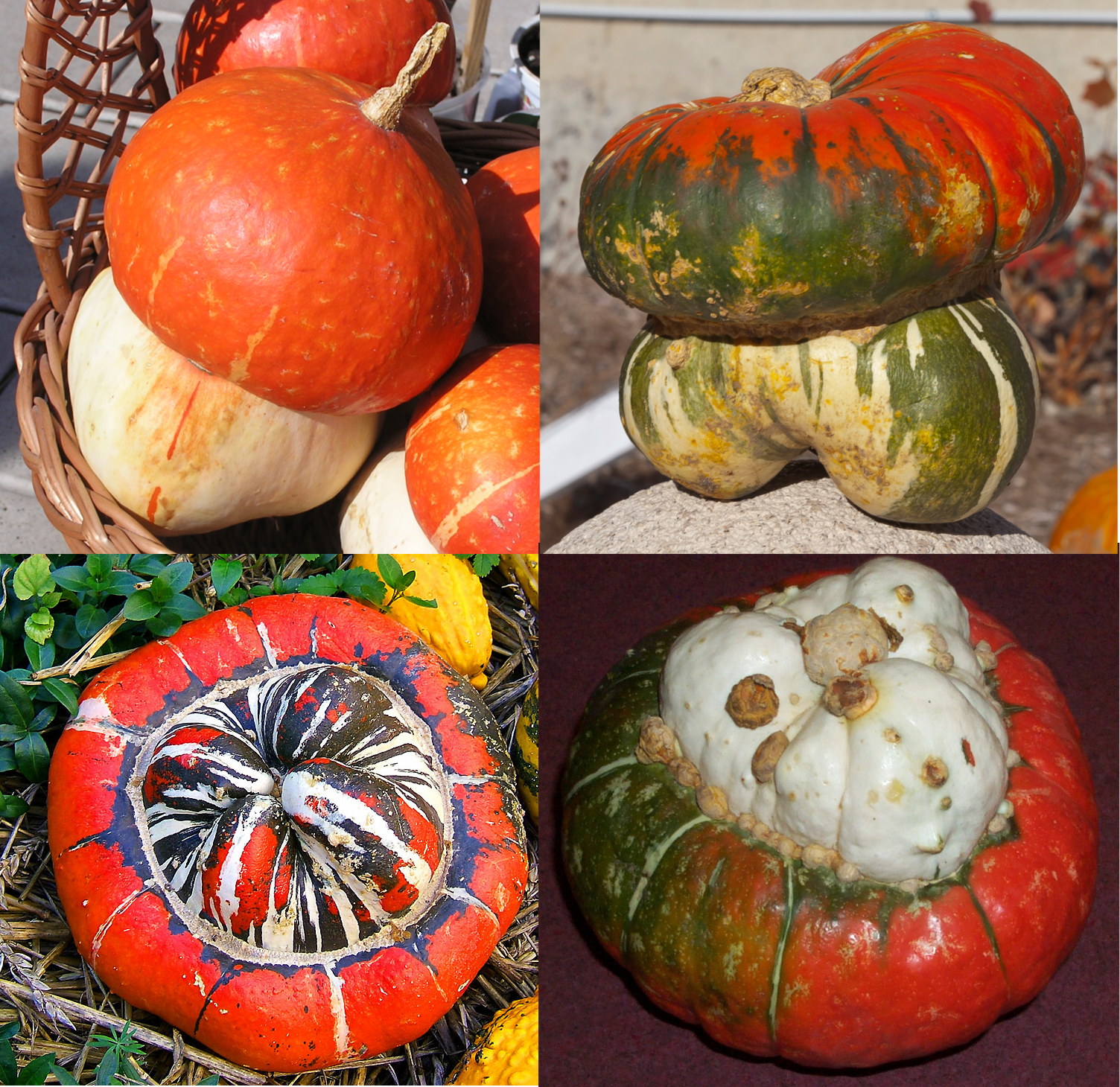
Cucurbita maxima tipo Turbante (Cucurbita maxima var. turbaniformis), no es el mismo que los zapallitos con corona (Millán 1947). El más conocido es el "Turbante Turco" ('Turk's Turban'), el de abajo a la izquierda.

## Otras variedades de zapallos y zapallitos

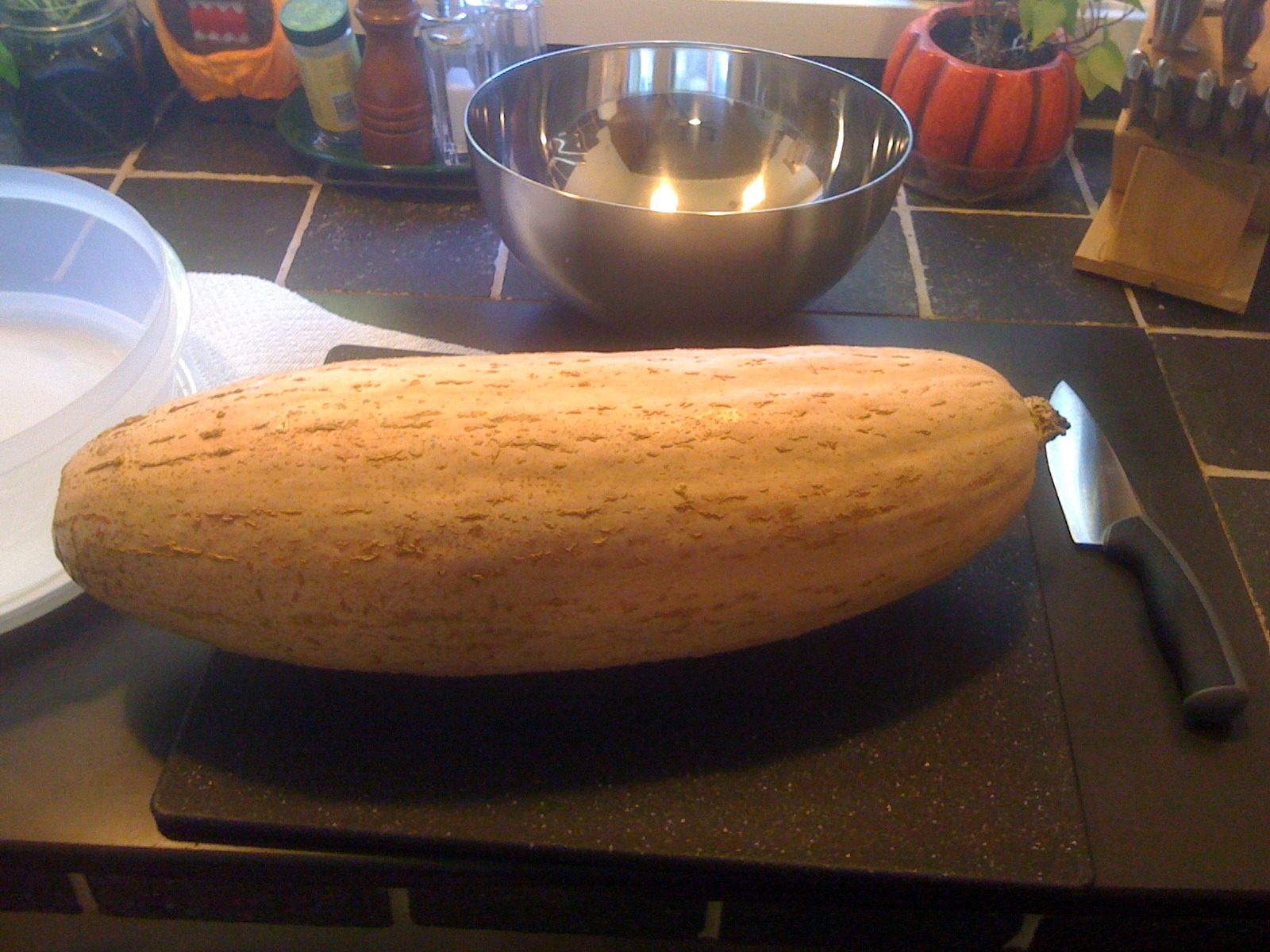
Cucurbita maxima tipo "Pink Banana", similar a 'Zapuco INTA'.

Zapallo de Halloween. Si bien es un zapallo comestible se consume principalmente como decorativo en el día de Halloween. Pulpa y cáscara son muy blandas para poder esculpir el fruto el día de Halloween, y es la razón por la que el fruto se conserva solo por 1 mes. Para pulpa los estadounidenses prefieren otros cultivos (éste se informa como de pulpa acuosa, insípida y que tiende a fibrosa), al día siguiente de Halloween en general desaparece del mercado y se procesa. En Argentina se conoce principalmente por las películas y obras estadounidenses en las que se festeja Halloween. Se pueden conseguir las semillas como curiosidad, la cosecha en Argentina es en abril, y Halloween es en octubre, que es el otoño de Estados Unidos. La variedad más difundida y clásica es Cucurbita pepo "Connecticut Field". En algunas traducciones las llaman "calabazas de Halloween", como en México. Hibrida conː las demás variedades de Cucurbita pepo que pudieran cultivarse a varios kilómetros a la redonda, incluidas poblaciones silvestres de la especie no presentes en Argentina, a las que a veces se asigna nombre de especie (Cucurbita texana, Cucurbita fraterna).

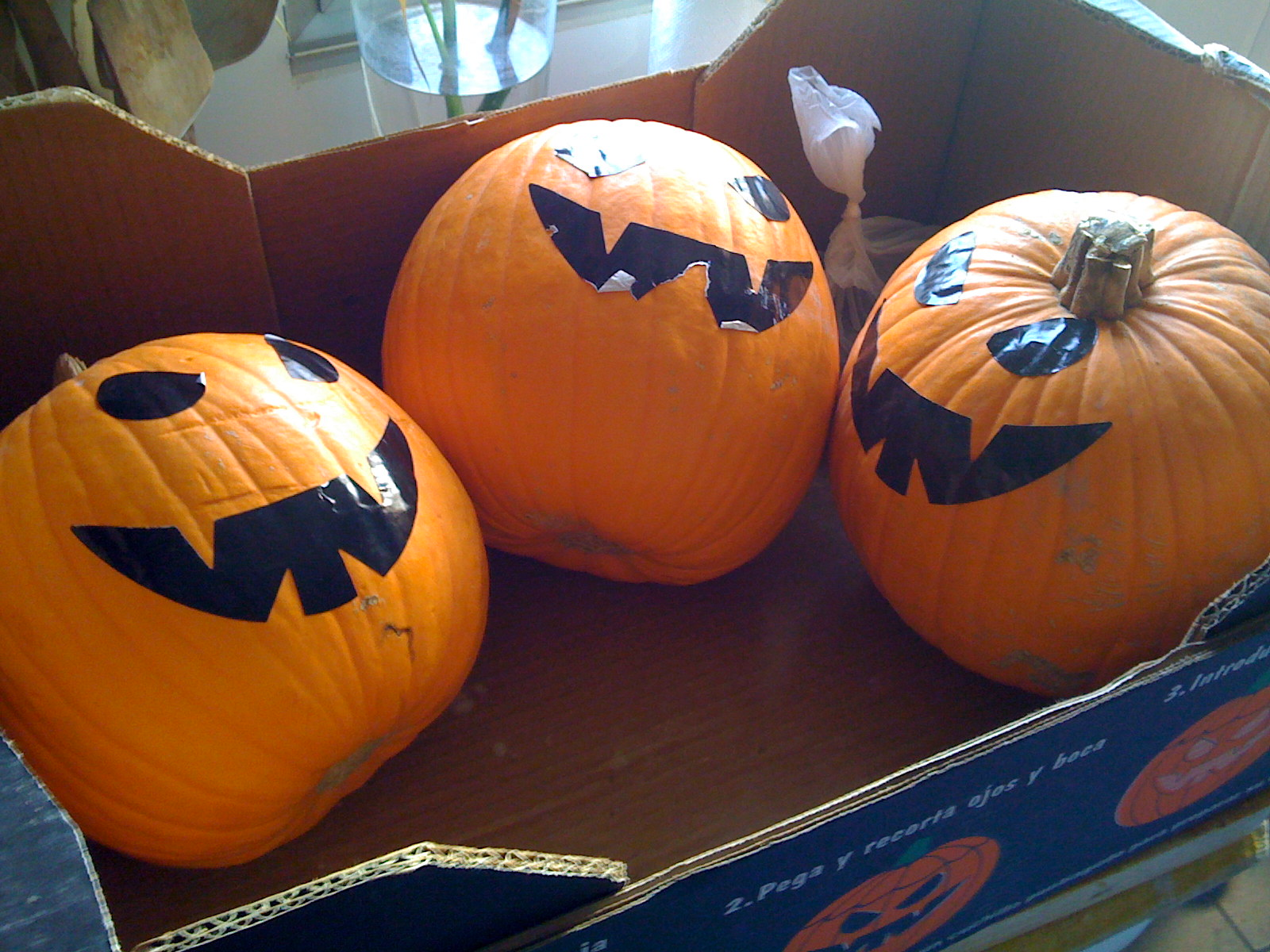
La variedad más clásica es 'Connecticut Field', similar al de la foto.
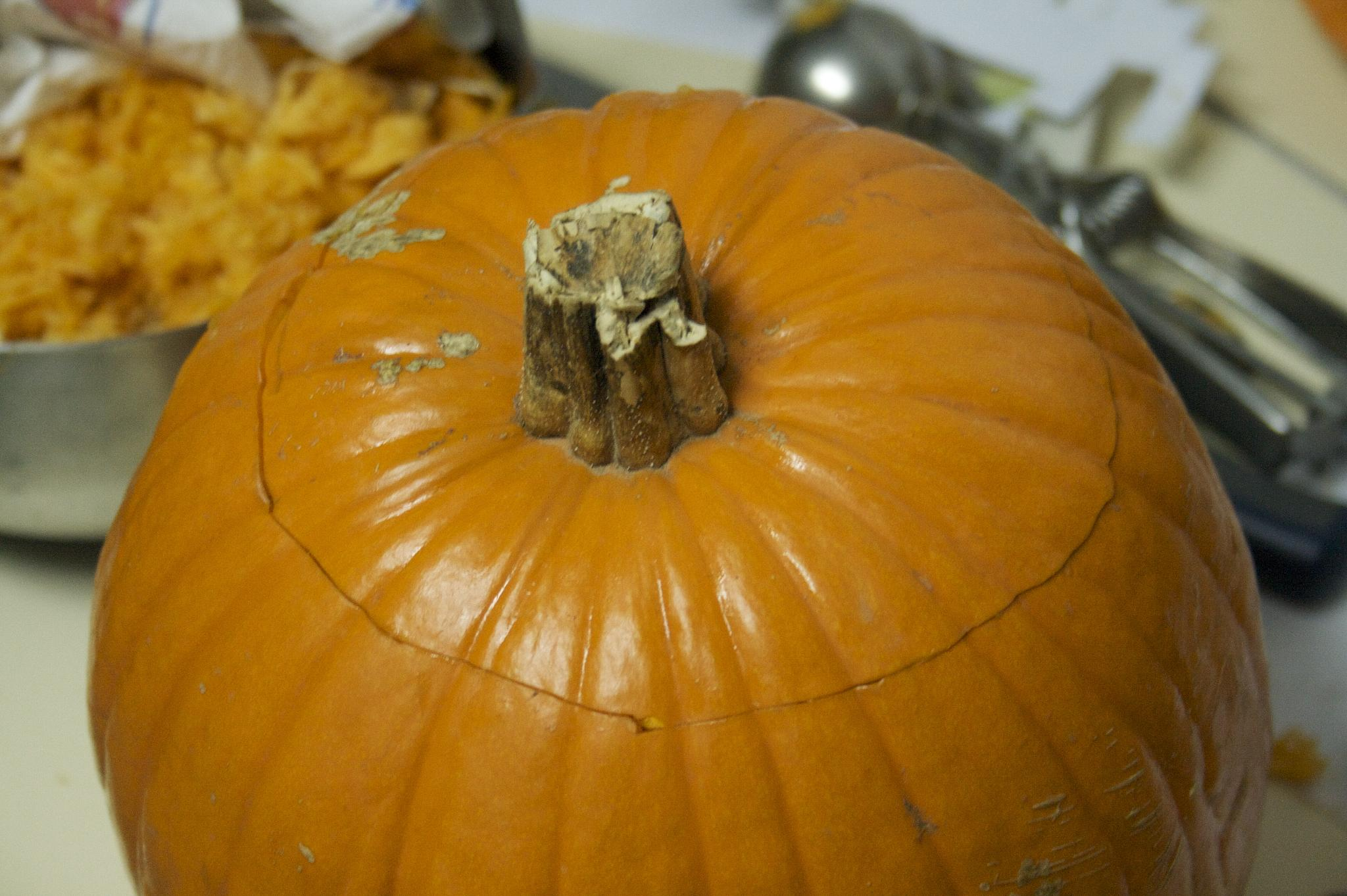
Se corta una "tapita".
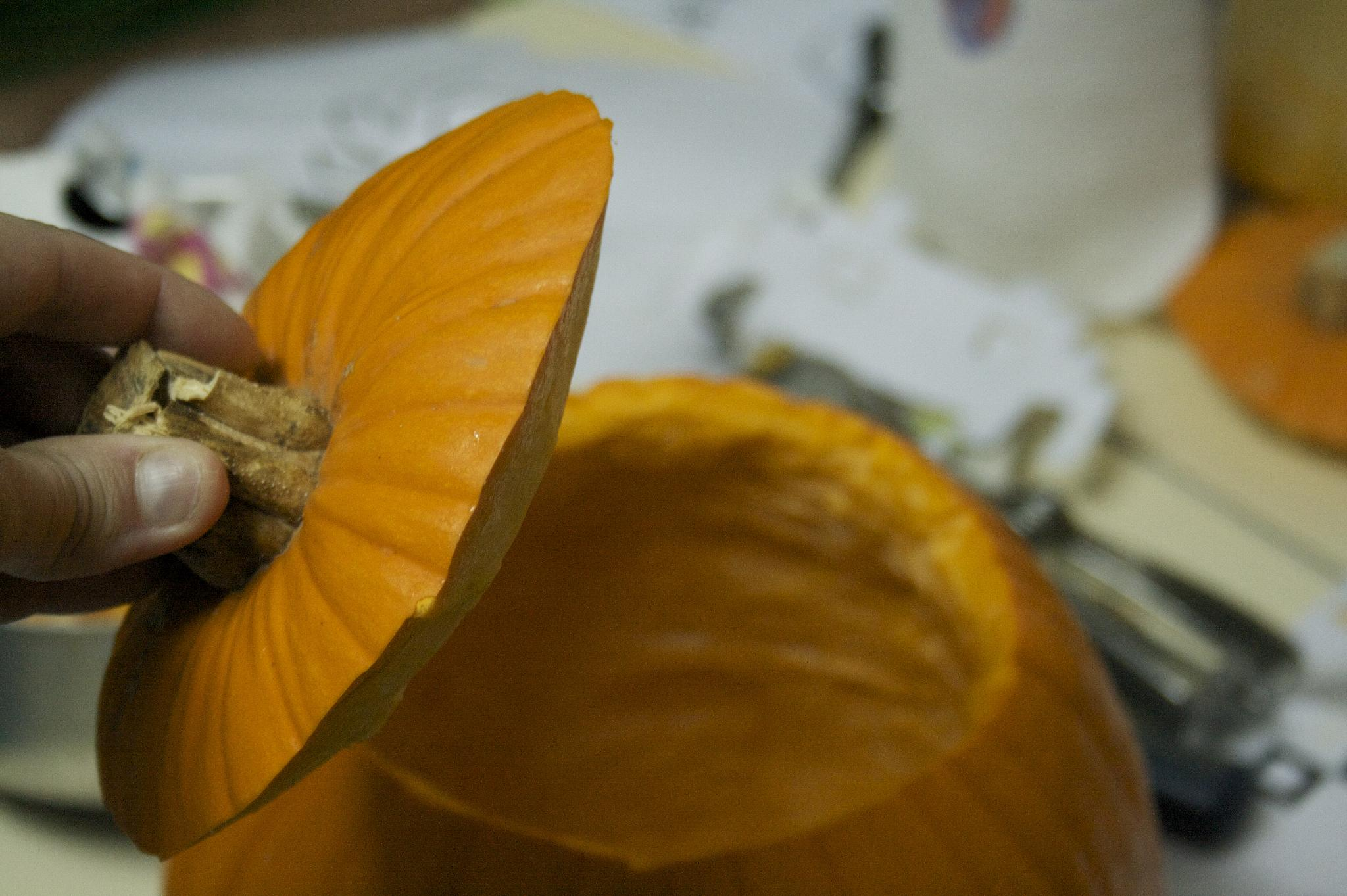
Se extrae el interior dejando la delgada capa de pulpa.
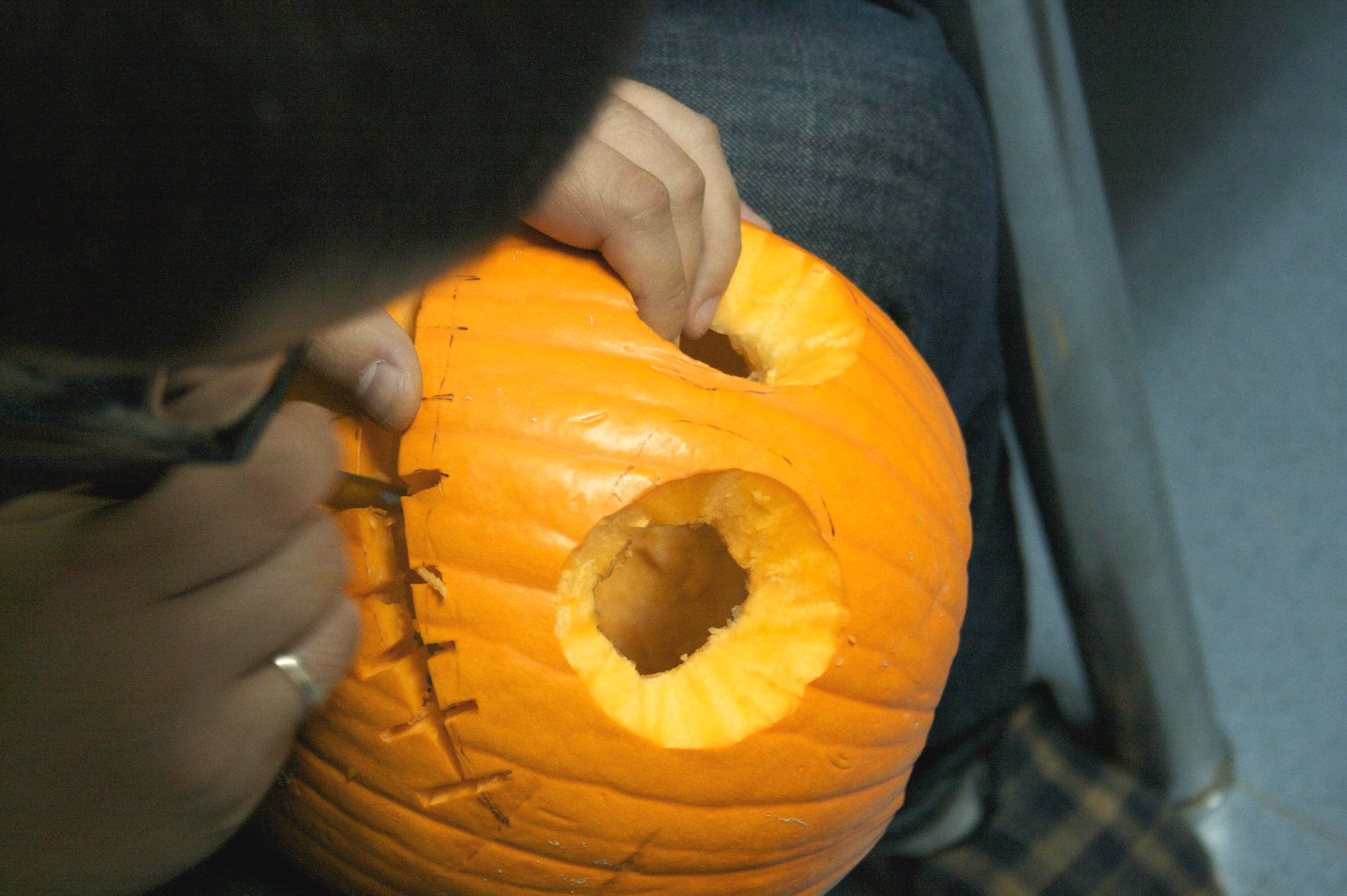
Se esculpe.
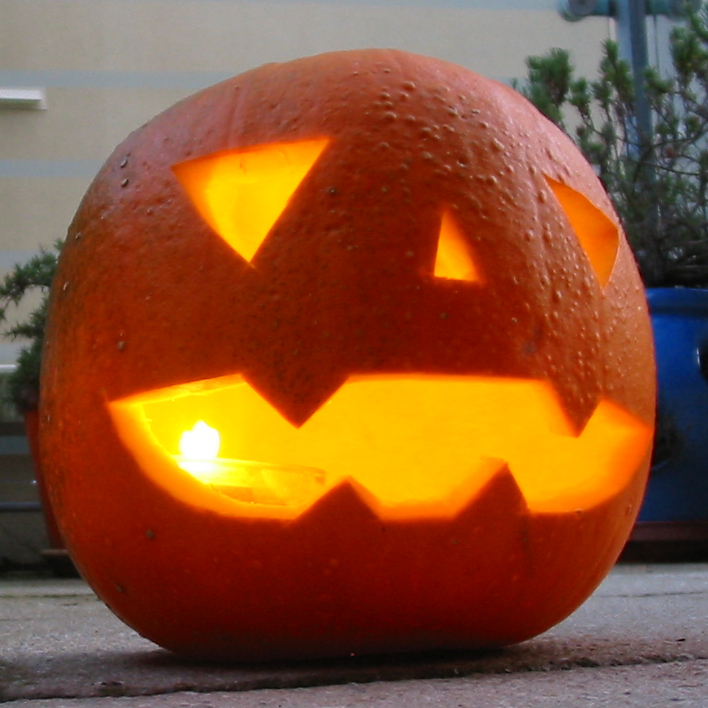
Se pone una vela o más modernamente una lucecita en su interior y se cierra la tapita. Variedad con verruguitas.
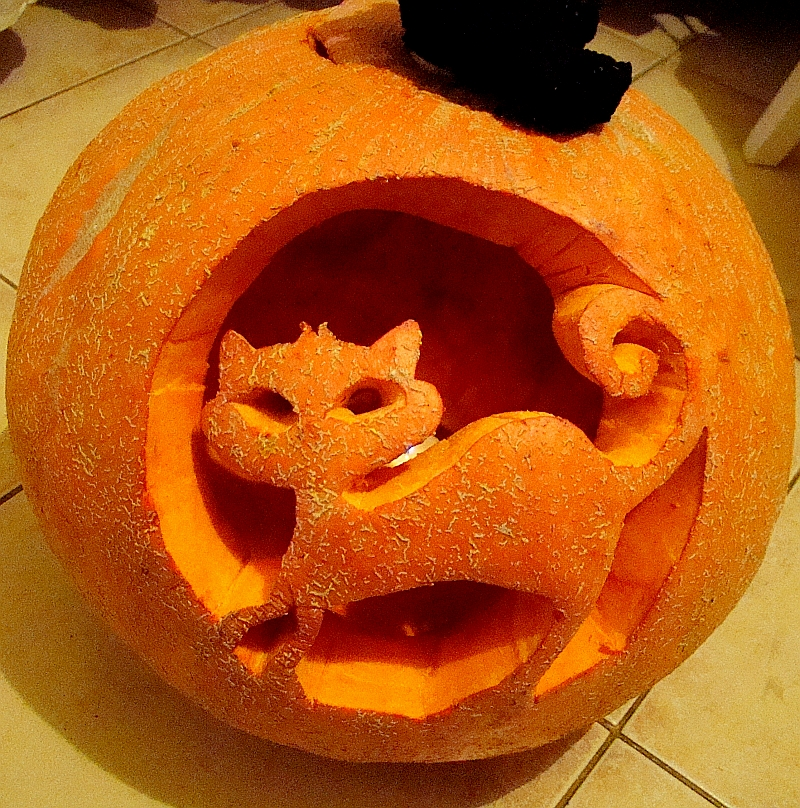
Variedad con delgadas escrituras corchosas.

Zapallo Kuri. Otro cultivar de tipo Hubbard que también pueden llamar "zapallo colorado", es llamado en Argentina "Red Kuri", "zapallo kuki", o el nombre original del cultivar, Cucurbita maxima 'Uchiki Kuri' (o todo junto, Uchikikuri). En el resto del mundo, "Potimarron" (francés), "Red Hokkaido" o "Hokkaido" (inglés, alemán). Su nombre kuri es "castaña" en japonés en referencia a su muy característico sabor reminiscente a la castaña. En Argentina se siembra para exportación, de semillas importadas.
El sabor es muy especial y el aroma único, "muy diferentes del anco por ejemplo". Su pulpa es, de dulce, "sólo lo necesario", de textura seca, mezcla de zapallo con papa.  Se puede almacenar por un largo período (hasta 12 meses). Hibrida conː las demás variedades de Cucurbita maxima que pudieran encontrarse en varios kilómetros a la redonda; de ellas la población silvestre en Argentina puede encontrarse con el nombre de subespecie Cucurbita maxima subsp. andreana o como la especie Cucurbita andreana.

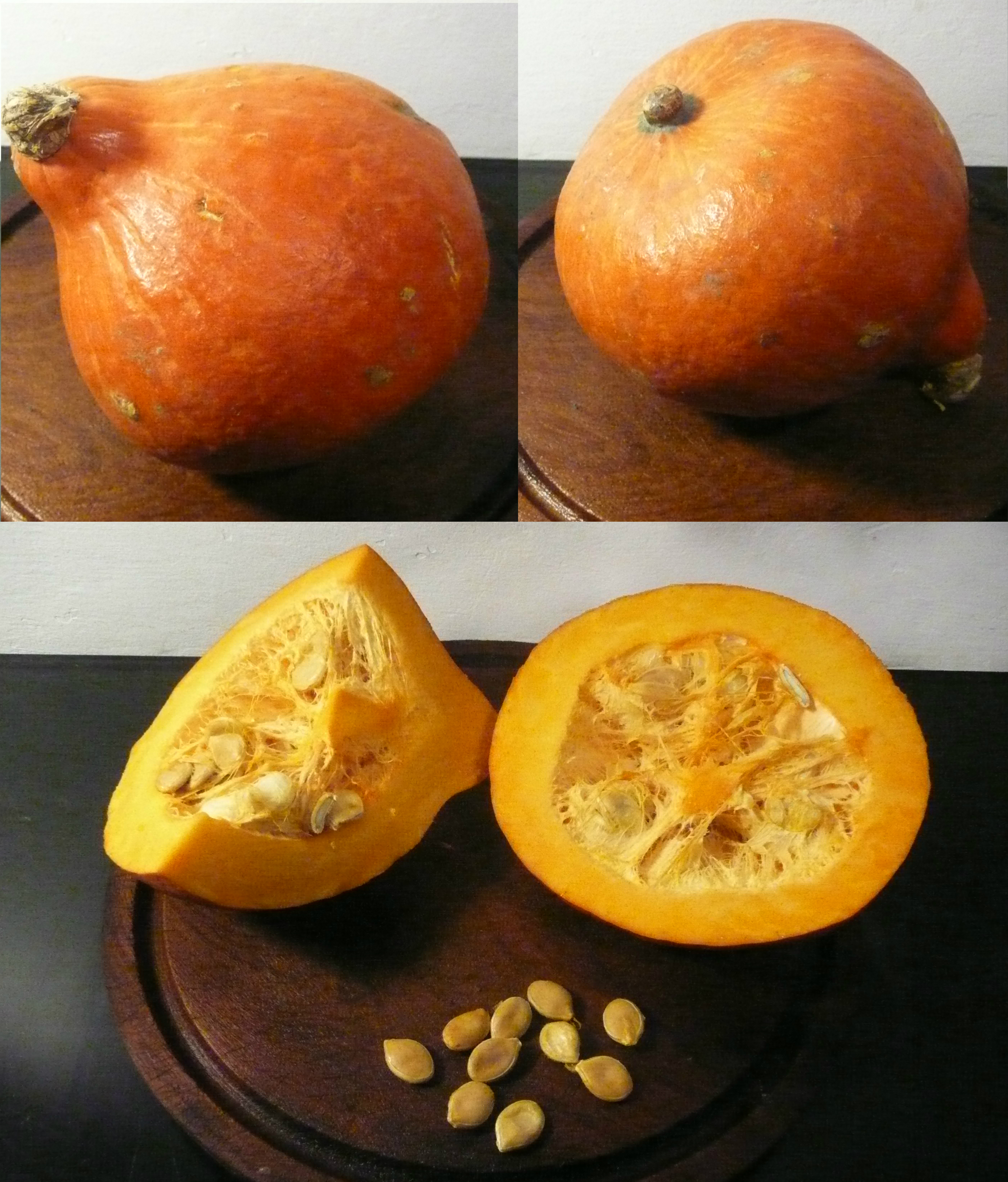
2015. Adquirido en un mercado cerca de Trenque Lauquen. El vendedor no conocía su nombre.
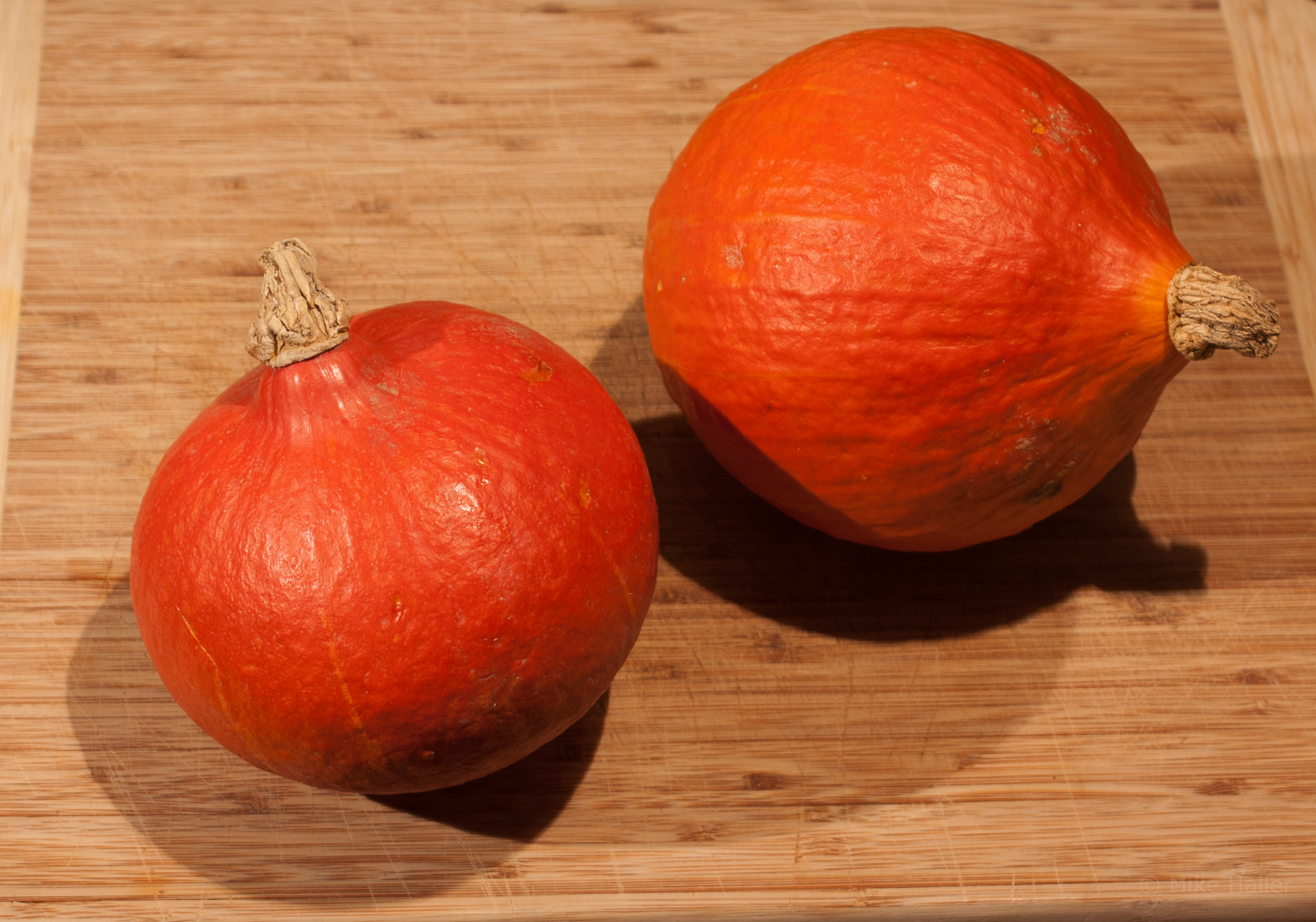
Forma comercial en Alemania y Francia.

Al principio de su desarrollo, su color es amarilloː

Desarrollo de Red Kuri
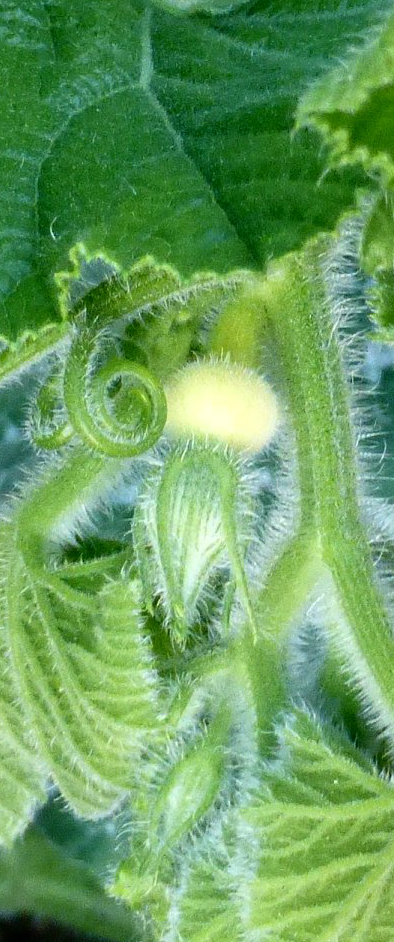
Pimpollo femenino.
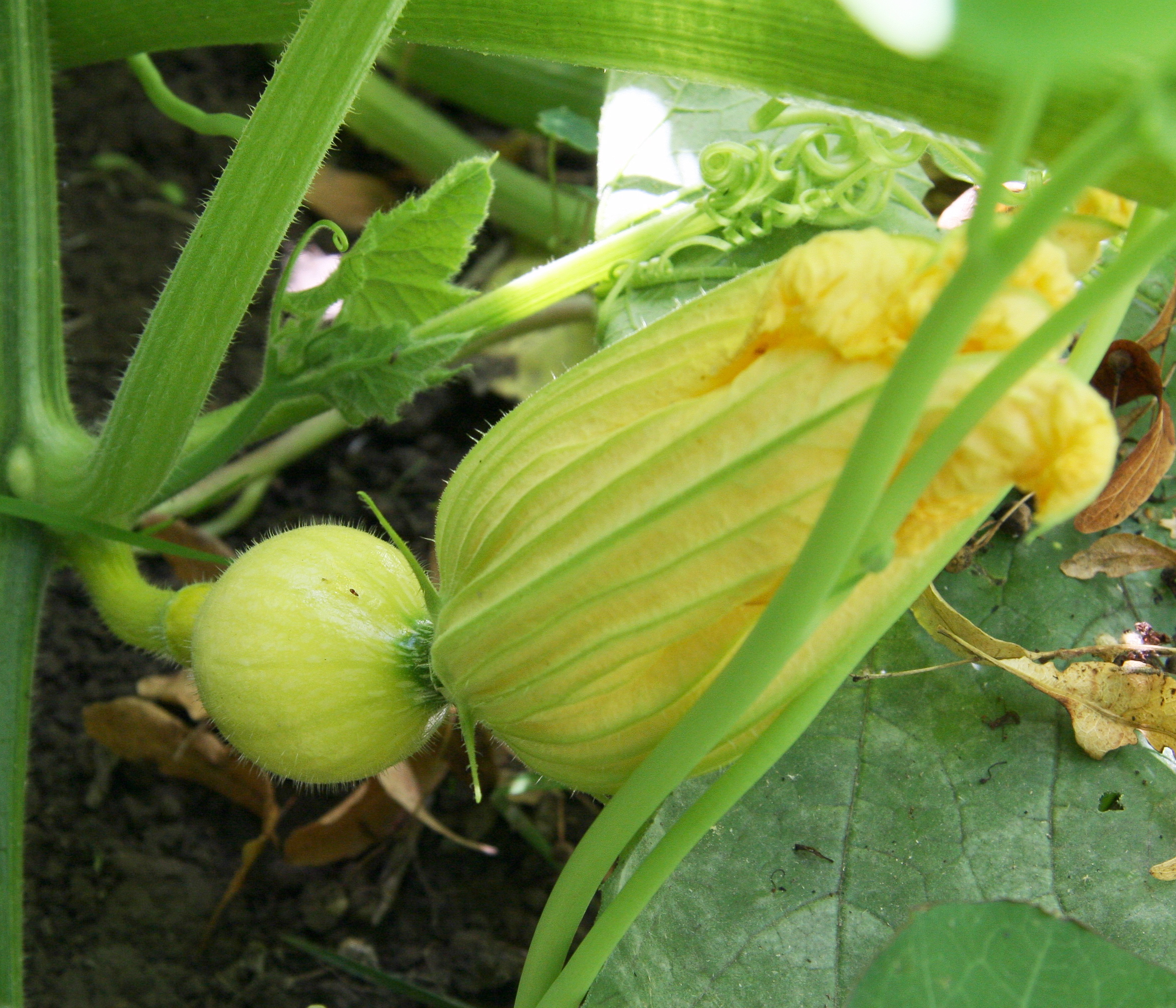
Flor femenina.
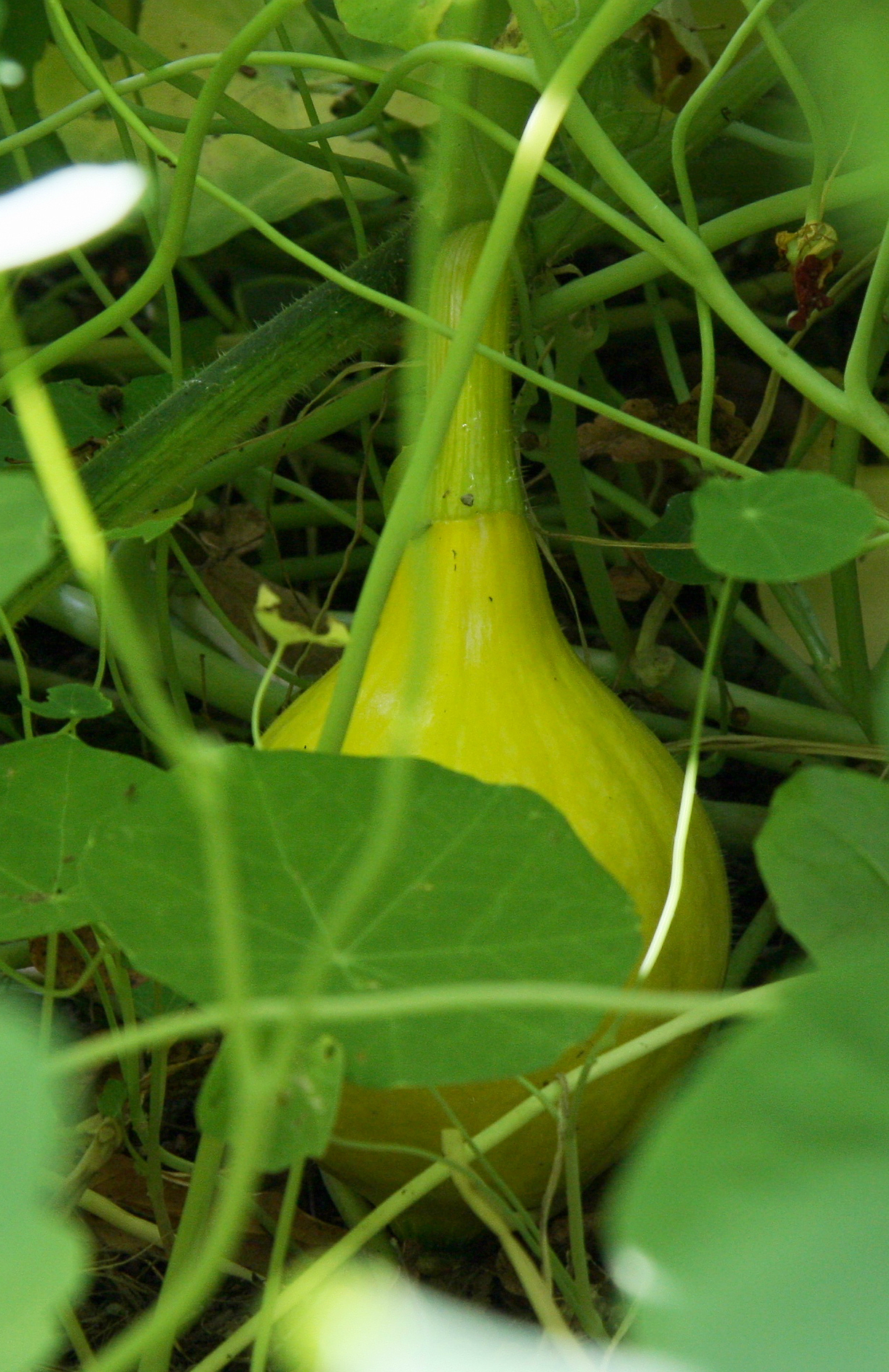
Fruto en formación.
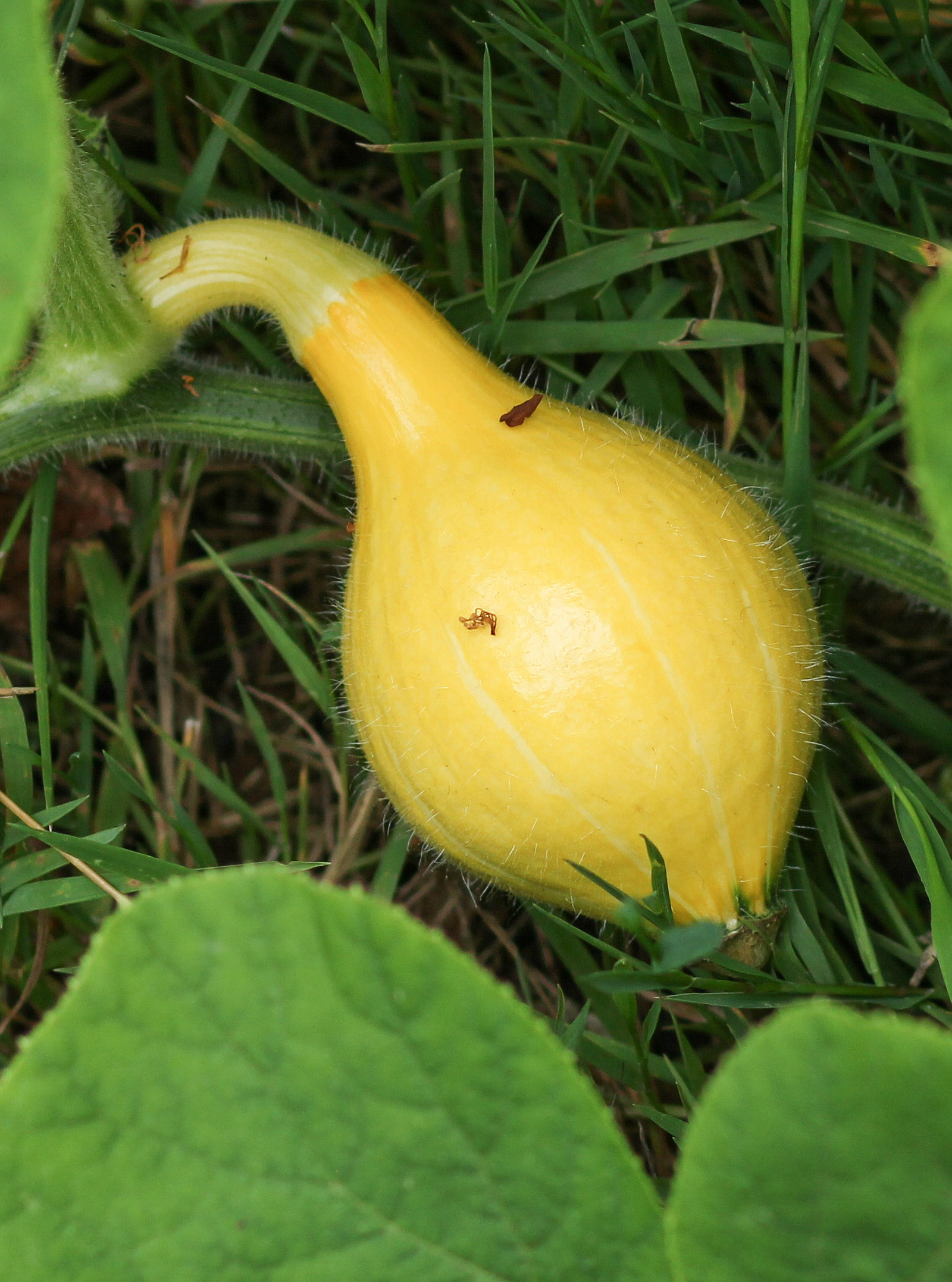
Fruto en formación.
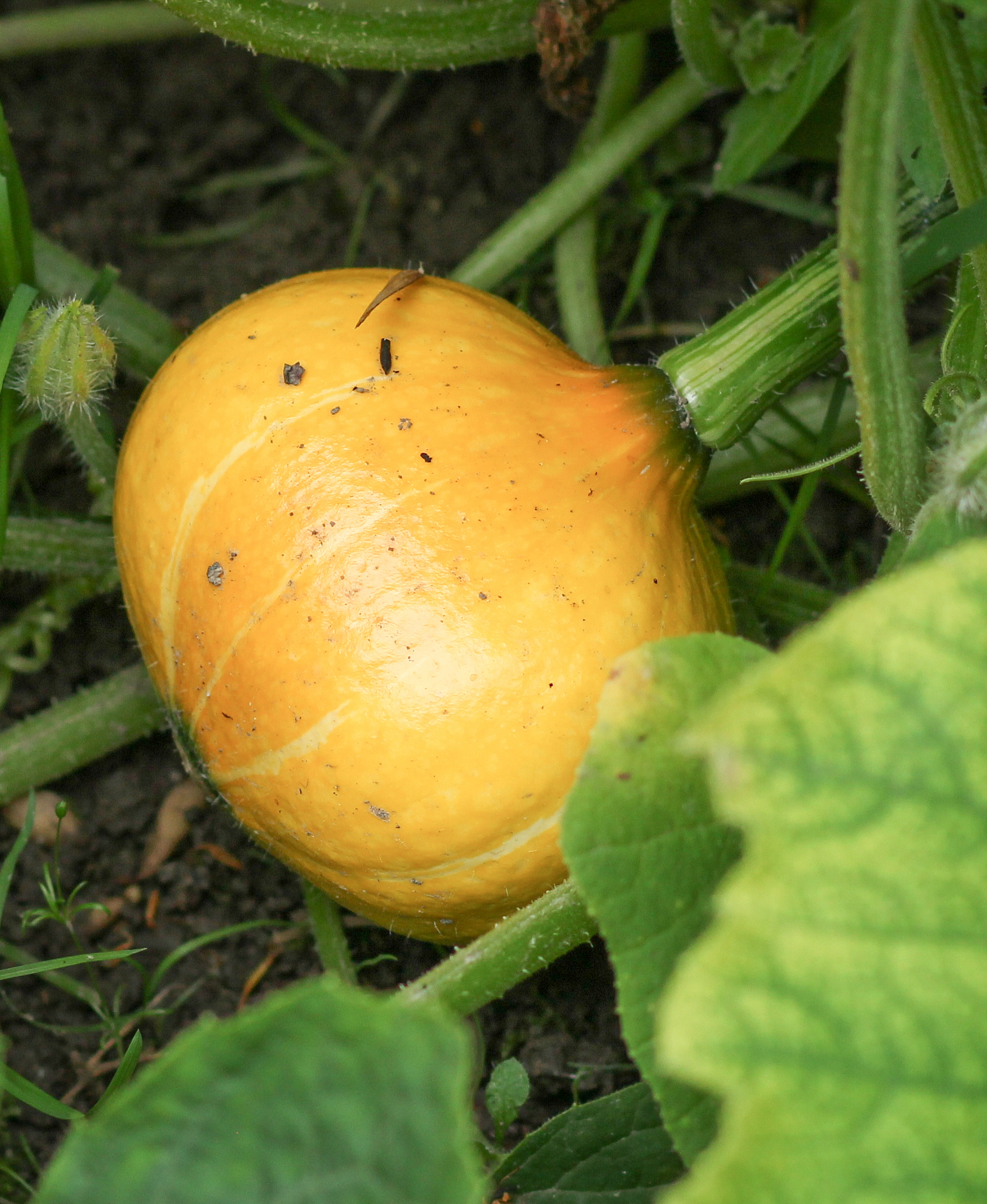
Fruto en formación, pedúnculo inmaduro.
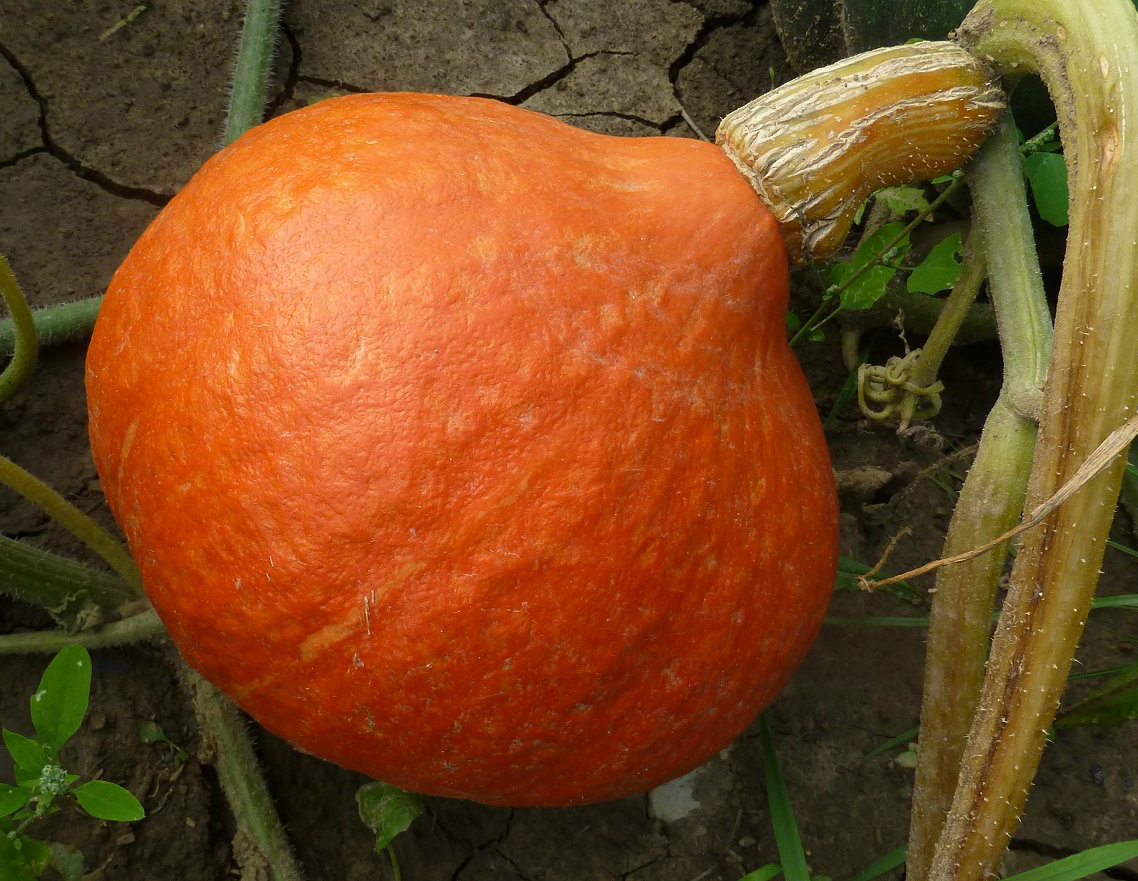
Pedúnculo comenzando a madurar.

Zapallos para industria del deshidratado. Una pequeña parte de la producción nacional (1,5%) es destinada a la industria del deshidratado, que se realiza en Argentina o el exterior (Della Gaspera ed., 2013). La industria del deshidratado puede utilizar los cultivos de Anco y parte de su descarte de frutos deformados, además, dos cultivares fueron desarrollados especialmente para ese fin, "de altos contenidos de sólidos totales, excelente color de pulpa y mayores rendimientos en el campo que otros cultivares comerciales que fueron creados para el consumo de sus frutos", Zapuco INTA y Aconcagua (Della Gaspera ed., 2013). El deshidratado para papillas de bebés puede exigir "poseer bajo contenido de nitratos y nitritos" y utilizar por ello cultivares de Cucurbita pepo tipo Zucchini de color exterior verde oscuro (¿Angola negro?). (Della Gaspera ed., 2013)  Cultivaresː
- Cucurbita maxima 'Zapuco INTA'[40] (registrado en 1998[123]), de tipo "Pink Banana" para industrializar. "Se destaca por poseer frutos con alto contenido de sólidos totales, color de pulpa amarillo naranja de excelente calidad para la industrialización. Su principal destino es el deshidratado para la elaboración de sopas, caldos y purés. Fue obtenida en el marco del Convenio de Vinculación Tecnológica INTA - UNILEVER a partir de poblaciones cultivadas por productores de la empresa, derivadas de la antigua variedad Pink Banana de origen extranjero. Los rendimientos medios en ensayos comparativos son de 29 toneladas por hectárea." (más información y fotos en la ficha,[123] foto en UNCU[40]).
- Cucurbita maxima x Cucurbita moschata 'Aconcagua INTA'[40][124] "para deshidratado"[40] (foto en UNCU[40]).

Zapallo Turco (p.47,) es la raza estadounidense precolombina "acorn", aquí en la Argentina se la conoce como el antiguo cultivar Cucurbita pepo 'Table Queen'}}. También venden semillas de Cucurbita pepo 'Carnival' que es "de tipo turco" de colores variados con atigrados, y un poco más pequeño, al anterior lo pueden llamar "tipo turco verde" para diferenciarlo. No confundir con el "Turbante Turco" que es Cucurbita maxima 'Turk's Turban', de "tipo Turbante".

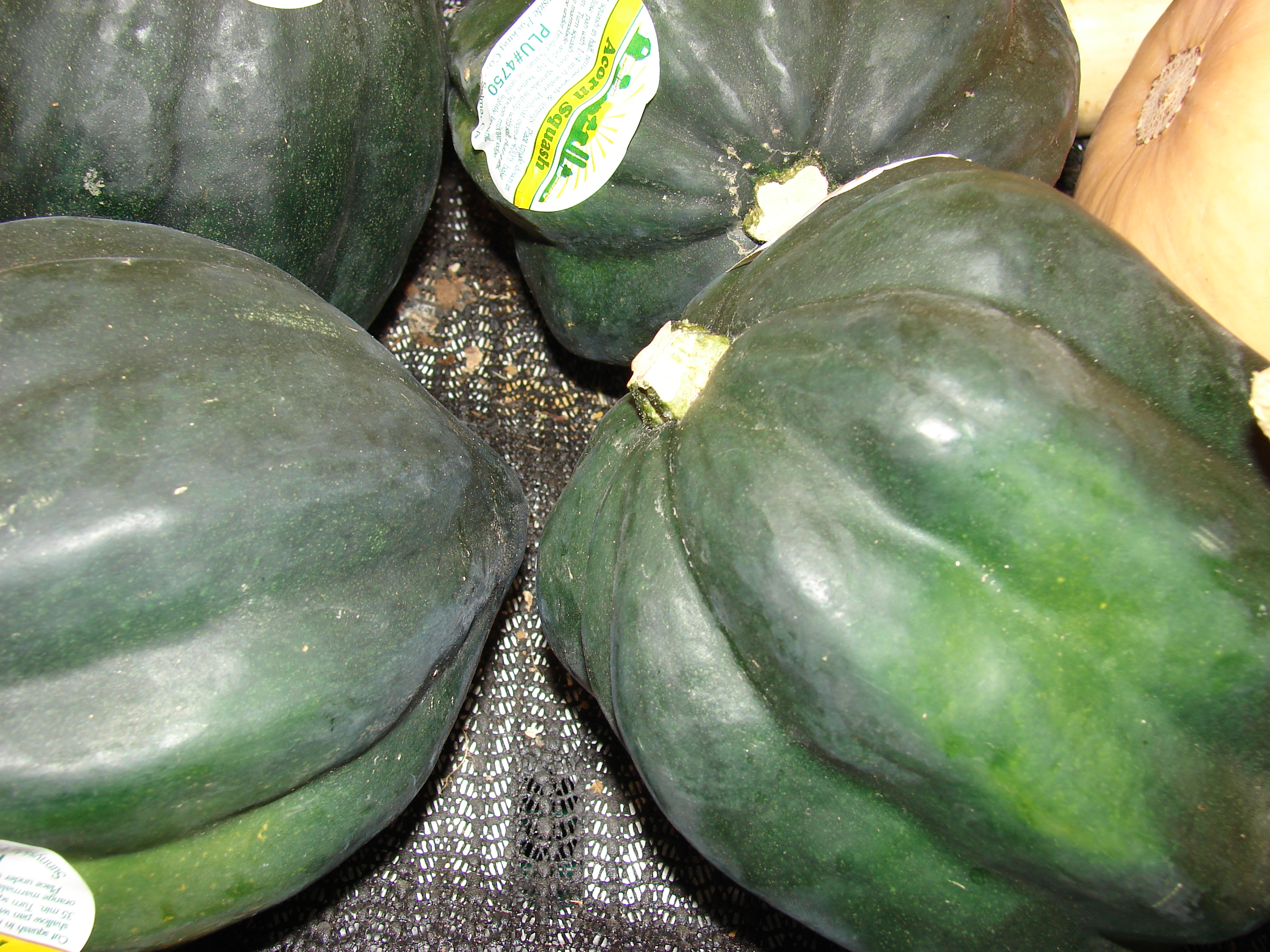
Zapallo turco (o zapallo turco verde), el nombre de la variedad es Cucurbita pepo 'Table Queen'
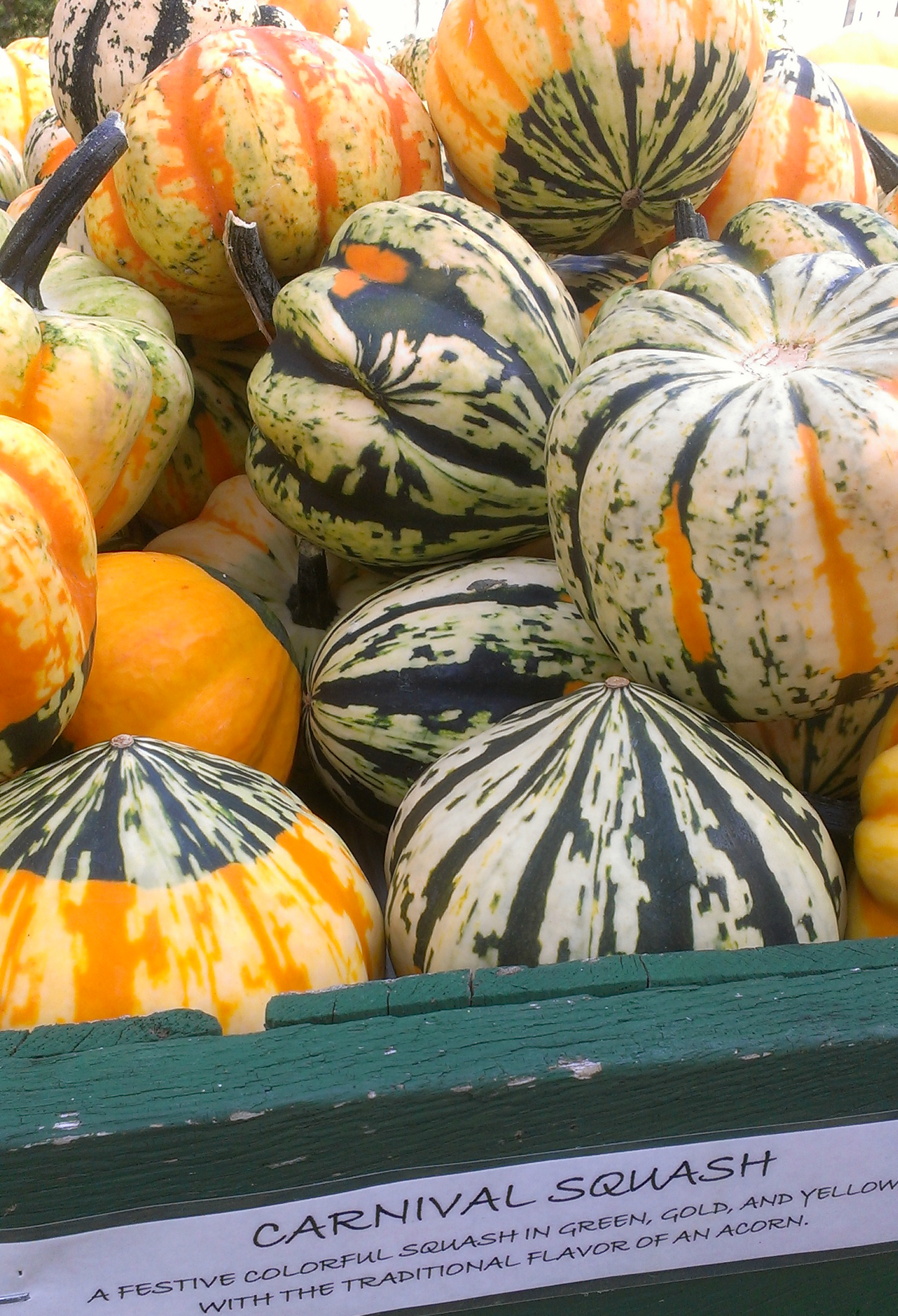
Cucurbita pepo 'Carnival', un zapallo "de tipo turco".

Cucurbita pepo grupo Escalopado (Cucurbita pepo Scallop Group, a veces traducido como Vieira) puede conseguirse en las semillerías como "zapallito ovni", o "de tipo plato volador". No son los únicos con esa morfología, también tienen forma de "ovni" o escalopada aunque pequeñitas algunas calabacitas ornamentales de la misma especie, de cáscara muy dura y no comestibles, a las que se suele dar otros nombres.

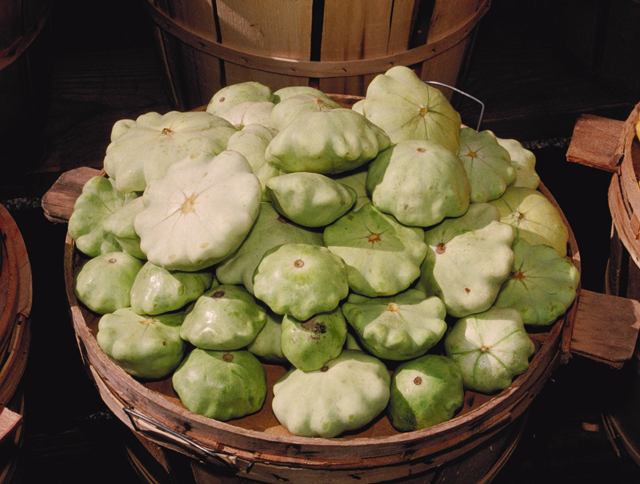
Cucurbita pepo zapallito tipo "plato volador"[47] o tipo "ovni".[47] Pattypan (inglés), petit pan (francés), pattison (francés). En la clasificación hortícola, Cucurbita pepo Grupo Escalopado (a veces traducido como grupo Vieira, Scallop group).

Semillas importadas de otros zapallos que conservan sus nombres originales (como Musquée de Provence, Lunga di Napoli, Violina) se encuentran en la tabla general en Calabaza.

## Calabazas mate y porongo
La especie Lagenaria siceraria era la única que conocían en España con el nombre de "calabaza" (nombre que extendieron a otras especies al conocer América), y en Argentina sigue siendo la especie preferentemente referida con ese nombre, cuando no se hace referencia a consumirla. Si bien hay variedades de Lagenaria siceraria que se consumen inmaduras como un sustituto del zapallito, en Argentina solo se conoce el uso práctico de su cáscara madura y leñosa, siendo el más difundido en la actualidad el de recipiente para tomar mate. Las variedades locales de la misma, bien establecidas de forma precolombina, se conocían con diversos nombres indígenas de los que algunos se adoptaron en castellano y de ellos se mantienen hasta la actualidad principalmente "mate" y "porongo". Mientras que el porongo; nombre preferido para los frutos más grandes, periformes y con capacidad de hasta unos 20 litos; se utiliza en el norte para vajilla, el mate en sus dos formas (poro -periforme- y galleta -achatado en los polos-) como ciertos cortes de porongo se utilizan, y hacen el recipiente preferido, para cebar mate, debido al sabor que ofrece a la cebadura un mate "curado" en recipiente de esa especie.
Millán (1946) menciona en relación con Argentina y Uruguay. "Para la fabricación de mates destinados a la preparación de la infusión de la yerba (Ilex paraguariensis) se usan principalmente frutos ovales o periformes con la boca en la región proximal y los mates galleta, con la boca en la región ventral. Estas y otras formas han sido ilustradas por Villanueva (1938) y Saubidet (1943). En la edad de oro del arte de cebar -hoy en el olvido- la técnica perfecta prescribía que el mate dulce debía cebarse en los frutos ovales o periformes y el amargo en el mate galleta. Los que quieran saber la relación que tiene la forma del continente con el gusto del contenido que lean el libro de Villanueva" (Millán 1946).
Algunos otros nombres indígenas fueron recopilados por Parodi y otros autores.
Descrita en la Enciclopedia Argentina de Agricultura y Jardinería.
Hibrida conː Solo otras variedades de la misma especie, Lagenaria siceraria.

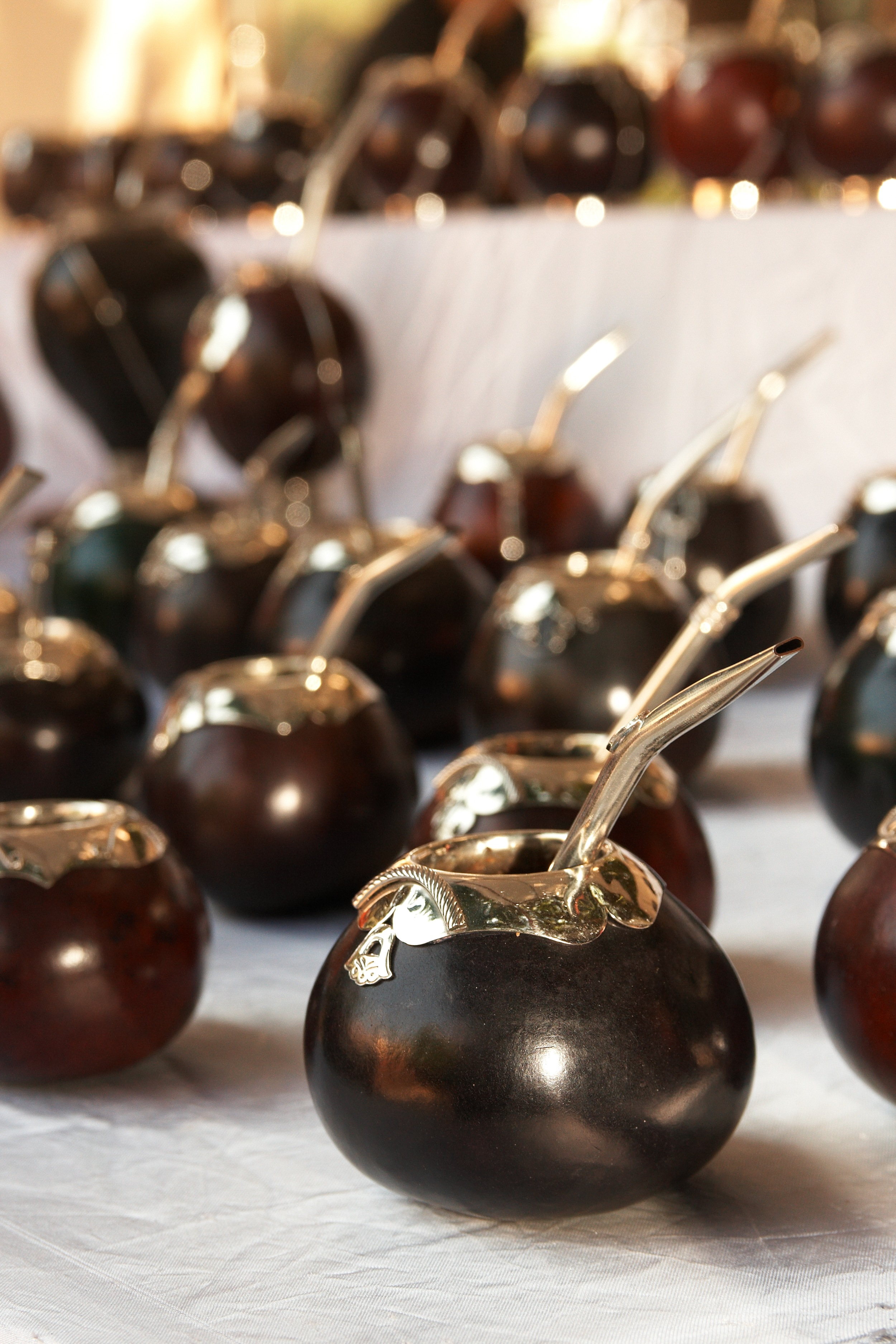
Recipientes con la boca en la región proximal, periformes achatados ([cita 82]).
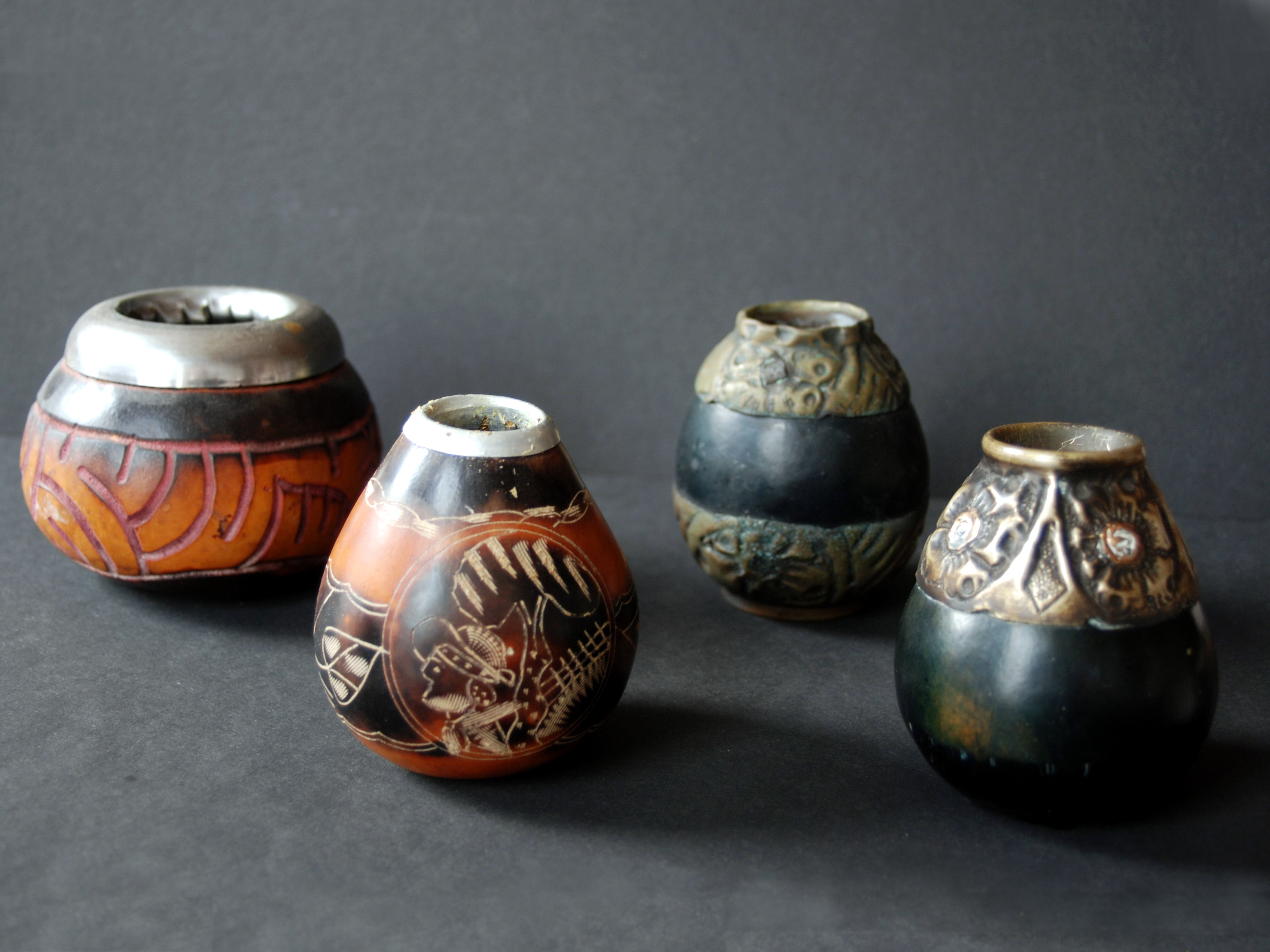
Recipientes con la boca en la región proximal, periformes, típicos de la variedad "mate paraguayo" ([cita 90] fig.p.43[128]), el de la izquierda si bien común en la variedad (mate panzón) no era el buscado porque en esa época la yerba era más fuerte (p.46[128]).
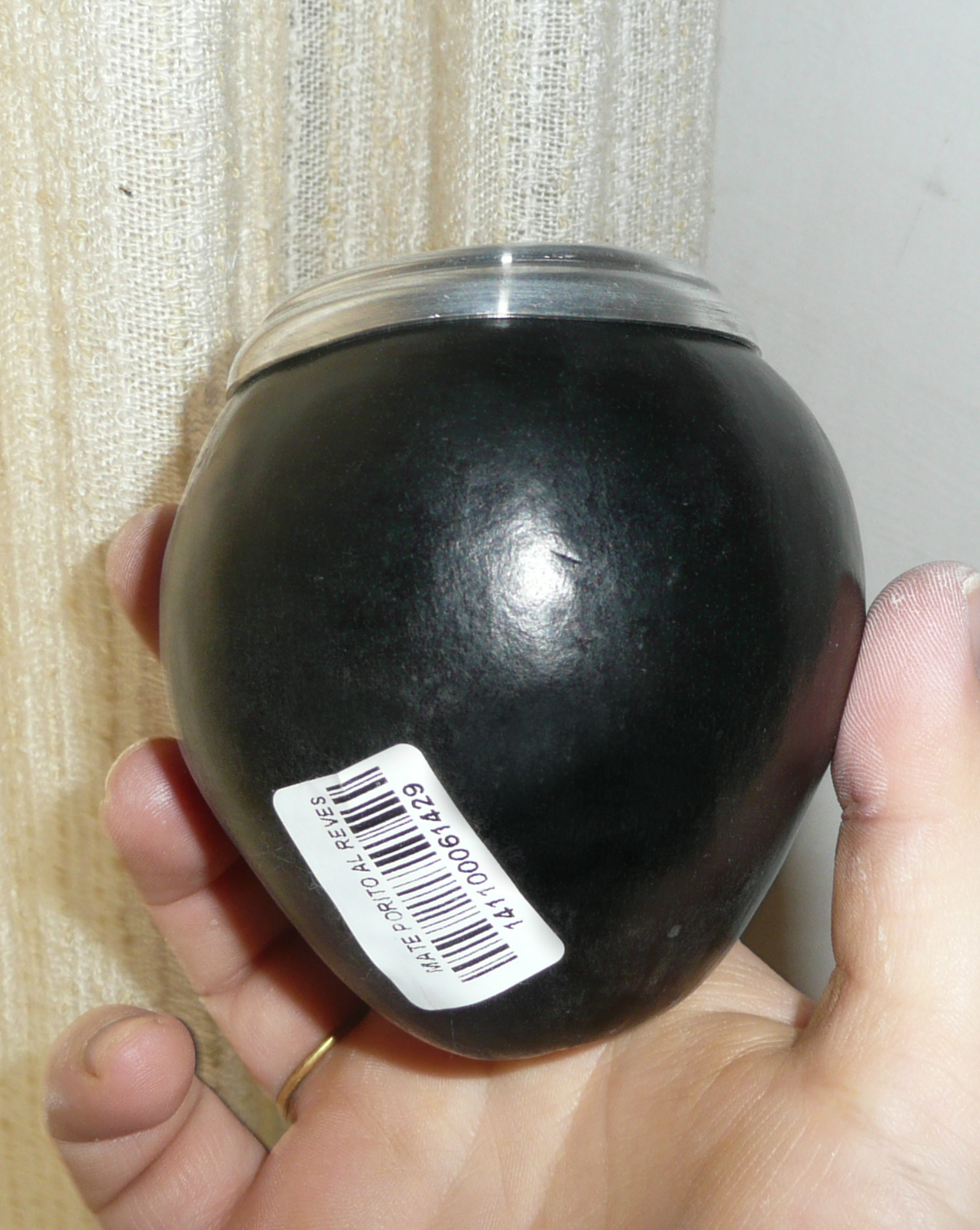
Boca en la región distal. En la etiqueta se lee "Mate porito al revés".
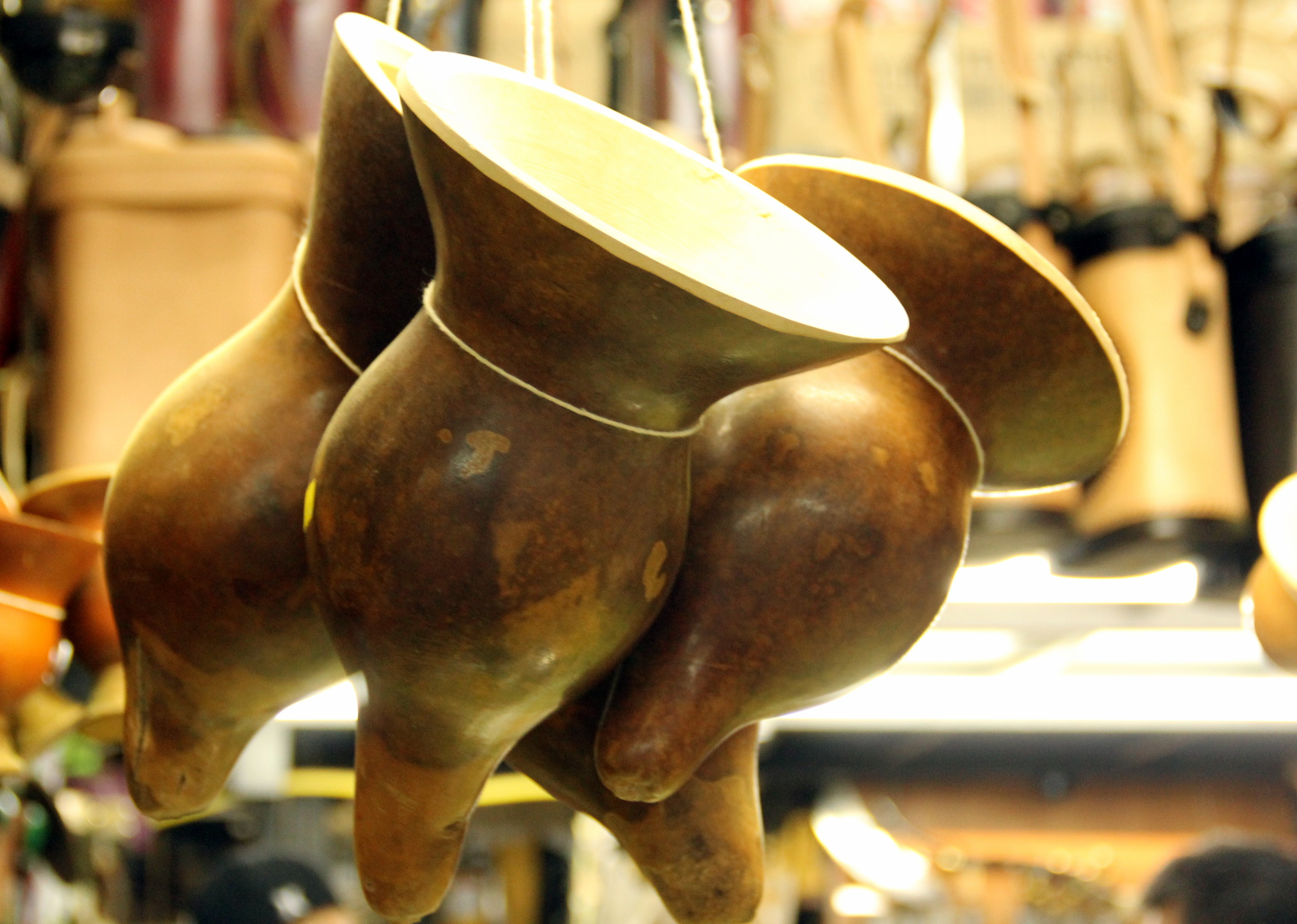
Recipientes con la boca hacia la región distal. Fruto grande y periforme ("porongo"[cita 84]), con estrangulación en la que comienza el pico o cuello, corte con boca volada (p.48[cita 91]). De gran tamaño, típico del sur de Brasil y conocido en Argentina en una época como la calabaza para cebar mate en los viajes,[cita 91] en el litoral argentino puede encontrarse una variante con el corte en el cuello, de boca cerrada, llamada "pico-porongo".[cita 91]
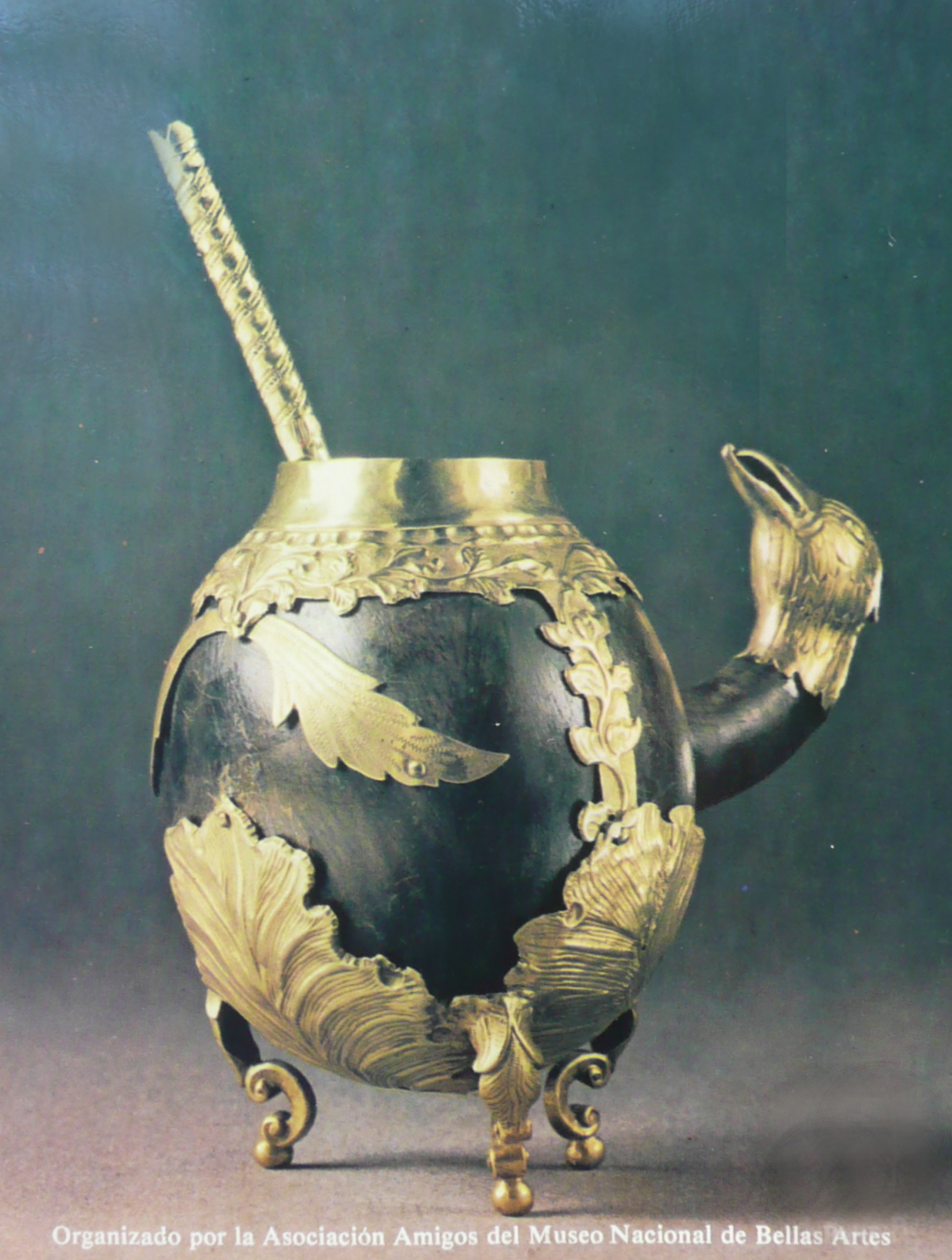
Galleta ancha con pico.
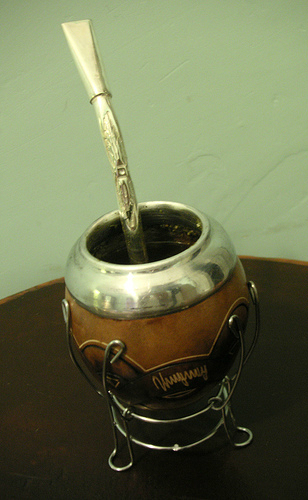
Soporte metálico desmontable (ver p.55[128]).

"La zona más apropiada de nuestro territorio para el cultivo del mate es la situada arriba del paralelo 28 y puede decirse que le es más propicia a medida que se acerca al trópico, pues la planta se desarrolla mejor y el epicarpio de su fruto adquiere consistencia leñosa más fuerte, a medida que el clima es más cálido. Es en nuestra zona subtropical, en consecuencia, donde se cosechan los mates de corteza más sólida y durable". (p.37) Inmaduro es verde y pesado, al madurar es "liviano y al moverlo cerca de la oreja, se sienten las semillas bailando dentro" (p. 38), maduro se ve de un color blanco-grisáceo, que es provisto por "una fina cutícula" (p.33), "especie de pelusa barcina" (p.38), que se quita humedeciendo el fruto y frotándolo hasta dejar al descubierto la corteza debajo de ella, de "hermoso color maíz tostado" (p.33). Los mates que tienen manchas, "según me contaron, ya no sirven: cuando maduran las paredes que tienen esas manchas son de poquísima resistencia" (p. 38). Para elegirlos se golpean unos con otros y "si alguno cruje, se separa porque no sirve" (p. 38). (Villanueva 1960, Juan Antonio Vírgala en comentarios de p.38)

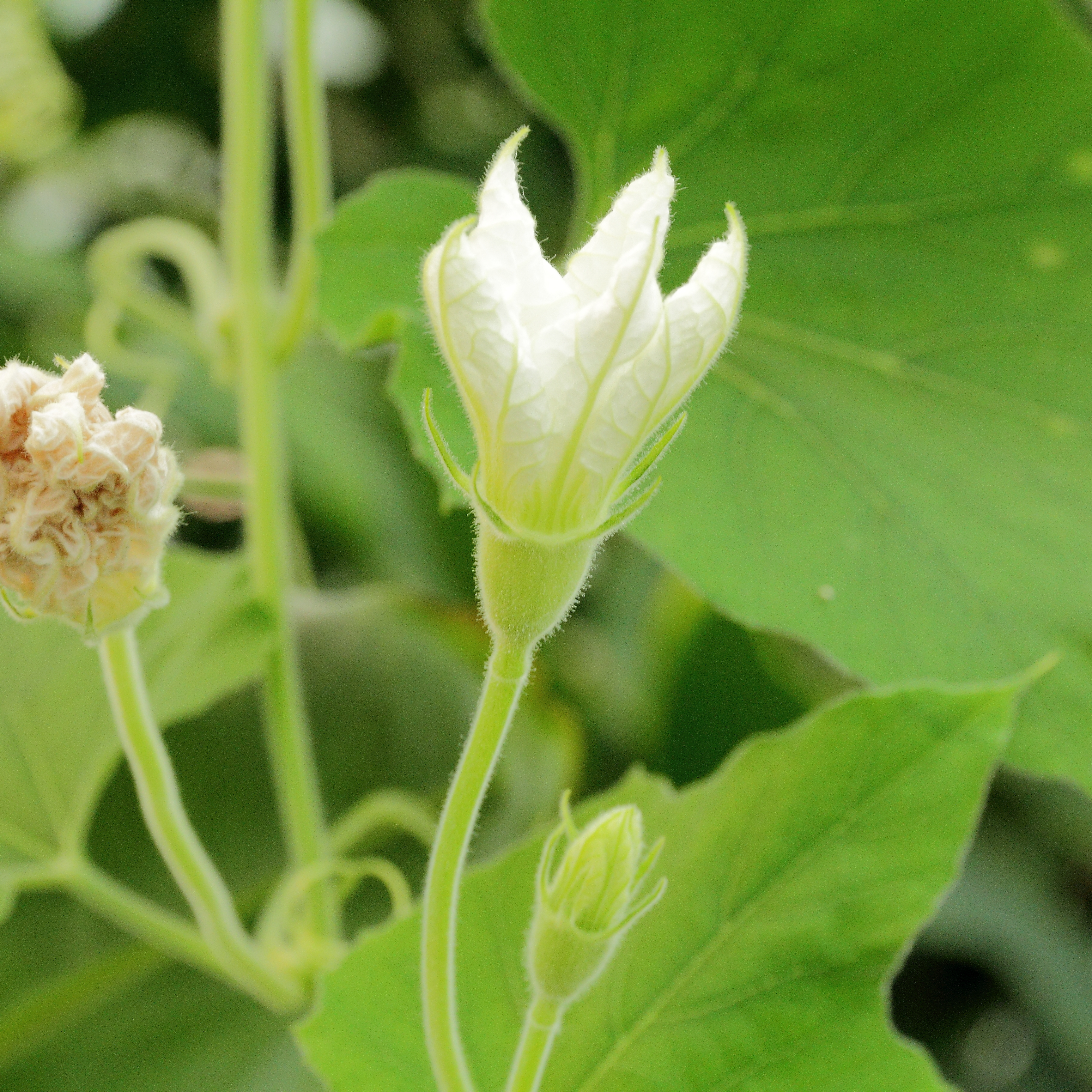
Flor masculina durante su apertura al final de la tarde. Las plantas son una típica enredadera cucurbitácea con flores grandes similares a las del zapallo (Cucurbita) que se diferencian fácilmente de éste por su color blanco. Duran una sola noche.
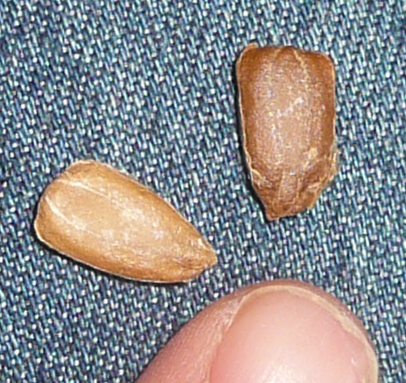
Semillas extraídas de un recipiente para tomar mate que estaba en venta en un mercado. Eran viables.

## Cayote o alcayota
Cucurbita ficifolia, a pesar de pertenecer al género no es un zapallo: la pulpa es diferente, en hebras y solo apta para hacer dulces con agregados de azúcar o miel, además la planta es perenne (si bien sin raíces reservantes, y dura pocos años), aunque también se la puede cultivar como si fuera anual. Conocida en los Andes donde se la cultiva a grandes alturas (1000-3000 m) donde el clima es menos favorable para zapallos, a bajas alturas se la puede encontrar como pie de injerto de melones, sandías y pepinos. En algunas regiones (no en Argentina) se la llama "calabaza" debido a la capacidad de conservación de su cáscara dura. En Argentina se la conoce como cayote (Noroeste) o alcayota (Cuyo).
Parodi (1934 citado por Parodi 1935) describe a la alcayota en Argentina, y luego sucintamente en Parodi (1966). Millán (1968
) agrega la descripción de una variedad de alcayota. También fue descripta por la Enciclopedia Argentina de Agricultura y Jardinería.
"La pulpa de la Alcayota es muy blanca, fibrosa, algo seca, casi maciza. Al estado fresco es desabrida (algo de pepino y sandía verde) y se deshace en la cocción. Por ambas razones se usa exclusivamente para hacer dulces. Después de la cocción la pulpa se disgrega en los filamentos largos, tiernos y carnosos que dan al dulce el nombre de "cabello de ángel". El arte de las dulceras de la tradición, consistía en no cortar los cabellos que deben quedar en todo su largor, por eso en el recetario que heredé se recomienda no cortar con cuchillo sino partirlos de un golpe, hervir los pedazos y quitarles la cáscara después de la cocción." (Millán 1968)
Hibrida conː solo consigo misma. No hibrida con otras Cucurbita.

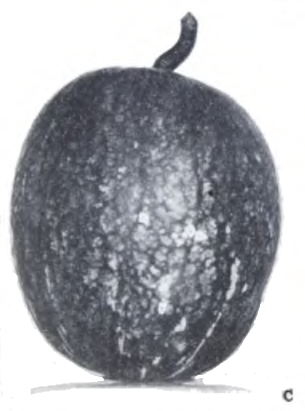
"Cayote" en Salta (Parodi 1935[6]).
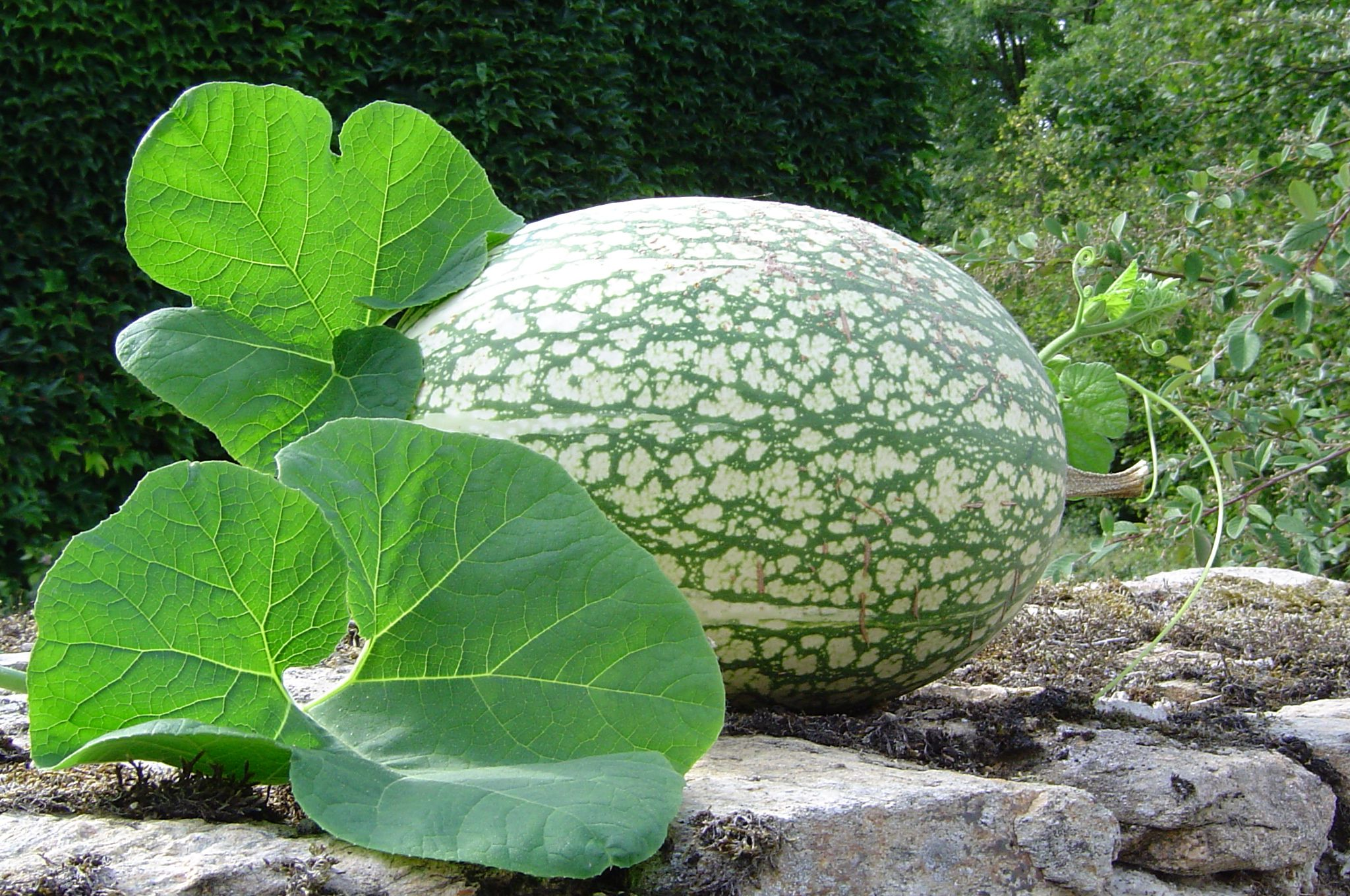
Fruto y hojas.
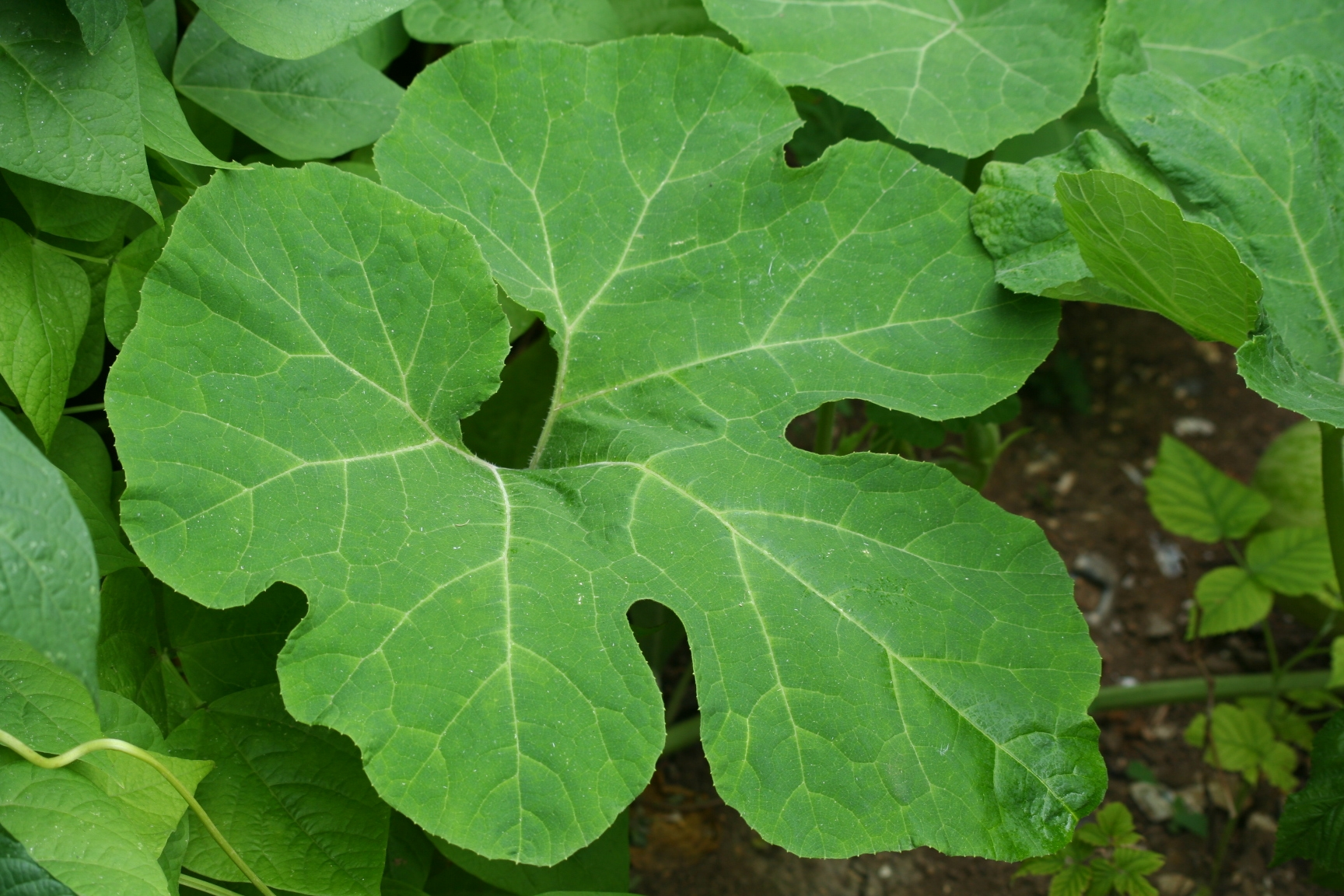
Las hojas lobadas cual hojas de higuera permiten diferenciar la planta con relativa facilidad de los zapallos.
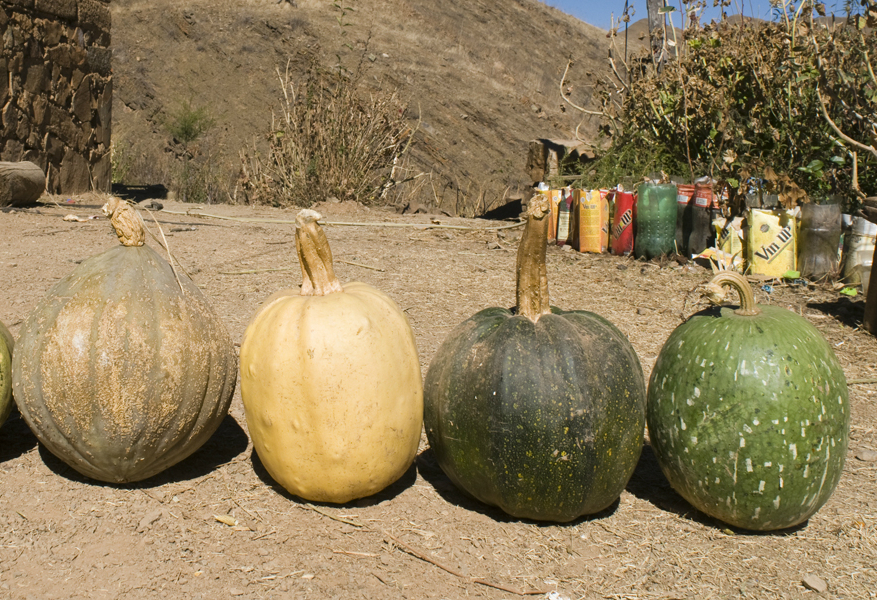
A la derecha un cayote, compárese con los zapallos del mismo tamaño a su izquierda, su pedúnculo es muy delgado.

## Curuguá o curuguay
Sicana odorifera. Curuguá o curuguay (nombre guaraní) cultivado desde la época precolombina en el noreste argentino, donde el verano es suficientemente cálido como para que maduren los frutos. La cáscara al madurar es muy dura y lo conserva varios meses. Se puede consumir como una fruta refrescante, también se puede utilizar en la fabricación de dulces, pero el uso por el que más se la aprecia es como aromatizante de armarios y casas. Es una típica enredadera cucurbitácea trepadora, esta especie es perenne y vigorosa, y también se la aprecia como planta ornamental.
Bajo el nombre de calabaza del Paraguay la describe Cobo ('1650), de la cual afirma: "...es muy dulce y aguanosa, cómese cruda como el melón y tiene razonable sabor, y toda ella un olor muy agudo y suave, por el cual es más estimada que por su gusto, y para gozar de su olor las suelen colgar en las casas". (p.143). Las referencias mencionan que su color puede ser rojizo, morado, amarillo tostado, negro (p.143-144).
Descripta en la Enciclopedia Argentina de Agricultura y Jardinería.
No se la llama calabaza en Argentina, en México fue exportada como "calabaza melona" o "calabaza melón". También puede ser llamada "calabaza de olor"( y p.144).
Hibrida conː solo consigo misma.

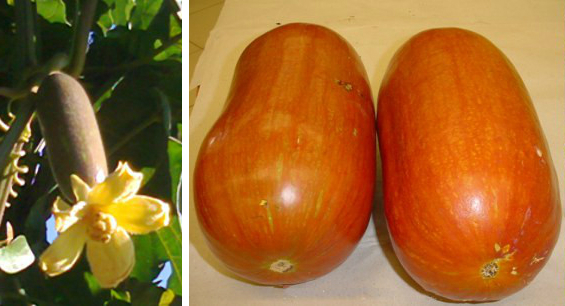
Típica enredadera cucurbitácea, se reconoce fácilmente en la parte inferior de la flor femenina el futuro fruto, que la diferencia de las demás cucurbitáceas en que es alargado y en la gama del morado-oscuro. A la derecha dos frutos (inmaduros?) listos para consumir como fruta de estación.
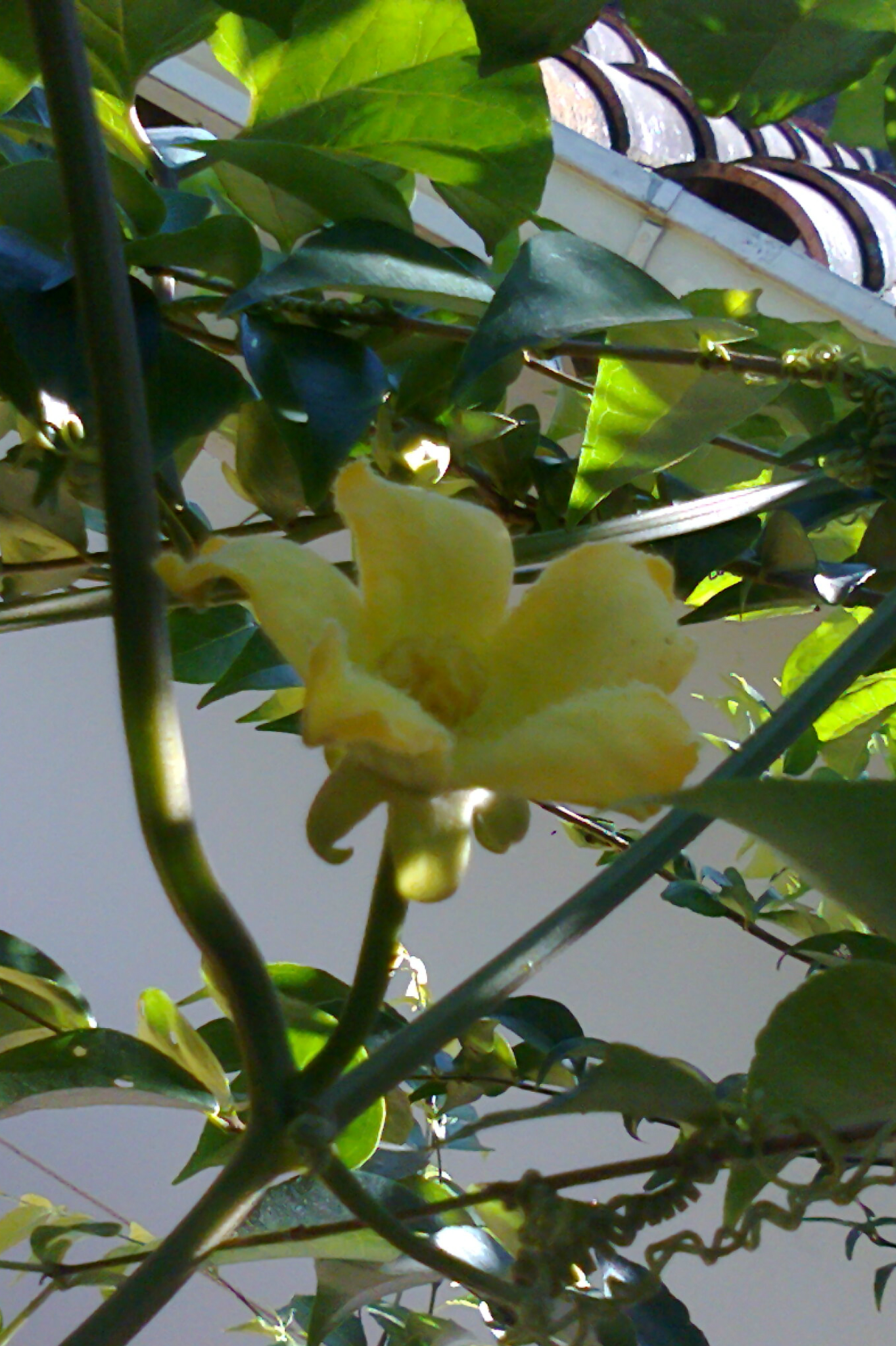
Flor masculina.
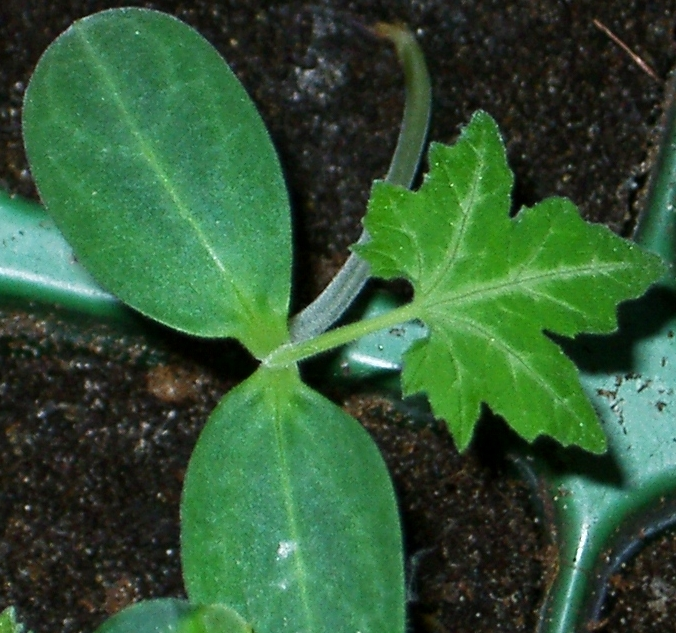
Plantín: primera hoja "verdadera" (normal, nomofilo) después de los cotiledones.

## Papa del aire
Sechium edule, la papa del aire o "chu-chu" ya estaba bien establecida en el Noroeste argentino hacia 1935 (Parodi 1935, si bien su cultivo precolombino era mesoamericano). También chuchu (Brasil), chayote (Centroamérica).
Si bien no es una calabaza ni permite conservación como los zapallos y calabazas comestibles, en algunas regiones se la puede conocer con ese nombre: "calabaza espinosa" en regiones náhuatl, "calabacita china" en Perú, en realidad es el "fruto de enredadera cucurbitácea consumido como hortaliza". La planta es una enredadera similar a zapallos y calabazas, salvo que es perenne (sus raíces reservantes también son comestibles), las partes verdes rebrotan todos los años, el fruto es de sabor más suave y consistencia más firme que el zapallito, con mayor contenido de calorías y carbohidratos y menor contenido de nutrientes como vitaminas, proteínas y fibras, como el nombre lo indica culinariamente es similar a la papa.
Descrita en la Enciclopedia Argentina de Agricultura y Jardinería
Hibrida conː solo consigo misma.

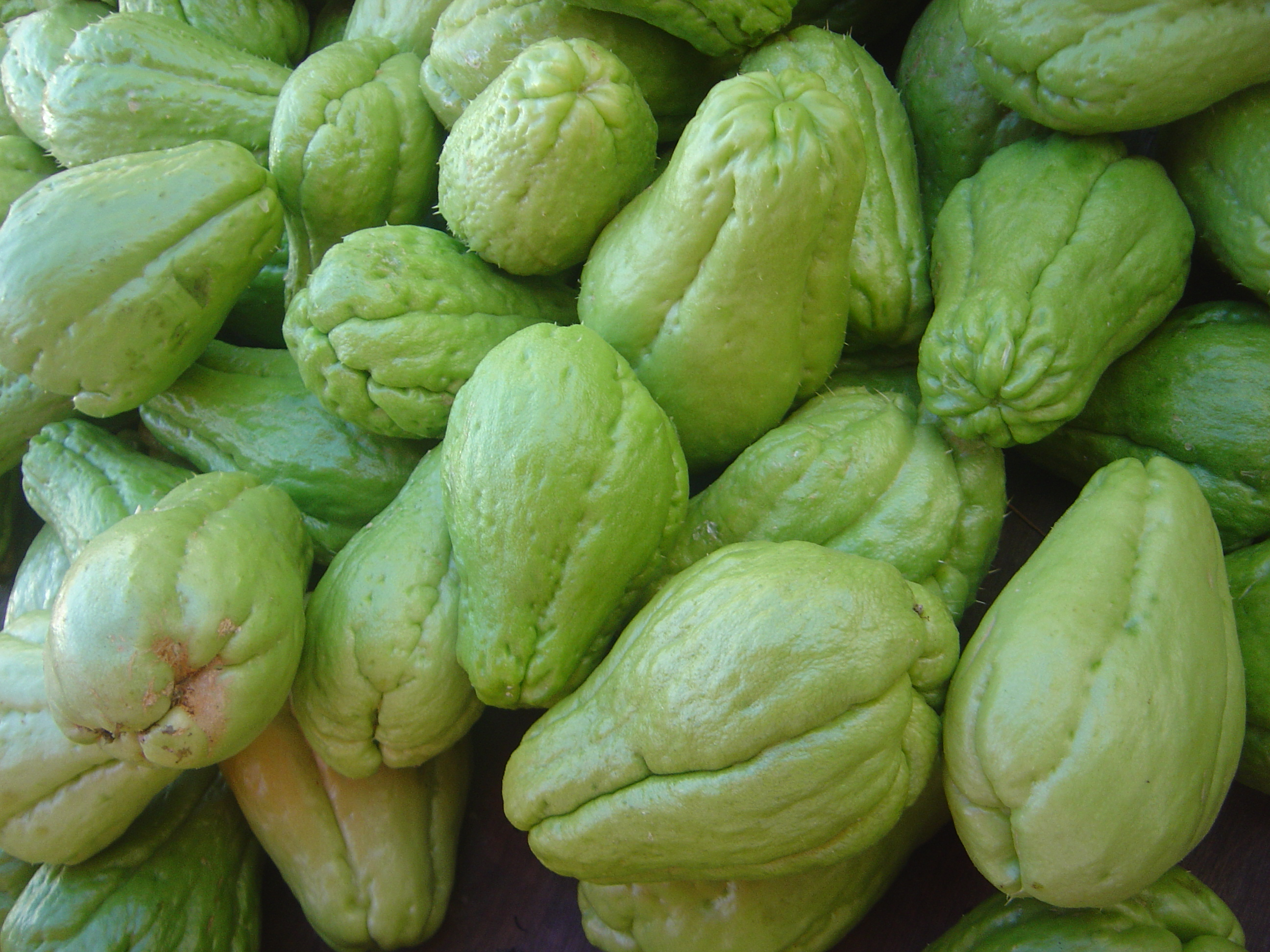
La papa del aire.
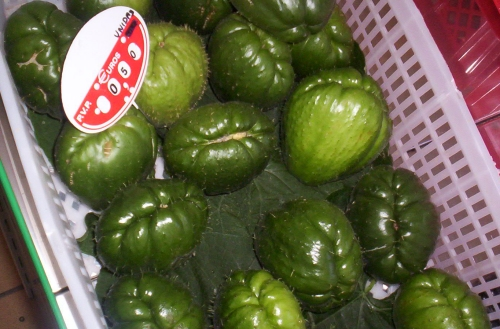
Variedad más oscura.
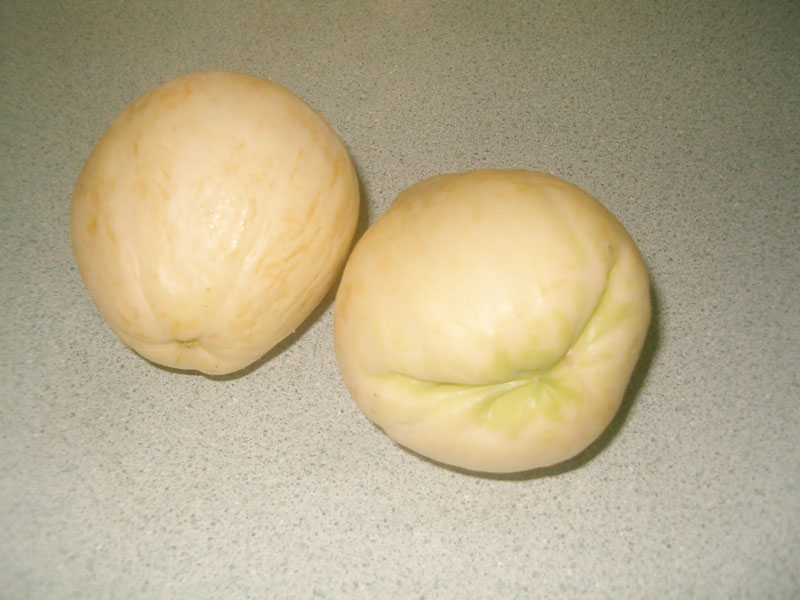
Variedad blanca ("perulero").
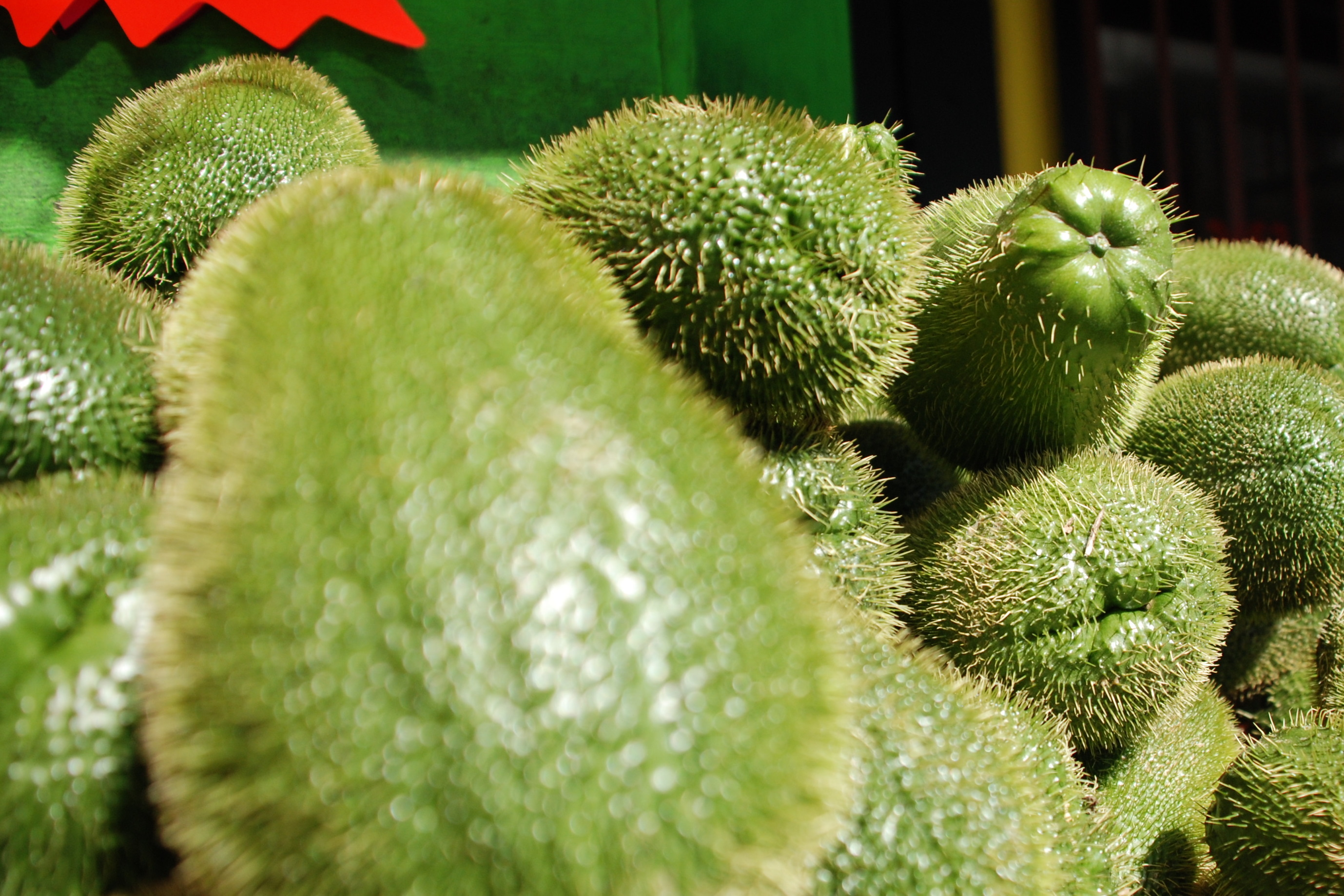
Variedad espinosa.
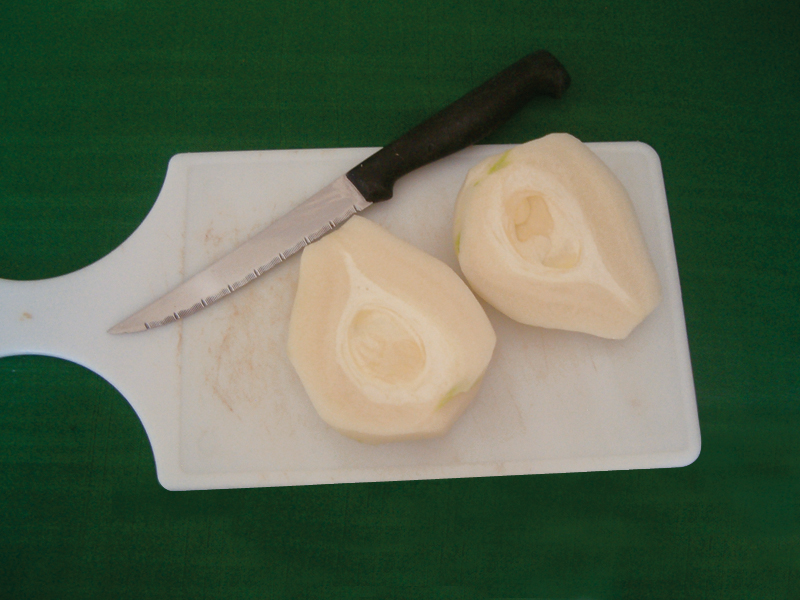
Corte transversal, con el hueco que dejó su única semilla.
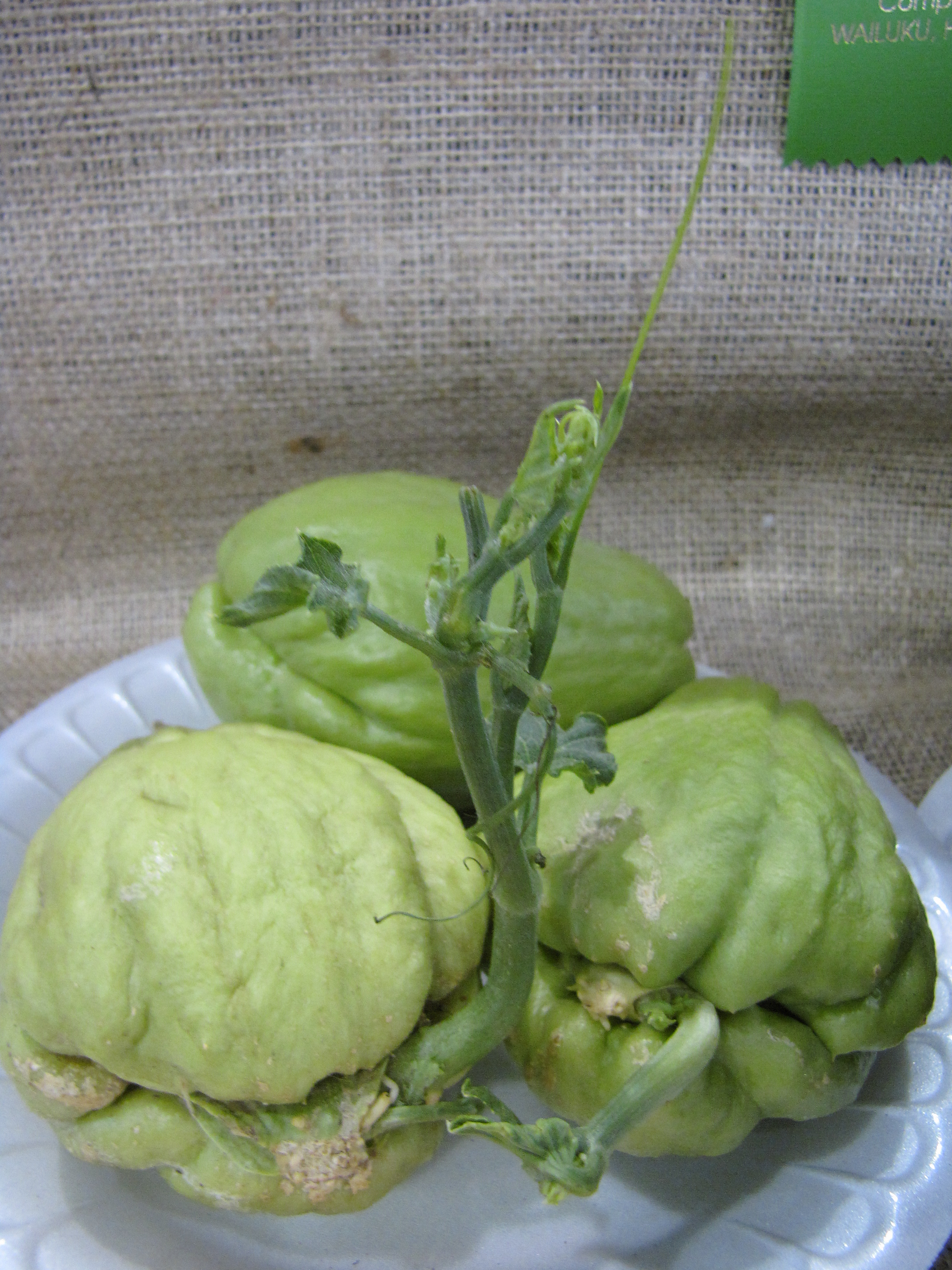
Su semilla germina cuando todavía está dentro del fruto y los brotes atraviesan la cáscara por la muesca en su parte distal.

## Zapallito amargo
ːArtículo principal en Cucurbita maxima subsp. andreana
La única variedad silvestre de "calabazas" (bayas de cáscara dura, en Argentina las no comestibles) en Argentina posee el nombre de subespecie Cucurbita maxima subsp. andreana o a veces como nombre de especie, Cucurbita andreana. "Cháncara" en San Luis y Córdoba, "zapallo chirigua". También "zapallito amargo" o "zapallo amargo", "zapallo de vizcachera" . "Vüre dapallu" (voz ranquel en La Pampa). Según Parodi también yeruá en Entre Ríos y Uruguay, según Villanueva, el guaraní yeruá o yerguá refiere a los frutos de Lagenaria siceraria grandes, sinónimo del quechua porongo.
Desde Perú hasta Argentina en el límite de heladas. Considerado maleza, principalmente porque hibrida con variedades de Cucurbita maxima cultivadas y puede polinizarlas por polinización abierta (por insectos transportadores de polen de forma no controlada), devolviendo el gen de sabor amargo y tóxico a ellas. Especialmente las poblaciones en estado silvestre que estén algo hibridadas con las cultivadas, pueden parecer comestibles particularmente en estado inmaduro como un zapallito pero si el sabor es amargo y el zapallito es tóxico, aunque el híbrido en los demás caracteres sea indiferenciable de un zapallito cultivado, en la taxonomía popular se lo considera perteneciente a la variedad silvestre debido a ese carácter.
El fruto maduro no híbrido es una "calabacita" y a veces es utilizado como calabacita ornamental. Como recipiente u otros usos, como las demás del género Cucurbita no tiene la calidad de Lagenaria: en comparación, su cáscara es delgada y frágil, y se descompone más rápidamente que la última.
Hibrida conː todas las variedades de Cucurbita maxima que pudieran encontrarse a varios kilómetros a la redonda.

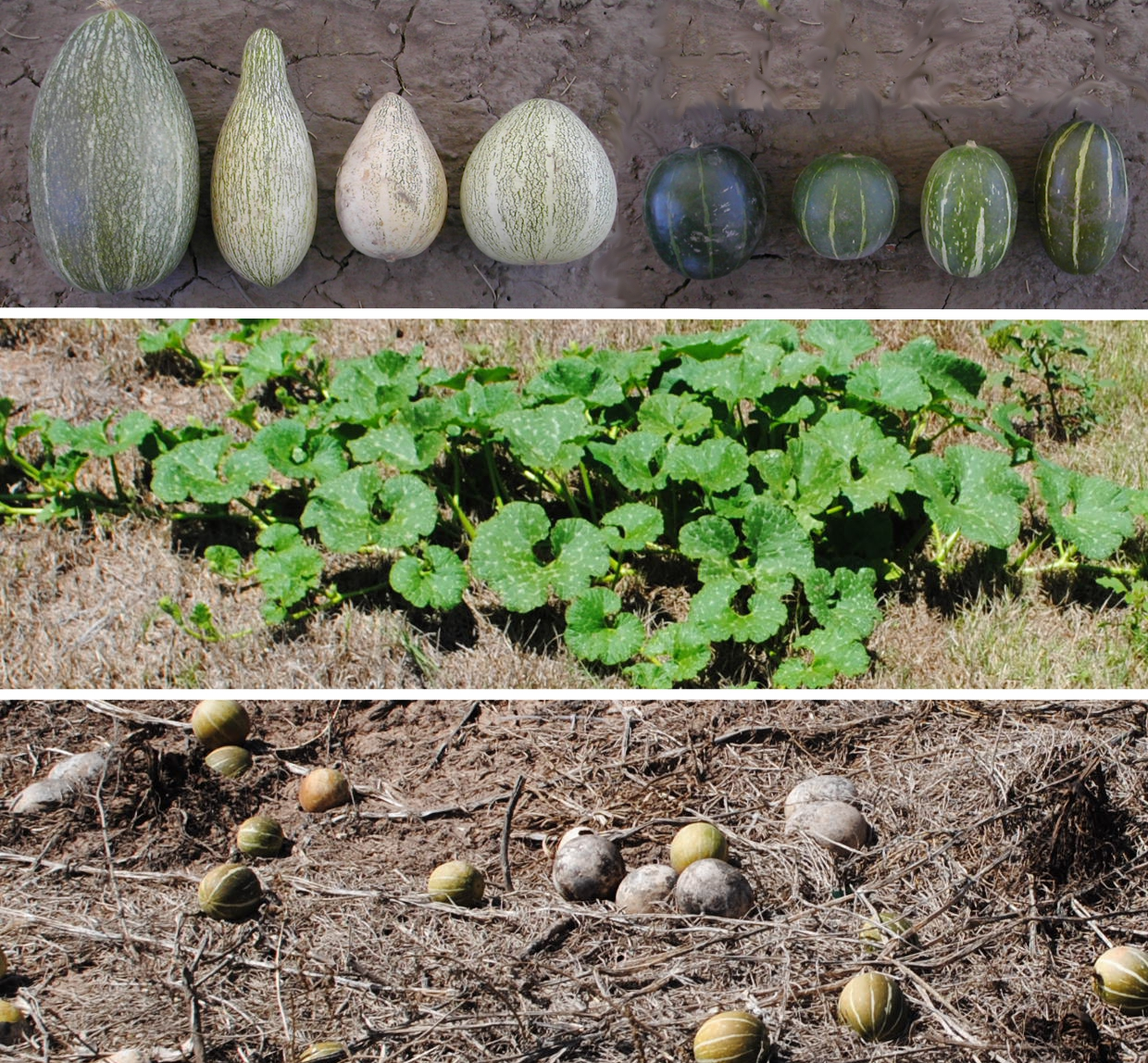
Cucurbita maxima subsp. andreana. Fotos de F. López Anido.
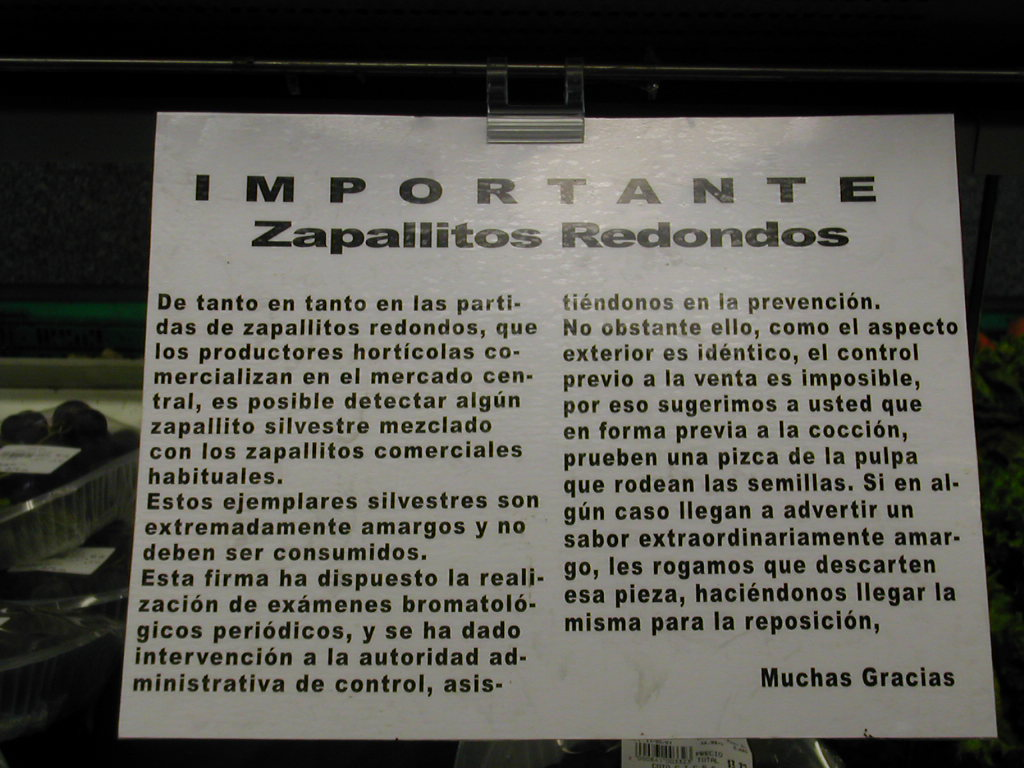
Cartel llamando "zapallito silvestre" al zapallito de sabor amargo. Rosario, Santa Fe, 2007. Foto de F. López Anido.

## Otros nombres
Los nombres fuera de Argentina encontrarse en el artículo Calabazas, calabacines, zapallos, zapallitos y nombres afines (además se provee la definición de: zapallo de guía, zapallito de tronco, zapallo del año, zapallo de almacenaje, zapallo de guarda, zapallo temprano o primicia).
El cuadro para identificar la especie de un cultivo desconocido se encuentra en Cucurbita pepo, C. maxima, C. moschata, C. argyrosperma.